# Podlasie

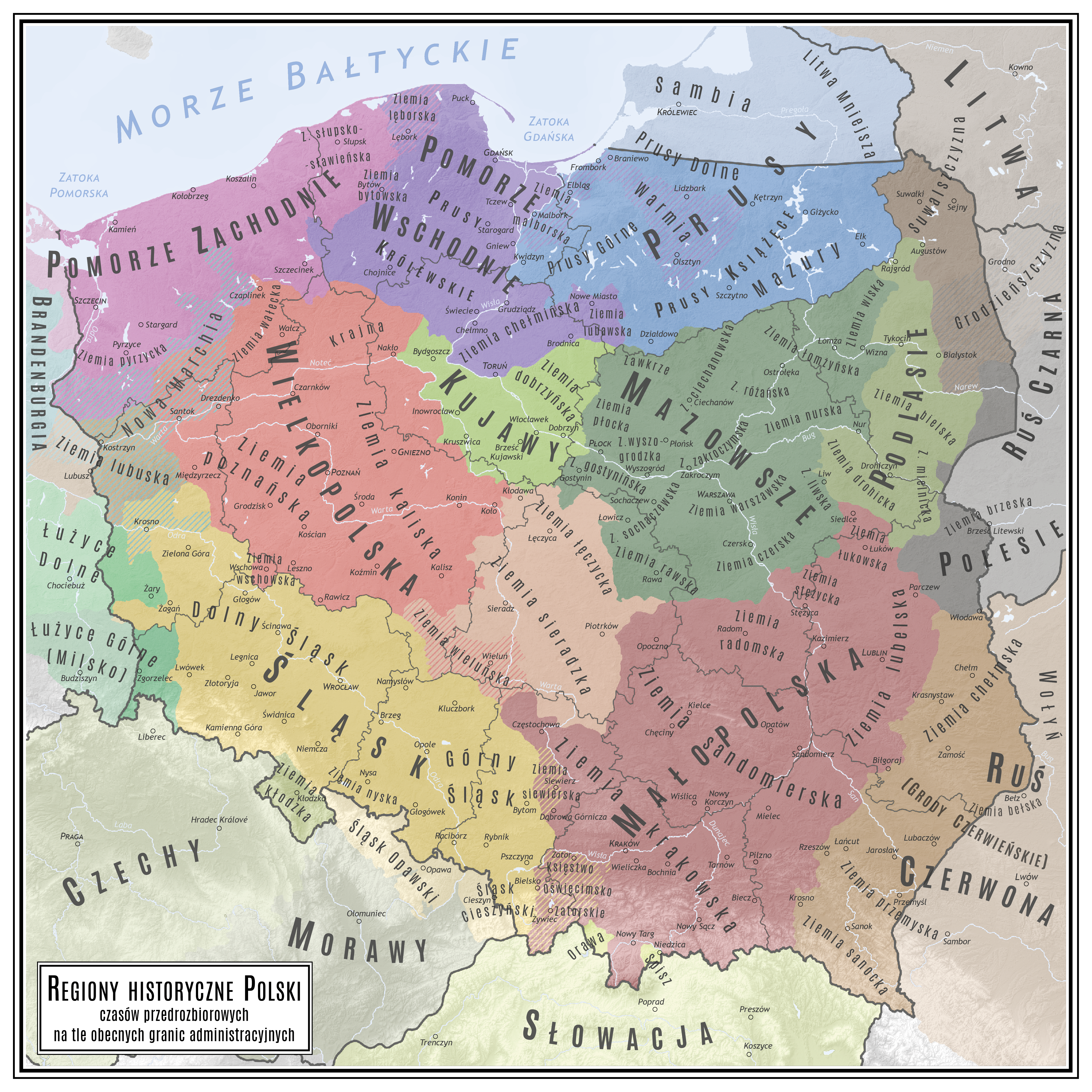
Podlasie i inne krainy historyczne Polski na tle współczesnych granic administracyjnych

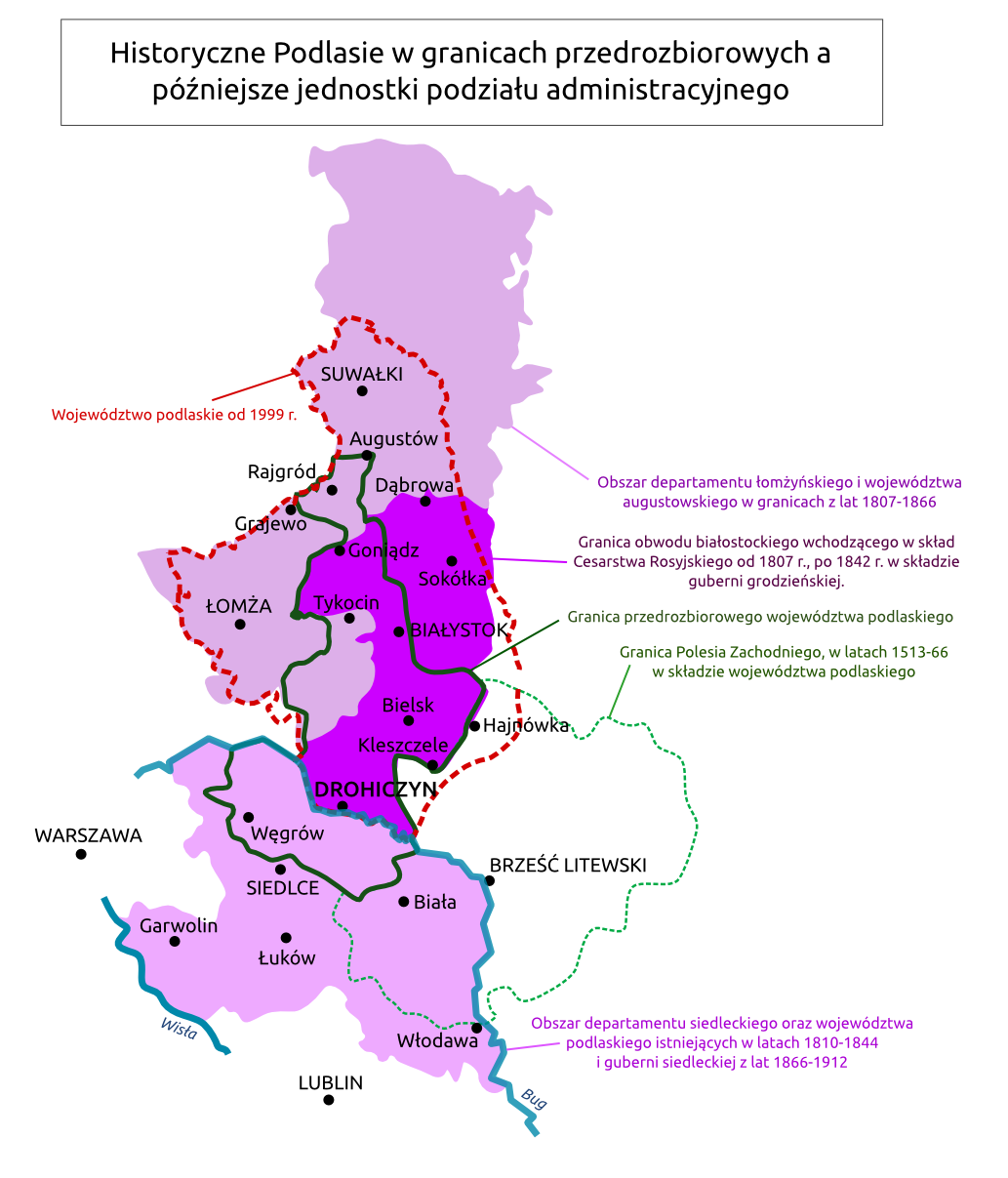
Podlasie historyczne a późniejsze jednostki podziału administracyjnego

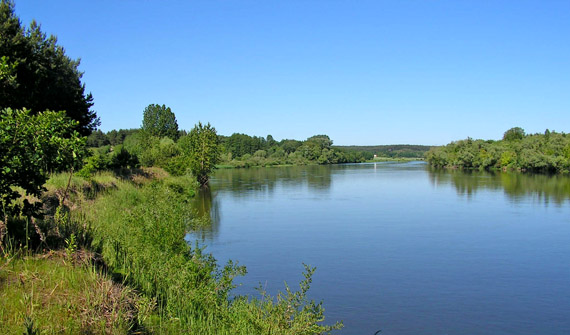
Bug w okolicach Drohiczyna

Podlasie (albo Podlasze; biał. Падляшша, Padlaszsza, Padlašša, ukr. Підляшшя, Pidlaszszia, lit. Palenkė, łac. Podlachia) – historyczna kraina Polski leżąca na Nizinie Podlaskiej. Historyczne Podlasie obejmuje centralną i południową część województwa podlaskiego, północny wschód i północ województwa lubelskiego i wschodni skrawek województwa mazowieckiego (powiat łosicki). Zamieszkana jest głównie przez Podlasian, a także w niektórych rejonach przez Podlaszuków.
Historyczną stolicą jest Drohiczyn.

## Etymologia
Według językoznawców i innych badaczy Podlasie wzięło swą nazwę od Lachów, czyli Polaków zamieszkujących te tereny. Twierdził tak m.in. znawca etnografii Podlasia i etymologii, Zygmunt Gloger, który uważał, że „nazwa Podlasie nie powstała od lasów, jak nazwa Polesie, ale od Lachów (nazwa plemienia), przy granicy których ciągnęło się Podlasie. Było to zatem pod-lasze (...)”. W tym przekonaniu popierał Glogera, także inny znany ówczesny regionalista Józef Mikulski, który pisał: „Mazurzy zwartą ławą osiedli ziemie od środkowej Wisły do Liwca. Za Liwcem natomiast przemieszali się z ludnością ruską, która z czasem, naturalnym biegiem rzeczy uległa ich kulturze, przyjmując kulturę polską jako swoją. Jednak kraj leżący za Liwcem długi czas zwano Podlasze tj. kraj «pod Lachami», co z czasem z mazurska przerobiono na Podlasie”. Podobny wydźwięk ma litewska nazwa Palenkė.
Gdyby nazwa ta pochodziłaby od lasów, brzmiałaby Podlesie, jak Zalesie lub Międzylesie. Byli (i są) autorzy, którzy inaczej wyjaśniali pochodzenie nazwy Podlasie niż wskazują też dawne zapisy w języku ruskim (który był językiem urzędowym Wielkiego Księstwa Litewskiego) – Podlaszie i łacińskim – Podlachia oraz ustalenia etymologów.
Jedna z wersji mówi o tym, że nazwa wzięła swój początek od olbrzymich niegdyś, a dziś tylko częściowo zachowanych, puszcz i kniei. Tezę tę potwierdza(ło) wielu historyków, m.in. polski językoznawca Bogumił Samuel Linde w swoim monumentalnym Słowniku języka polskiego. W haśle Podlasie, Podlasze, Polesie wywodził pochodzenie nazwy od położenia: „jako kraj bliski lasów podlesiem nazywany, albo, że nazwa Podlasia może pochodzić od gęstych lasów”. Podobnie twierdzi współczesna regionalistka i folklorystka Podlasia – Anna Natalia Kozera.
Inna hipoteza to wskazywanie na genezę słowa „Podlasie” od nazwy sąsiedztwa z terenami zamieszkałymi przez Jaćwingów, których Polacy (jakoby) nazywali „Podlasianami” lub „Polesianami”.

## Historia
Jednymi z najstarszych wczesnośredniowiecznych grodów na Podlasiu są grody w Zbuczu, Klukowiczach i Zajączkach, zbudowane w końcu IX i w X wieku. Gród w Zbuczu był, we wczesnym średniowieczu centrum administracji lokalnej. Informacje zebrane podczas wykopalisk wskazują, że zespół wspomnianych grodów należy wiązać z „mazowiecką” falą zasiedlenia tych terenów. W X–XI wieku tereny dzisiejszego Podlasia wchodziły w skład państwa polskiego pierwszych Piastów. Tereny te znajdowały się pod panowaniem Bolesława Chrobrego (wyprawa w 1018 r. na Kijów).
Na skutek wewnętrznego kryzysu państwa polskiego po śmierci króla Mieszka II w 1034 roku, na Mazowszu powstało oddzielne państwo dawnego cześnika królewskiego Miecława, które obejmowało też dzisiejsze Podlasie. Upadło ono w 1047 roku na skutek działań Kazimierza Odnowiciela, wspomaganego przez swojego szwagra, Jarosława Mądrego. Wtedy też zostały zniszczone przez wojska Jarosława Mądrego wyżej wymienione grody, który następnie przejął Podlasie od księcia Kazimierza Odnowiciela, w zamian za pomoc w stłumieniu buntu Miecława. Region ten znajdował się pod kontrolą Rusi Kijowskiej do czasów panowania króla Bolesława Śmiałego i w 1182 roku księcia Kazimierza Sprawiedliwego. W 1180 roku Drohiczyn otrzymał książę Leszek Mazowiecki (syn Bolesława Kędzierzawego) w zamian za pomoc zbrojną udzieloną Wasylowi Jaropełkowiczowi w wyprawie przeciw Włodzimierzowi Wołodarowiczowi. Kazimierz Sprawiedliwy przyłączył z powrotem do Polski ziemię drohiczyńską w 1192 roku. W latach 1209–1227 ziemią drohiczyńską władał książę Leszek Biały, a w latach 1230–1238 książę Konrad I mazowiecki, który w 1237 roku sprowadził na Podlasie zakon rycerski braci dobrzyńskich. W 1325 roku mazowieccy książęta Siemowit II i Trojden I w liście do papieża określili wschodnią granicę swojego władania sięgającą 2 mile od Grodna (Oppidi quod dictur Grodno, ... a terrarum nostrorum ad duas lencas posit).

Powiat brzeskolitewski, odłączony od Podlasia w 1566 roku, w granicach Wielkiego Księstwa Litewskiego w 1619 roku

Do XV wieku Podlasie stawało się terenem spornym między Mazowszem, Litwinami i książętami ruskimi. W 1382 roku, w czasie walk o władzę między litewskimi książętami Kiejstutem i Jagiełłą, Podlasie (oprócz Brześcia) zajął książę mazowiecki Janusz I Starszy, jednak rok później odbił je Jagiełło, a następnie przekazał swojemu kuzynowi, Witoldowi. W związku z tym, że wkrótce wybuchła wojna domowa między Jagiełłą a Witoldem, Jagiełło odebrał Witoldowi Podlasie i w 1390 roku już będąc królem Polski przekazał Podlasie dożywotnio księciu Januszowi I Starszemu mazowieckiemu, co potwierdził aktem wydanym w 1391 r. („terram nostram Drohiczensen, Melnyk, Surasz, Byelsko ac omnibus villis in eisdem districtubus”). Podlasie jednak w niedługim czasie później zajął ponownie książę Witold, czemu Jagiełło się nie sprzeciwił, ponieważ pogodził się z kuzynem. Po śmierci Witolda, nowy wielki książę litewski, Zygmunt Kiejstutowicz zgodził się, żeby po jego śmierci Podlasie zajął wnuk Janusza Starszego, książę Bolesław IV warszawski, co ten uczynił w 1440 roku za zgodą syna Zygmunta, Michała Bolesława Zygmuntowicza. Bolesław IV szybko opanował całą dzielnicę dzięki poparciu starosty drohickiego i mielnickiego Nasuty i podlaskiego rycerstwa. Wywołało to oburzenie w Wielkim Księstwie Litewskim, w związku z czym w listopadzie 1441 roku zwołano zjazd do Parczewa, gdzie Litwini zażądali od Mazowszan zwrotu Podlasia, jednak nie doszło do kompromisu. Sprowokowało to akcję odwetową nowego wielkiego księcia, Kazimierza Jagiellończyka, z ramienia którego wojewoda wileński, Jan Gasztołd wyparł Nasutę z Mielnika i Drohiczyna. W związku z tym Bolesław IV zdecydował się na ustępstwa i w 1446 roku w Parczewie zrezygnował z Podlasia z powiatem węgrowskim za 6 tys. kop groszy praskich i w ten sposób dzielnica ponownie weszła w skład Wielkiego Księstwa Litewskiego. W 1453 r. Bolesław IV wystąpił ponownie z pretensjami do ziemi podlaskiej. W związku z twardym stanowiskiem króla Polski na zjeździe w Parczewie książę musiał jednak ostatecznie pogodzić się ze stratą. Od 1496 roku ziemia drohicka i ziemia mielnicka posługiwały się prawem polskim, a od 1501 roku także ziemia bielska. Na sejmie w Wilnie w 1566 wydzielono z Podlasia ziemię brzeską i ziemię kamieniecką, które z księstwem kobryńskim utworzyły województwo brzeskie.

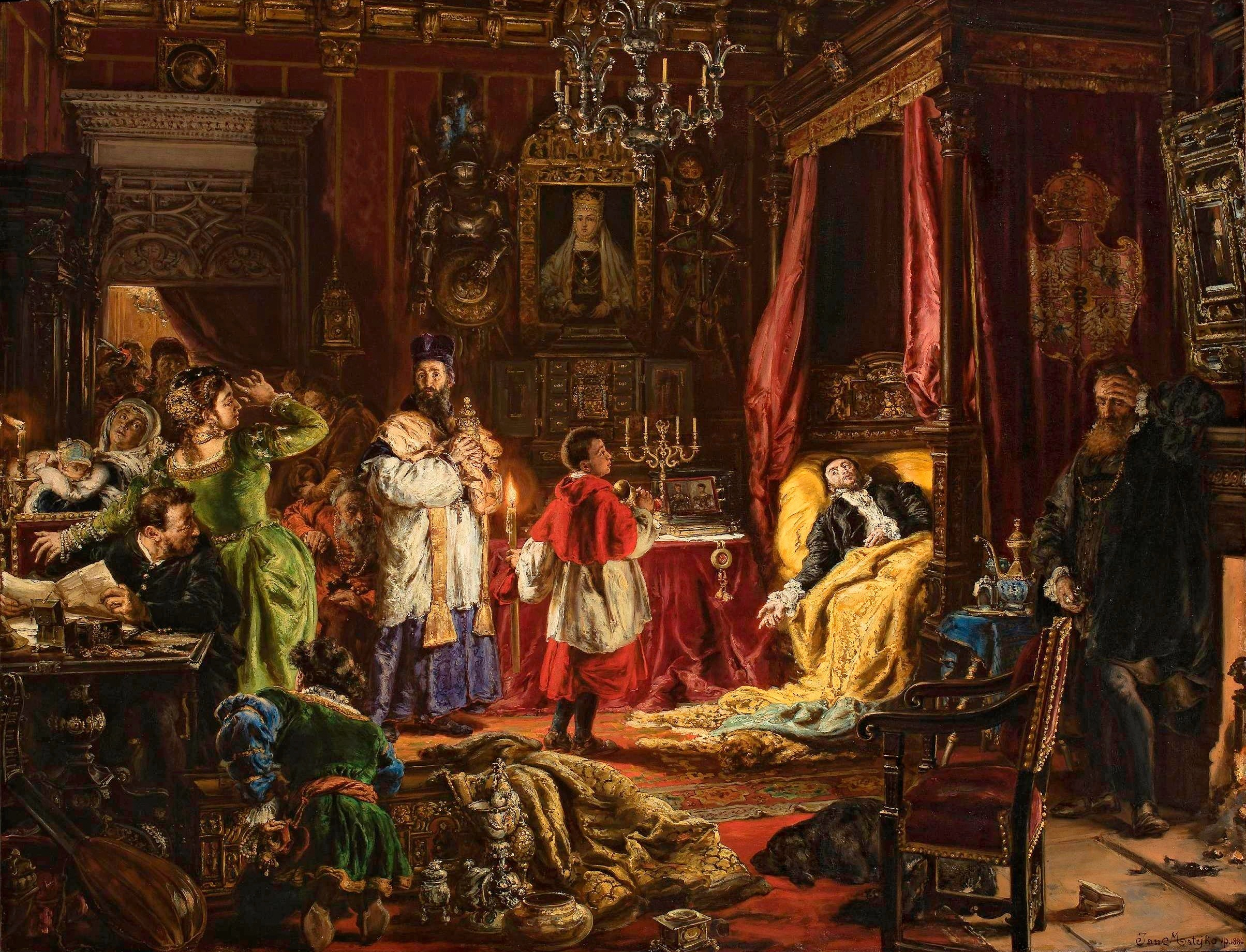
Śmierć Zygmunta Augusta w Knyszynie – obraz Jana Matejki

Za panowania Jagiellonów prawa miejskie otrzymały m.in. Suraż, Brańsk, Bielsk Podlaski, Wysokie Mazowieckie, Choroszcz, Boćki, Waniewo, Narew, Kleszczele, Knyszyn, Siemiatycze i Augustów, a z rąk piastowskich książąt mazowieckich m.in. Tykocin, Mielnik i Węgrów. W Mielniku w 1501 r. król Aleksander Jagiellończyk zatwierdził unię polsko-litewską (unia mielnicka) i wydał tzw. przywilej mielnicki.

### W czasach I Rzeczypospolitej

Województwo podlaskie w granicach Rzeczypospolitej Obojga Narodów z 1619 r.

Po podpisaniu unii lubelskiej w 1569 r. jako województwo podlaskie znalazło się w składzie Królestwa Polskiego na mocy podpisanego 5 marca 1569 roku aktu Przywilej przywrócenia ziemie Podlaskiej do Korony Polskiej. W dokumencie podpisanym w Lublinie w 1569 roku podkreślono, że Podlasie należało do Korony Polskiej do czasów panowania Kazimierza Jagiellończyka i aktami tymi jedynie przywrócono stan poprzedni. Podlasie wówczas składało się z ziem: drohickiej, mielnickiej i bielskiej. Należało do prowincji małopolskiej Korony. W 1574 r. Międzyrzec został odłączony od województwa podlaskiego i przyłączony do województwa brzeskiego.
Pod koniec XVI w. Podlasie obejmowało teren 10 530 km kwadratowych na których znajdowało się 1675 osad i miejscowości, w tym: 23 miasta, 1587 wsi, 33 przedmieścia (osady będące własnością miast, tzw. "wsie miejskie"), 20 osad młyńskich, 10 osad folwarcznych, oraz 2 osady kuźnicze; na Podlasiu w tym okresie było 9 zamków: w ziemi bielskiej – Bielsk (spłonął 22 VII 1564 r.), Goniądz, Suraż, Tykocin, Waniewo, w ziemi drohickiej – Ciechanowiec, Drohiczyn, Miedzna oraz w ziemi mielnickiej – Mielnik. Własność szlachecka obejmowała 1342 miejscowości, królewska 242, duchowna 25, 33 to "wsie miejskie", pozostałe to własność mieszana (królewsko-duchowna, duchowno-szlachecka, królewsko-szlachecka).
W czasach I Rzeczypospolitej na Podlasiu miały posiadłości polskie rody magnackie: Braniccy, Kiszkowie, Radziwiłłowie, Jabłonowscy. W latach 1578–1580 największymi właścicielami ziemskimi na Podlasiu byli: wojewoda podlaski Mikołaj Kiszka (569 włók uprawnych), książę słucki Jerzy Olelkowicz (488 włók), starosta żmudzki Jan Kiszka (331 włók), wojewoda nowogródzki Paweł Sapieha (268 włók), marszałek wielki litewski Mikołaj Krzysztof Radziwiłł (173 włóki), starościc piński Jerzy Kurzeniecki (157 włók) czy wojewoda mazowiecki Stanisław Kryski (131 włók).
Miastami królewskimi były: w ziemi bielskiej – Augustów, Bielsk Podlaski, Brańsk, Goniądz, Kleszczele, Knyszyn, Narew, Rajgród, Suraż, Tykocin; w ziemi drohickiej – Drohiczyn, w ziemi mielnickiej Mielnik i Łosice. Własnością szlachecką były: w ziemi bielskiej Boćki i Waniewo, w ziemi drohickiej Ciechanowiec, Miedzna (Międzylesie), Mokobody (Mąkobody), Mordy, Siemiatycze, Sokołów Podlaski, Węgrów, Wysokie Mazowieckie.
Podczas potopu szwedzkiego Podlasie zostało częściowo obrabowane w październiku 1656 roku przez Tatarów Subchana Gazi agi, którzy przeszli przez Czarną pod Brańskiem, Bielsk i Kamieniec. W maju i czerwcu 1657 roku dzielnica została spustoszona podczas najazdu węgierskiego Jerzego II Rakoczego i przez wojska szwedzkie. Spalone zostały m.in. Brańsk, Bielsk Podlaski, Mielnik i Drohiczyn. Oblegana była także twierdza w Tykocinie.

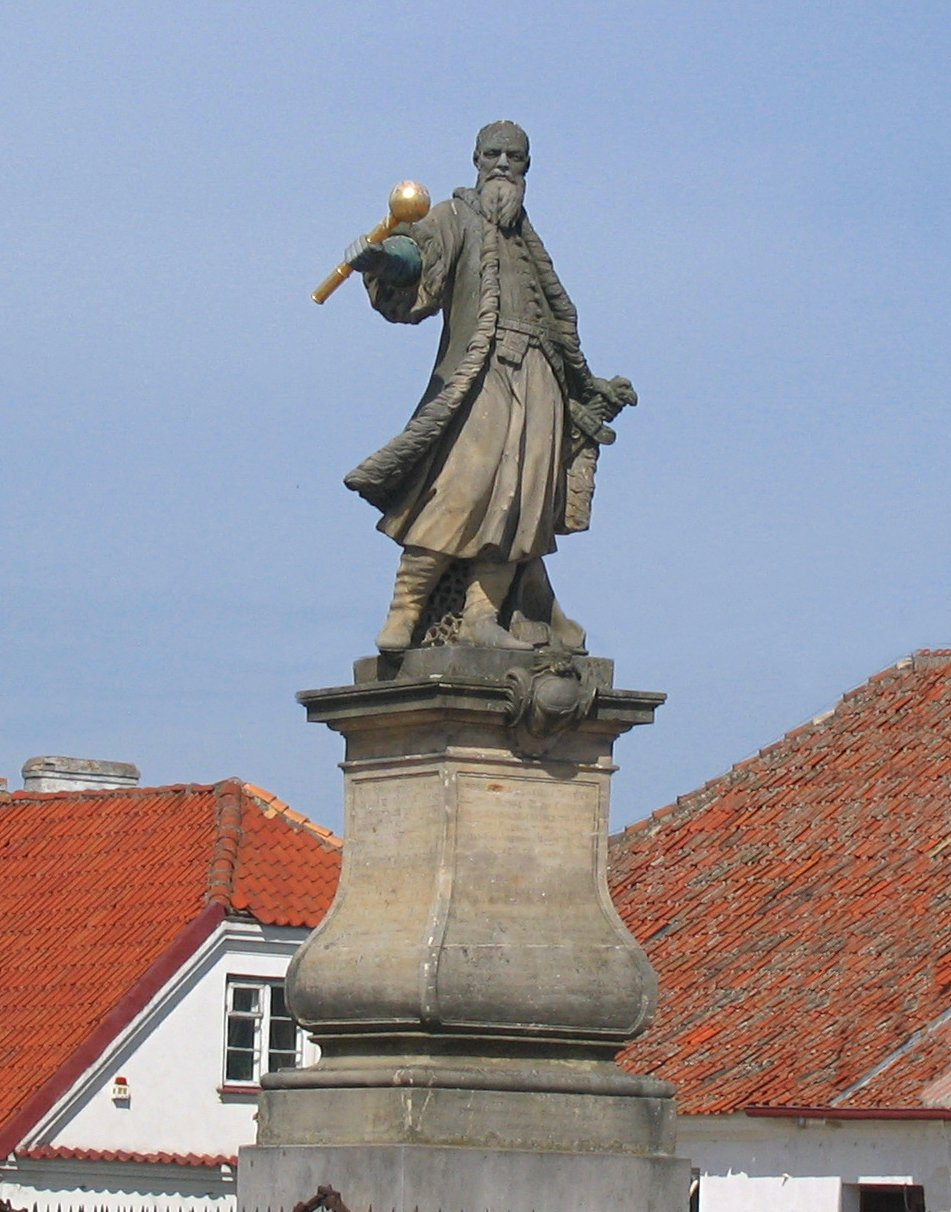
Pomnik Stefana Czarnieckiego z XVIII w. na rynku w Tykocinie

W styczniu 1660 roku Podlasie zostało spustoszone przez wojska moskiewskie, Iwana Chowańskiego, który 25 grudnia spalił Zabłudów (gdzie wymordowano mieszkańców w kościele), a 28 grudnia pod Krynkami rozbił pułk Jana Ogińskiego, po czym spustoszył dzielnicę po Węgrów, Białą Podlaską i Brześć. Spowodowało to kontrakcję hetmana, Stefana Czarnieckiego, który ściągnął wojska z leż zimowych w Wielkopolsce.
W 1705 r. na zamku w Tykocinie król August II Mocny ustanowił najstarsze polskie odznaczenie państwowe, Order Orła Białego. W 1748 r. w Białymstoku powstał pierwszy stały teatr w Polsce, Komedialnia.
W lipcu 1769 roku na zgromadzeniu w Drohiczynie szlachta podlaska przystąpiła do konfederacji barskiej i rozpoczęła działania zbrojne przeciwko Rosjanom. Konfederaci stoczyli tu m.in. bitwę pod Białymstokiem. W 1794 roku podczas insurekcji kościuszkowskiej sformowano w Drohiczynie dywizję podlaską gen. Andrzeja Karwowskiego. Na Podlasiu rozegrano kilka potyczek insurekcji.

### Okres zaborów i walk niepodległościowych
W 1795 roku podczas III rozbioru Polski Podlasie zostało podzielone wzdłuż Bugu między Prusy i Austrię. Pruską część zorganizowano w departamencie białostockim Prus Nowowschodnich. W zaborze rosyjskim znalazło się tylko kilka wschodnich miasteczek takich jak Narewka, Milejczyce, Jałówka i Krynki. Powierzchnię Podlasia w 1795 r. oszacowano na 174,15 mil kwadratowych (Das Land Bielsk – 77,14 mil, Das Land Mielnik – 23,92 mil i Das Land Drohiczyn – 73,09 mil).
W 1807 r. większa część Podlasia przeszła do zaboru rosyjskiego jako obwód białostocki. Pozostała zaś część w 1807 i 1809 r. włączona do Księstwa Warszawskiego znalazła się w granicach departamentu łomżyńskiego. Od 1815 część Podlasia, należąca uprzednio do Księstwa Warszawskiego, weszła w skład Królestwa Polskiego (Kongresowego). Wtedy też departament łomżyński przemianowano na województwo augustowskie ze stolicą w Suwałkach, odłączając przy okazji powiaty węgrowski i sokołowski.

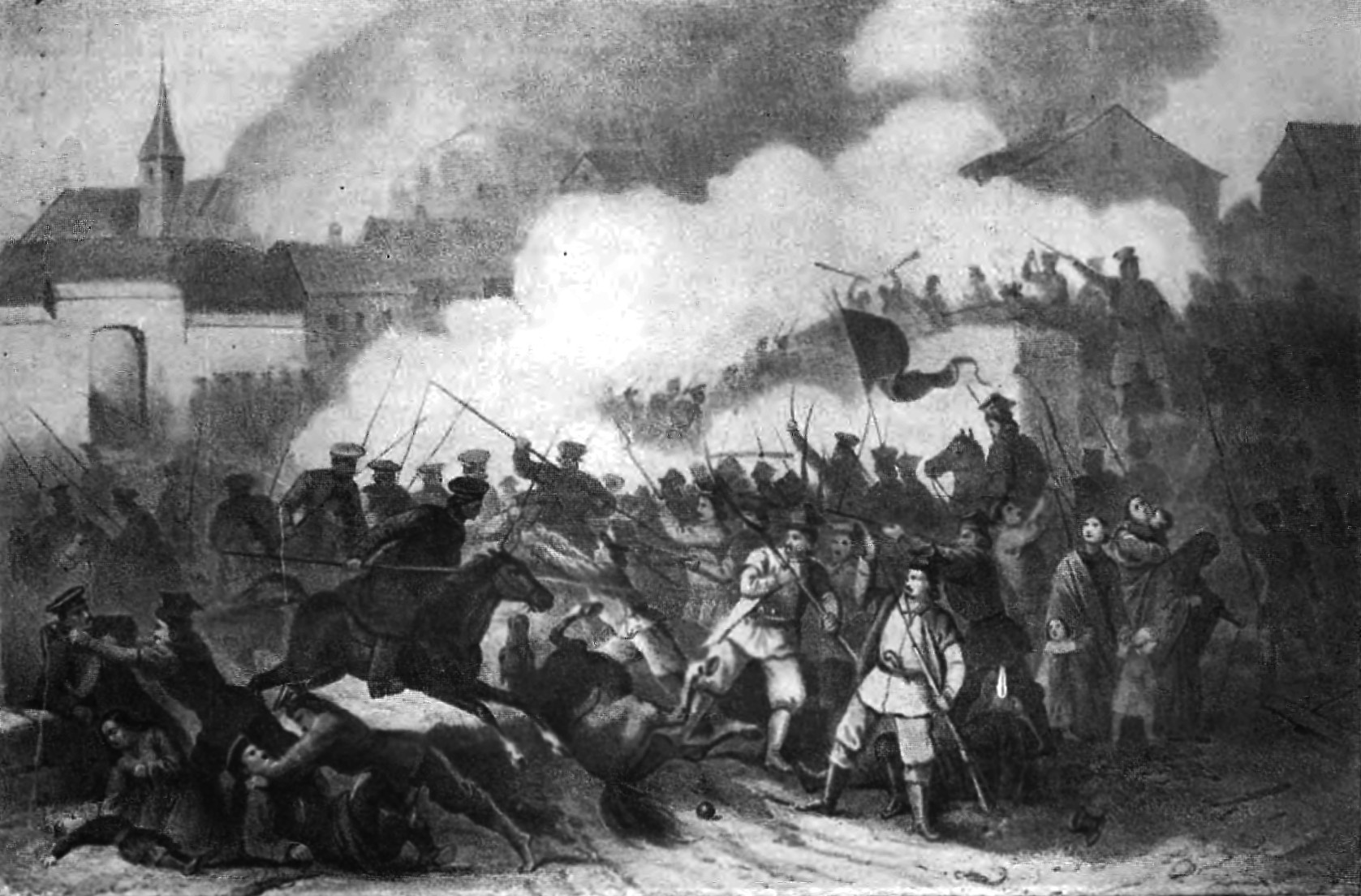
Bitwa pod Siemiatyczami (1863)

Na Podlasiu toczyły się walki powstania listopadowego z zaborcą rosyjskim. Polacy odnieśli zwycięstwa m.in. pod Sokołowem Podlaskim, pod Rajgrodem i pod Międzyrzecem Podlaskim.
Po powstaniu władze carskie w 1832 r. wprowadziły granicę celną między Królestwem Polskim i Rosją, co spowodowało przeniesienie wielu zakładów przemysłowych na teren obwodu białostockiego. W 1842 roku będący w zaborze rosyjskim obwód białostocki włączono do guberni grodzieńskiej.
W czasie powstania styczniowego w latach 1863–1865 były prowadzone walki z Rosjanami na terenach Puszczy Augustowskiej, Puszczy Białowieskiej oraz w lasach nad rzeką Biebrzą i rzeką Ełk. 3 lutego 1863 Polacy odnieśli jedno z pierwszych głośnych zwycięstw powstania w bitwie pod Węgrowem, a 6–7 lutego pod Siemiatyczami rozegrała się jedna z największych bitew powstania. Powstańczy oddział Stanisława Brzóski utrzymywał się na Podlasiu aż do 1865 roku. W ramach represji carskich po powstaniu praw miejskich pozbawiono m.in. Sokoły, Sterdyń, Mokobody, Konstantynów i Sarnaki.

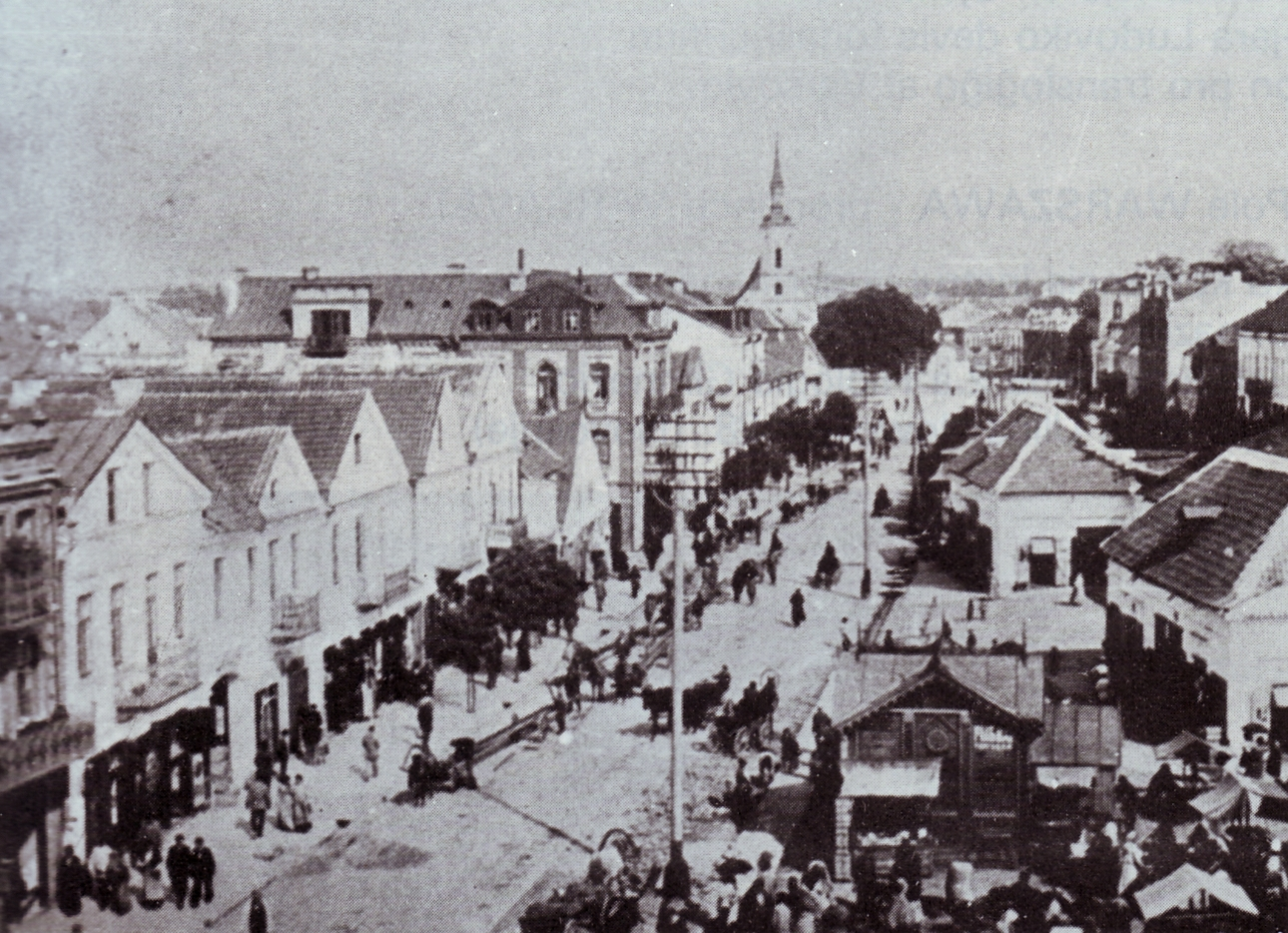
Białystok – największe miasto Podlasia ok. 1900 roku

W 1897 roku największymi miastami Podlasia (w granicach sprzed 1566) były kolejno: Białystok, Brześć, Międzyrzec, Biała i Kobryń.

### Po odzyskaniu niepodległości
W 1919 roku Podlasie znalazło się w całości w granicach II Rzeczypospolitej. Administracyjnie było rozdzielone pomiędzy województwa białostockie, lubelskie oraz poleskie. 22 sierpnia 1920 w czasie wojny polsko-bolszewickiej została stoczona zwycięska dla Polaków bitwa białostocka.
Największymi miastami Podlasia (w granicach sprzed 1566) w 1931 r. były kolejno: Białystok, Brześć nad Bugiem, Biała Podlaska, Międzyrzec i Kobryń.
We wrześniu 1939 na Podlasiu miało miejsce kilka potyczek kampanii wrześniowej: obrona twierdzy brzeskiej, obrona Hajnówki i bitwa pod Kobryniem. Region został podzielony między okupantów: ZSRR okupował większość regionu z Białymstokiem i Brześciem, Niemcy zajęli południową część z Białą Podlaską. Po wojnie, w 1945 r. wschodnia część Podlasia z Brześciem i Kobryniem została utracona przez Polskę na rzecz ZSRR.
Znani Polacy, urodzeni na Podlasiu (uwzględniając ziemie Podlasia w granicach sprzed 1566):

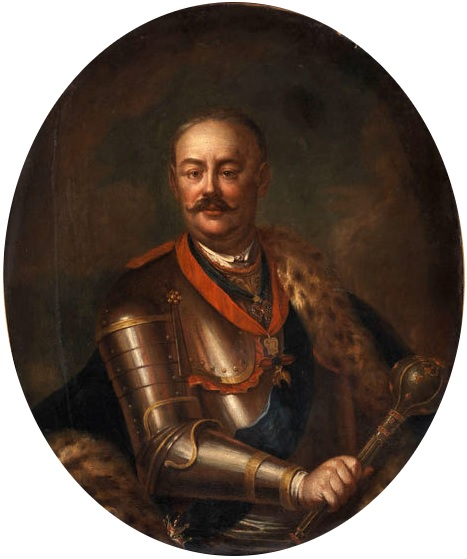
Jan Klemens Branicki
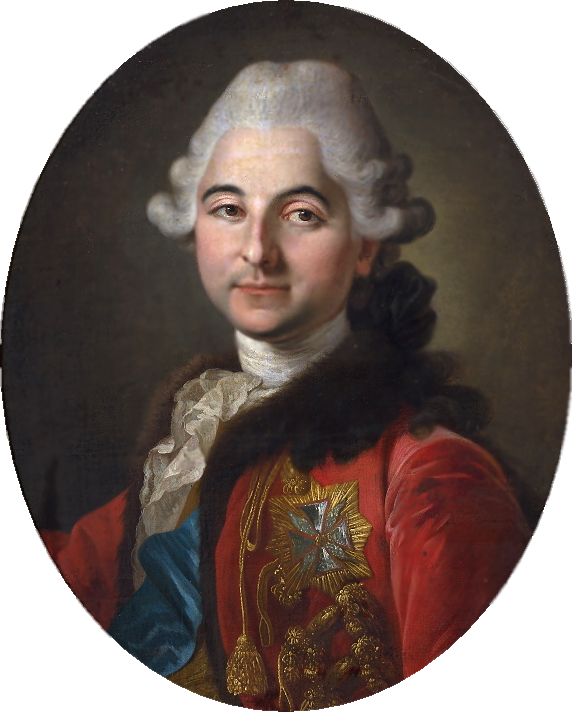
Stanisław August Poniatowski
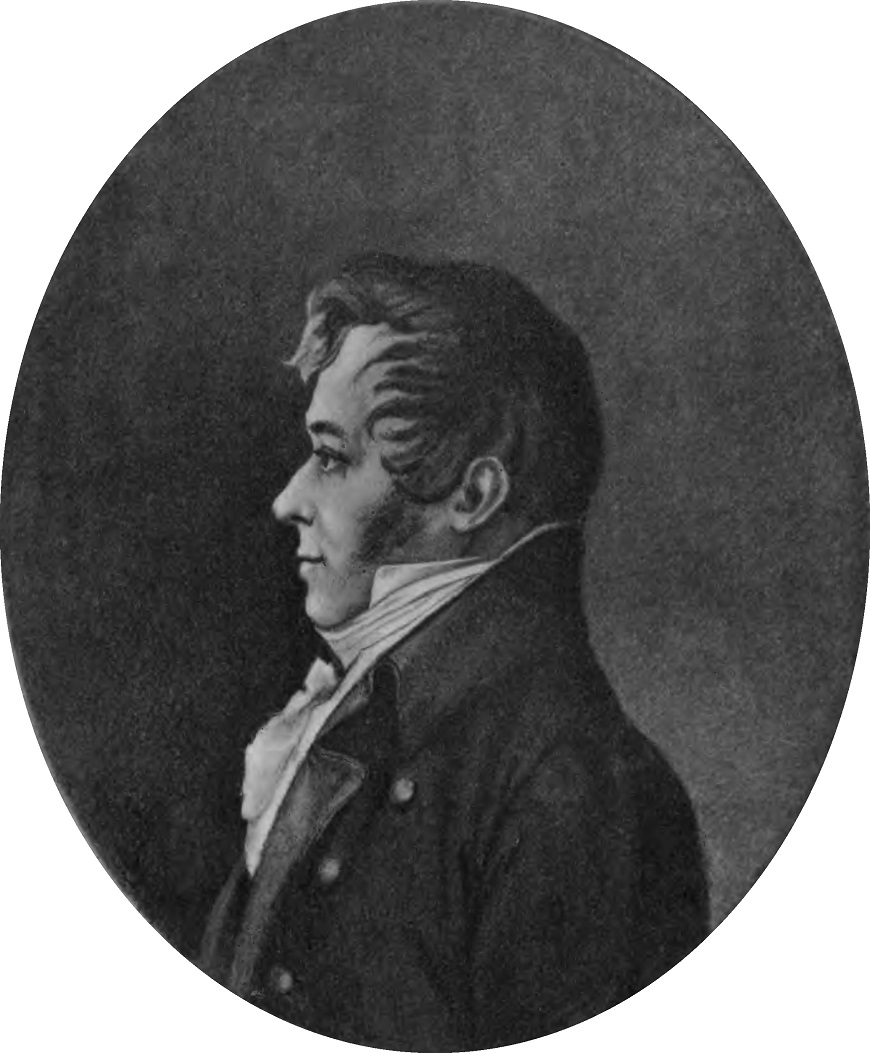
Julian Ursyn Niemcewicz
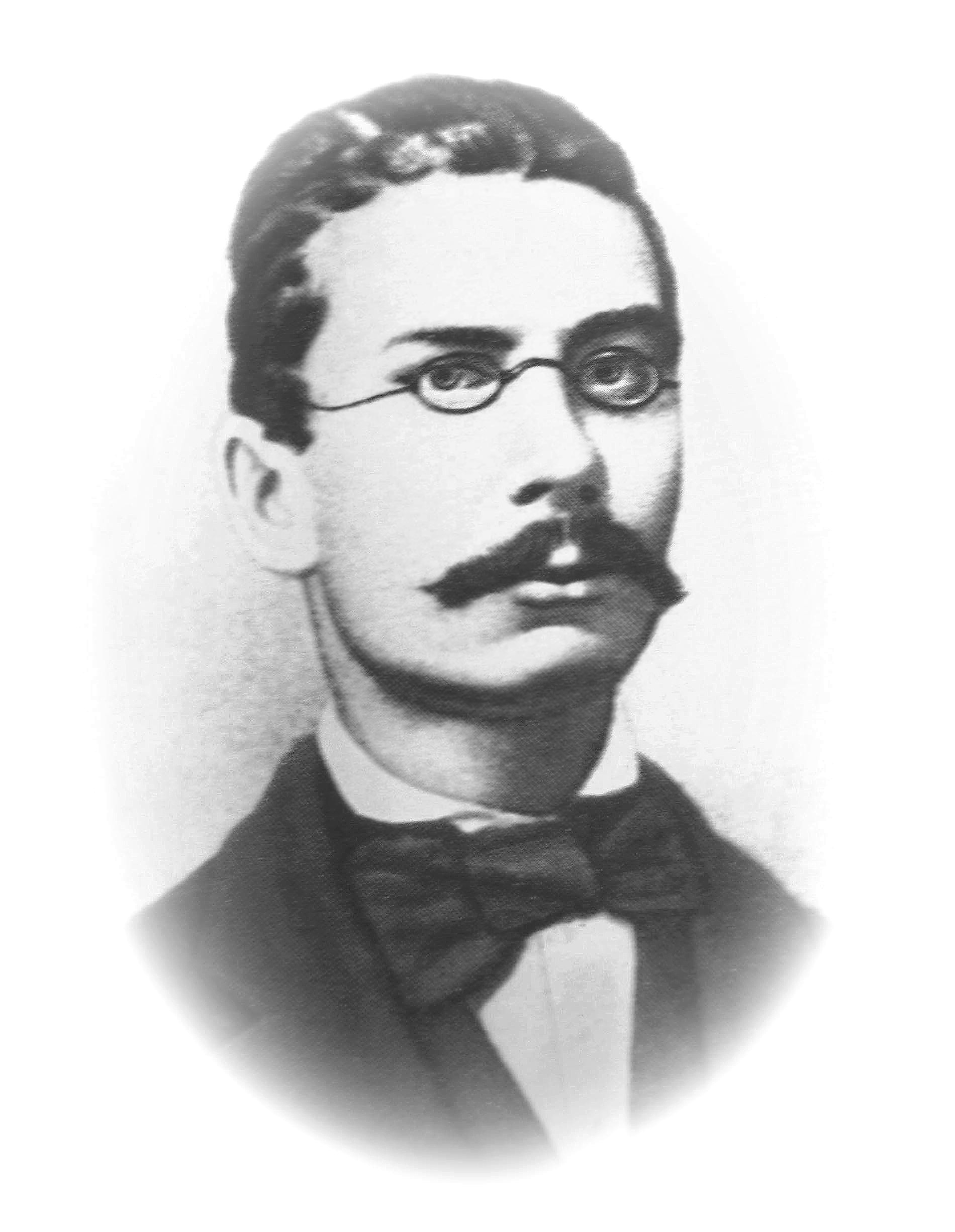
Romuald Traugutt
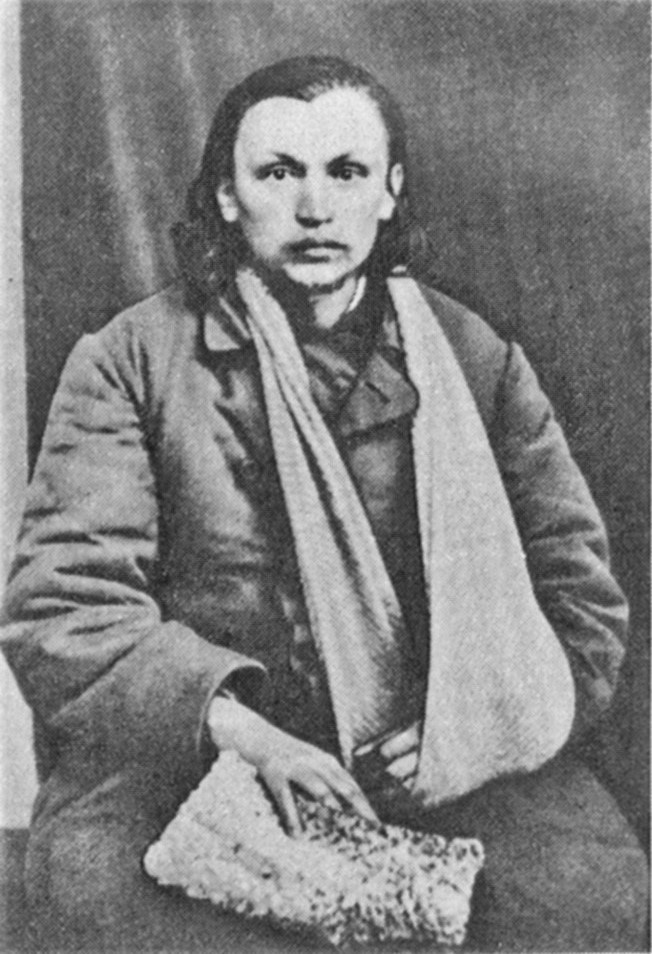
Stanisław Brzóska
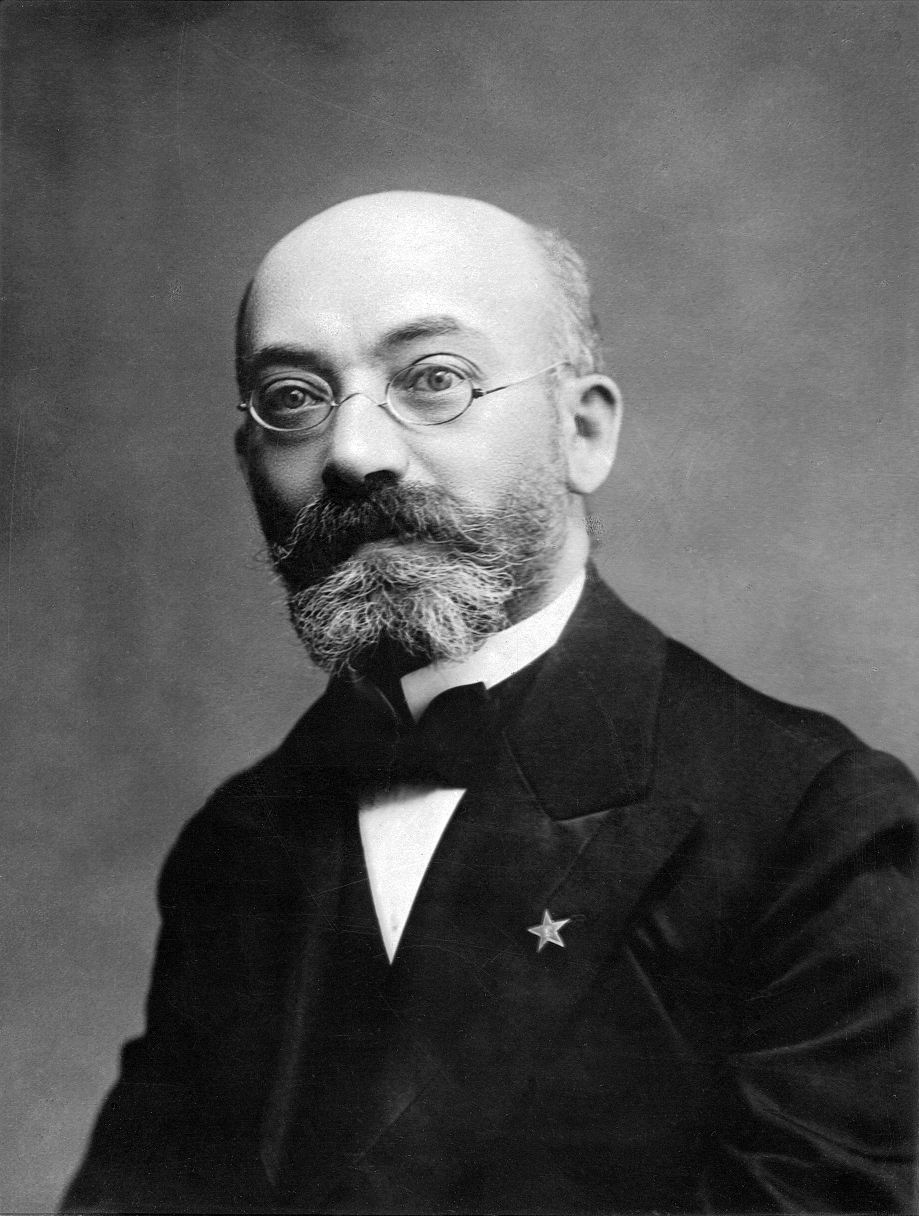
Ludwik Zamenhof
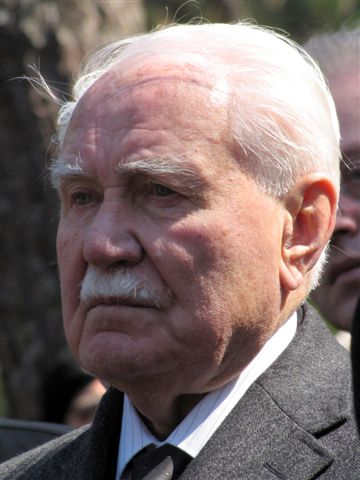
Ryszard Kaczorowski

## Architektura
Architektura Podlasia jest odzwierciedleniem położenia w I Rzeczypospolitej. W okresach panowania Piastów był to jeden z najsłabiej rozwiniętych regionów, położony peryferyjnie względem przodujących dzielnic: Małopolski, Wielkopolski czy Śląska i głównych ośrodków państwa, takich jak Kraków, Wrocław, Poznań, Płock czy Sandomierz. W średniowieczu nie rozwinęły się znaczące centra władzy państwowej czy kościelnej, ani większe ośrodki mieszczańskie, przez co region nie jest bogaty w architekturę romańską czy gotycką, spotykaną w dzisiejszej zachodniej, centralnej i południowej Polsce. Przykładami architektury gotyckiej były kościół w Mielniku sprzed 1577 roku, zamek w Białymstoku (rozbudowany w barokowy pałac) i cerkiew w Supraślu (obecnie zrekonstruowana po całkowitym zniszczeniu w czasie II wojny światowej) oraz być może zamki w Drohiczynie i Mielniku, które jednak już nie istnieją. Przykładami architektury renesansowej są pałac archimandrytów w Supraślu, pałac Wołłowiczów w Pawłowiczach (przebudowany w czasach klasycyzmu) oraz nieistniejące już m.in. dwór w Dubnie, zamek w Tykocinie i drewniany dwór królewski w Knyszynie.
Sytuacja zmieniła się na początku XVII wieku, gdy aż do końca XVIII wieku zaczęła w krajobrazie Podlasia dominować architektura baroku, z takimi przykładami jak świątynie i klasztory Drohiczyna, Siemiatycz, Bociek, pałacami w Białymstoku i Choroszczy, ratuszem w Bielsku Podlaskim i synagogą w Orli. W 2 połowie XVIII wieku zaczęto także budować kościoły i pałace klasycystyczne (np. Bazylika Narodzenia Najświętszej Maryi Panny i św. Mikołaja w Bielsku Podlaskim, kościół w Zabłudowie czy pałac w Mordach).
W czasie zaborów w krajobrazie Podlasia liczniej pojawiały się kamienice oraz cerkwie prawosławne, także w stylu bizantyjsko-rosyjskim, oraz powstawały zabudowania i pałace fabrykanckie (głównie w części północnej), dworce kolejowe czy nawet twierdze (w Brześciu i Osowcu). W architekturze XIX wieku pojawiły się neogotyk (kaplica Bucholtzów w Supraślu i pałac w Dowspudzie), neobarok i eklektyzm, a w XX wieku także modernizm z czołowymi przykładami takimi jak białostocki kościół św. Rocha oraz teatr miejski.

Wybrane kościoły z okresu przedrozbiorowego:
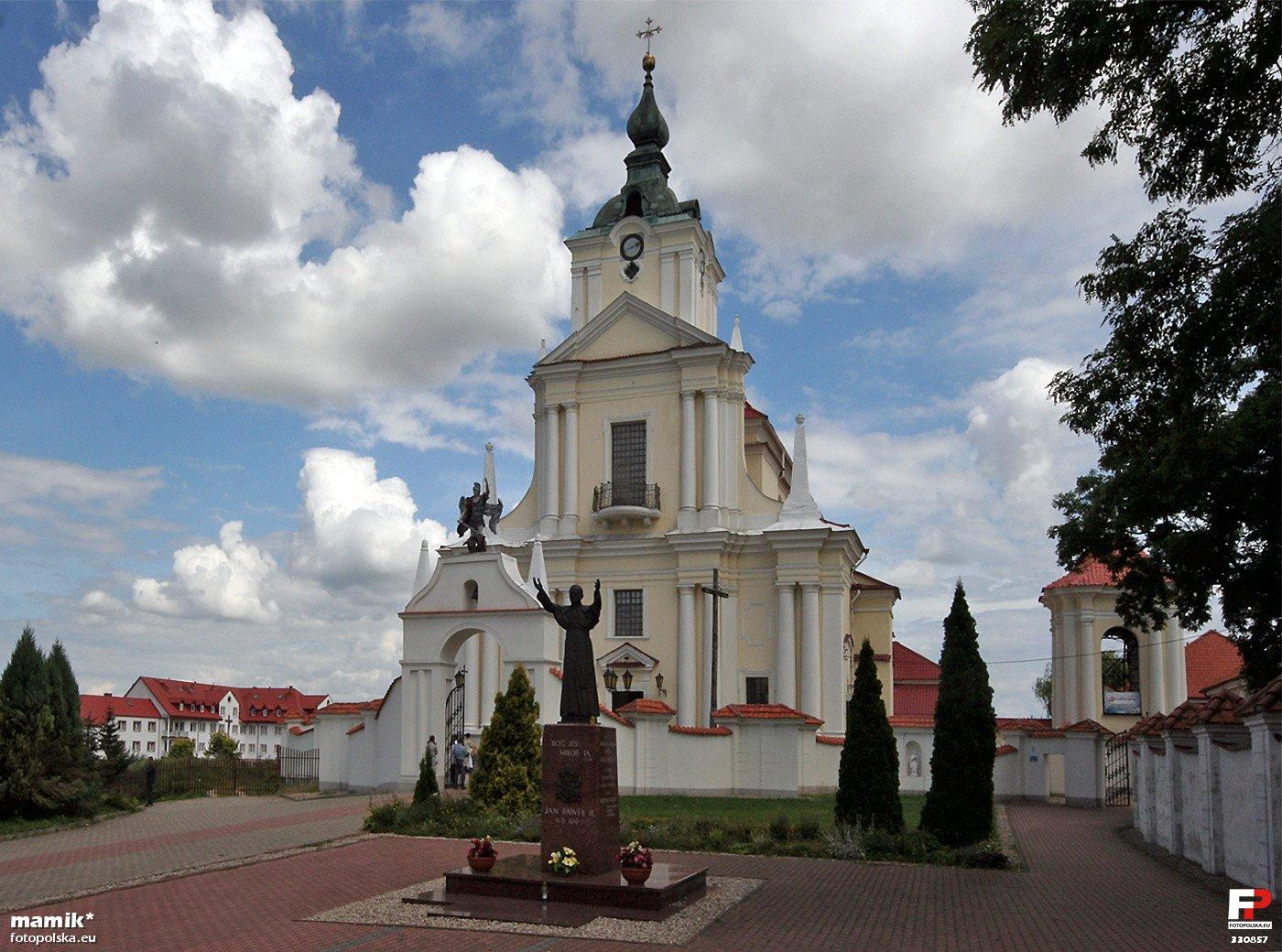
Kościół Wniebowzięcia Najświętszej Maryi Panny w Siemiatyczach
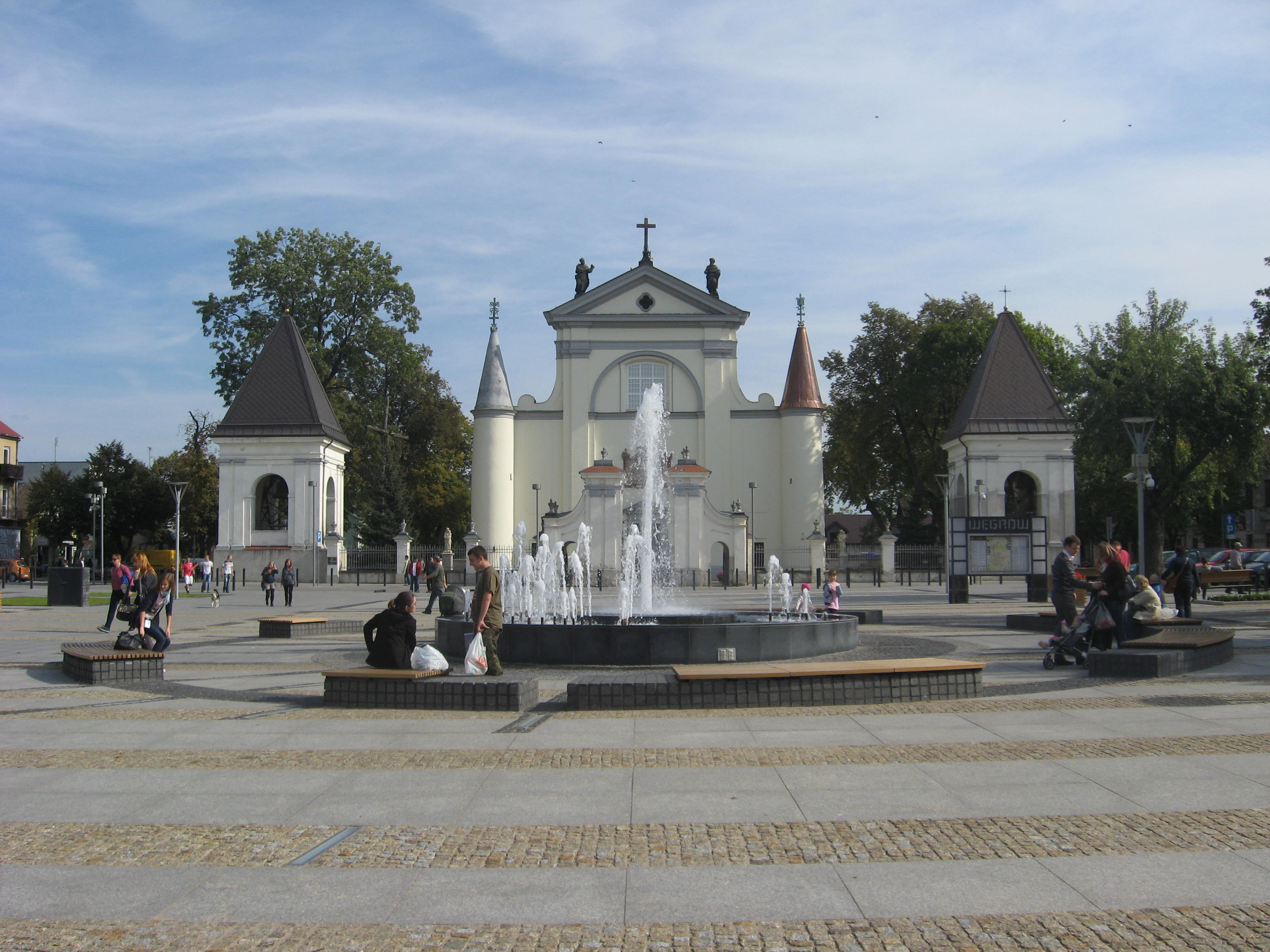
Bazylika Wniebowzięcia Najświętszej Marii Panny w Węgrowie
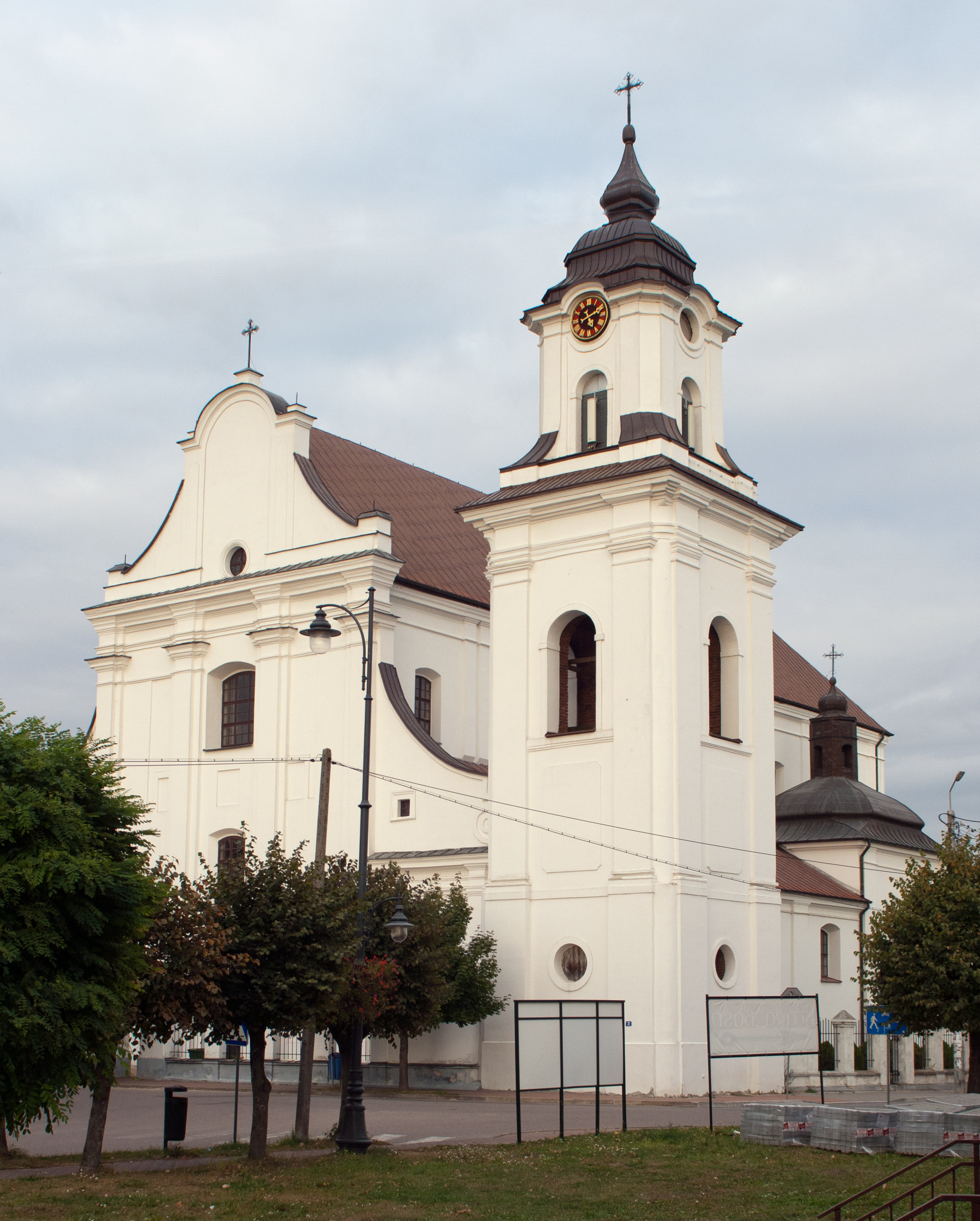
Kościół franciszkanów w Drohiczynie
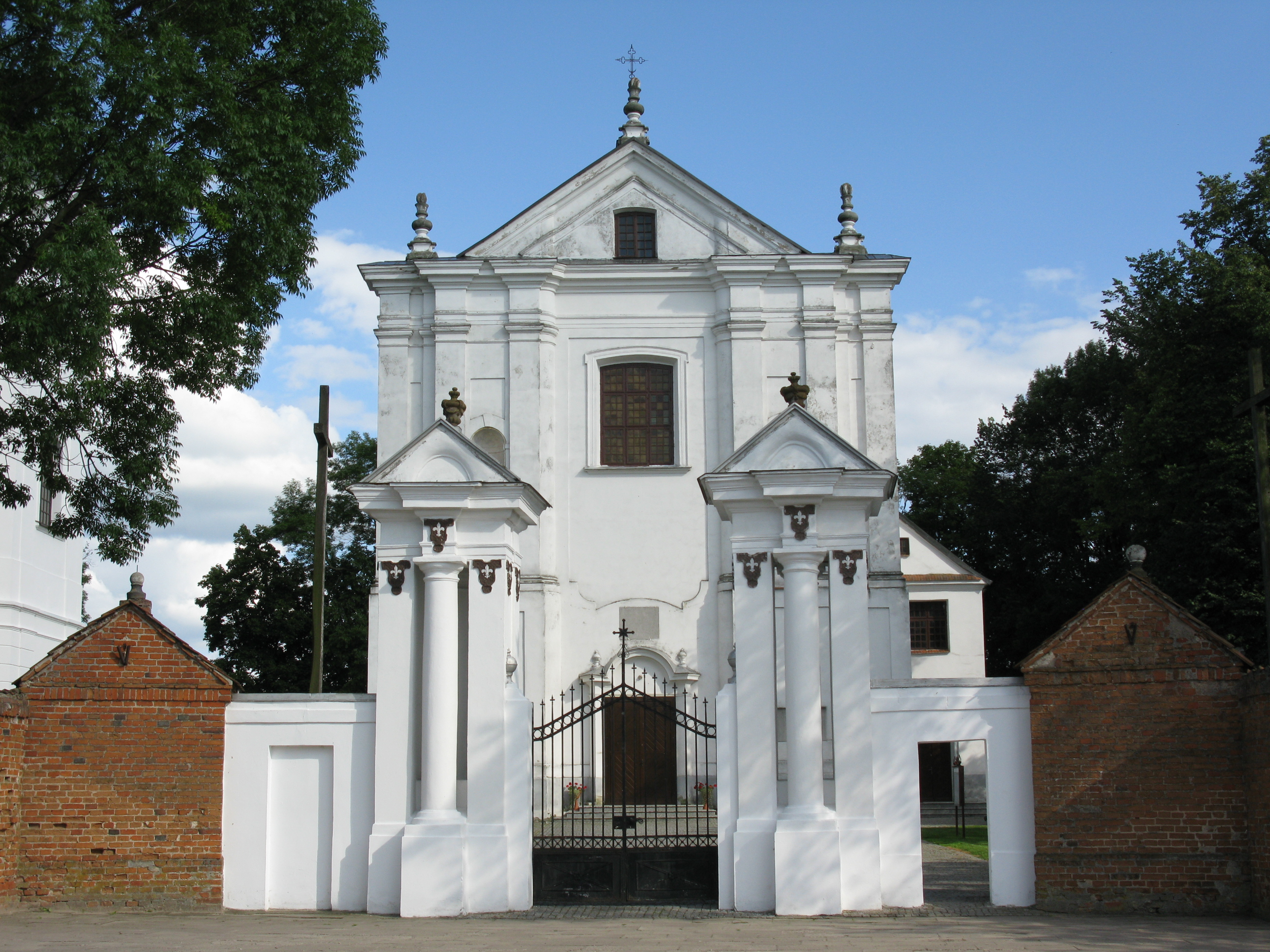
Kościół św. Józefa Oblubieńca i św. Antoniego w Boćkach
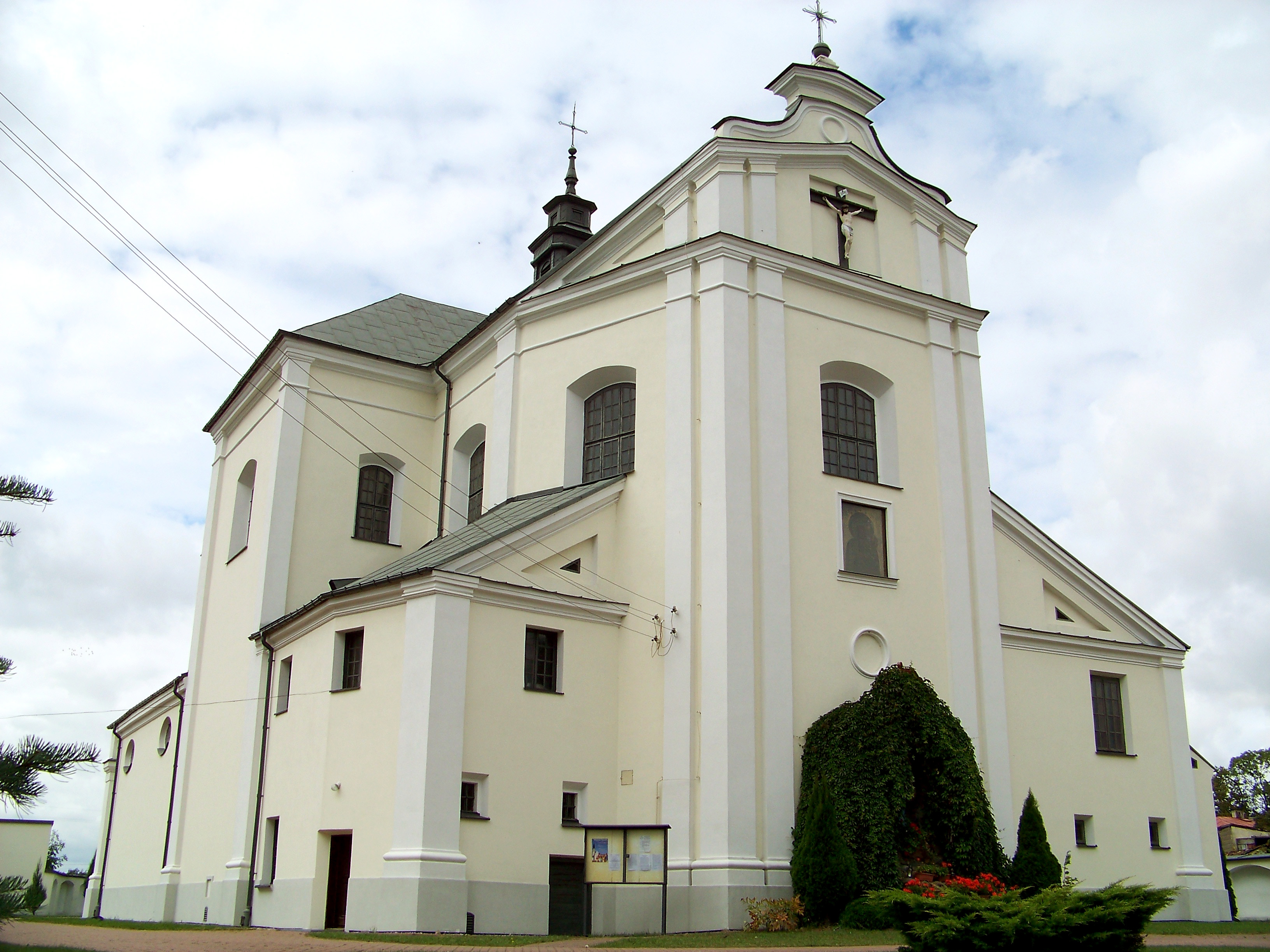
Kościół św. Michała Archanioła w Mordach
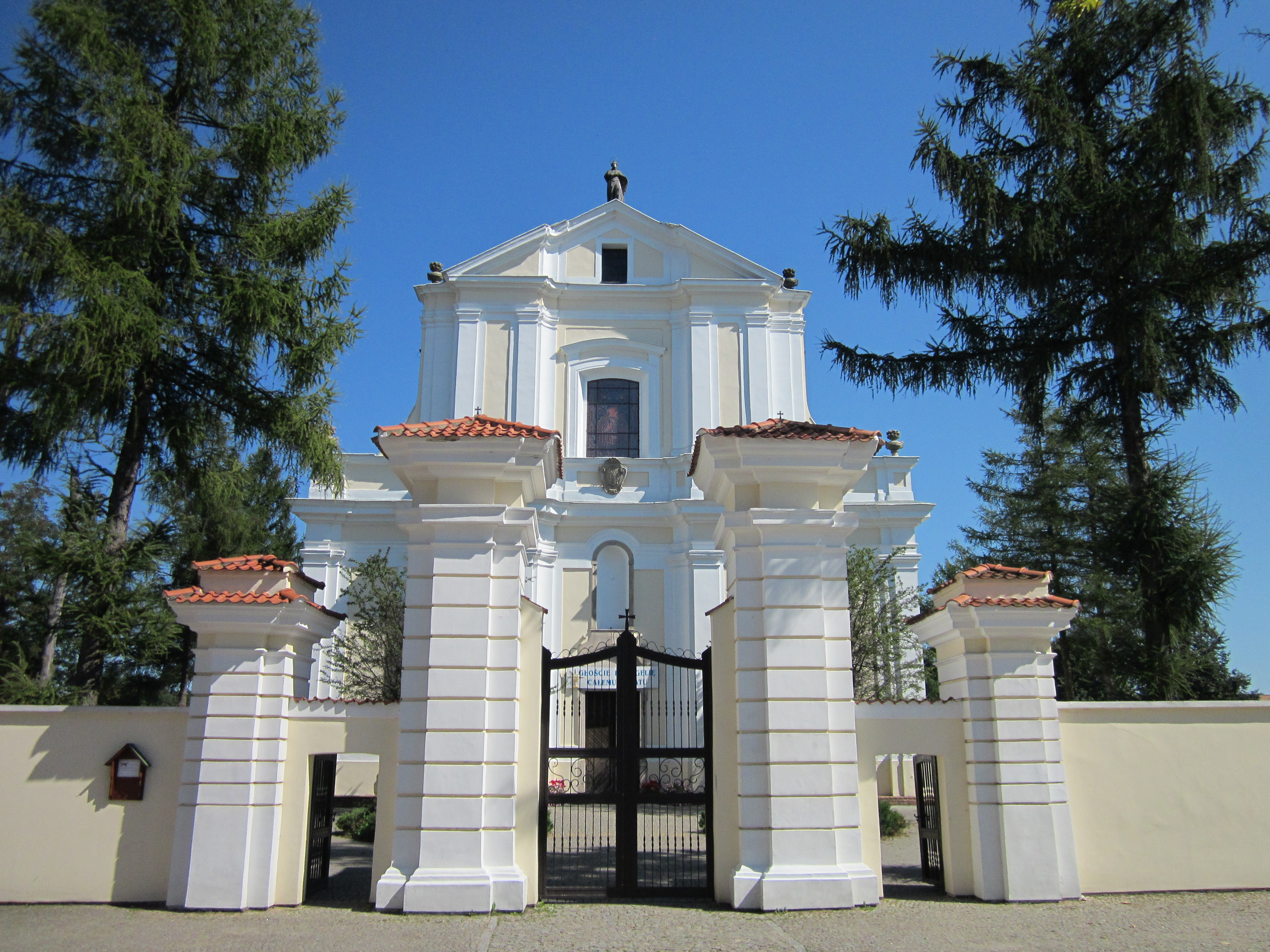
Kościół Trójcy Przenajświętszej w Ciechanowcu
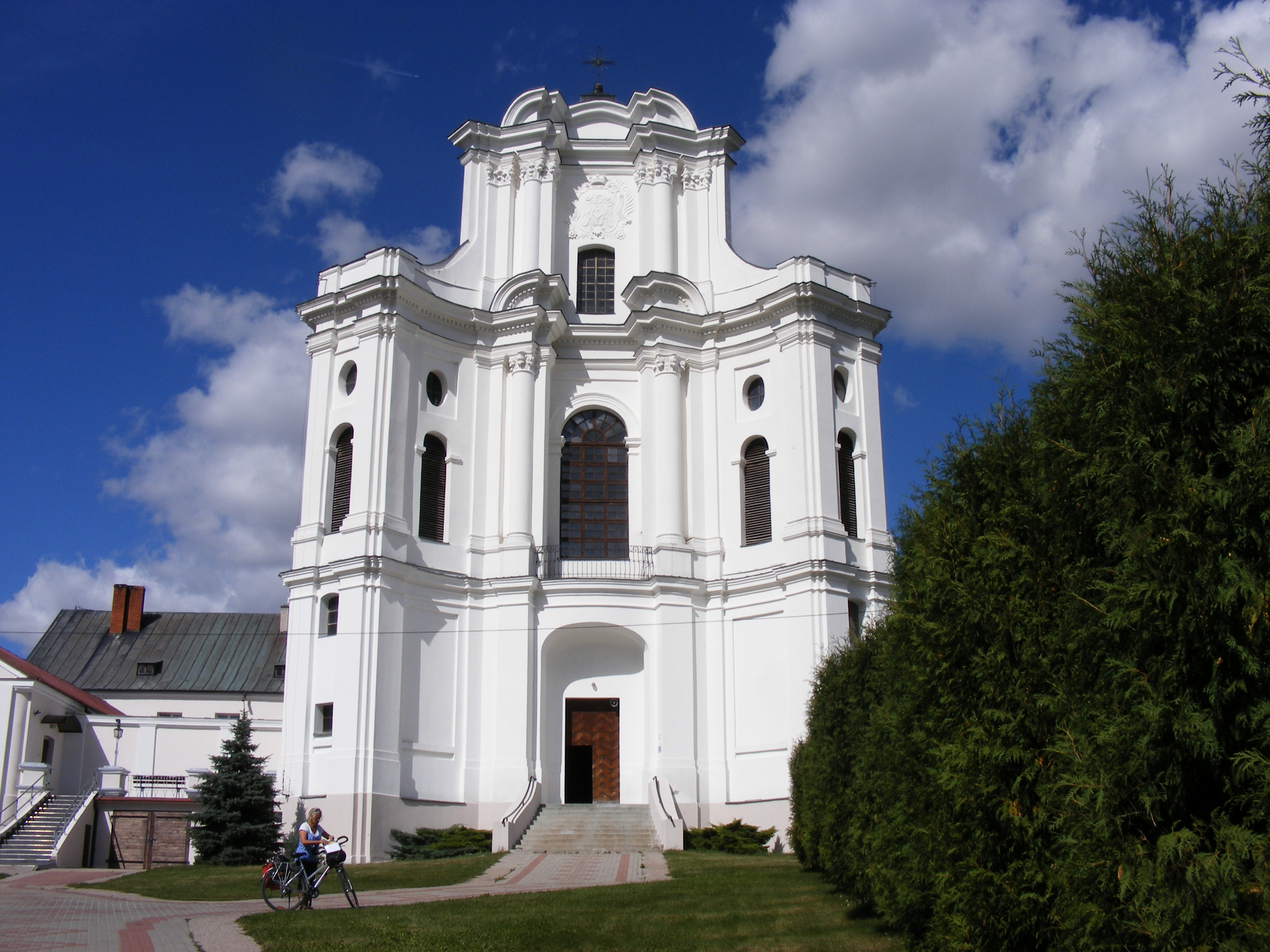
Kościół Wszystkich Świętych w Drohiczynie
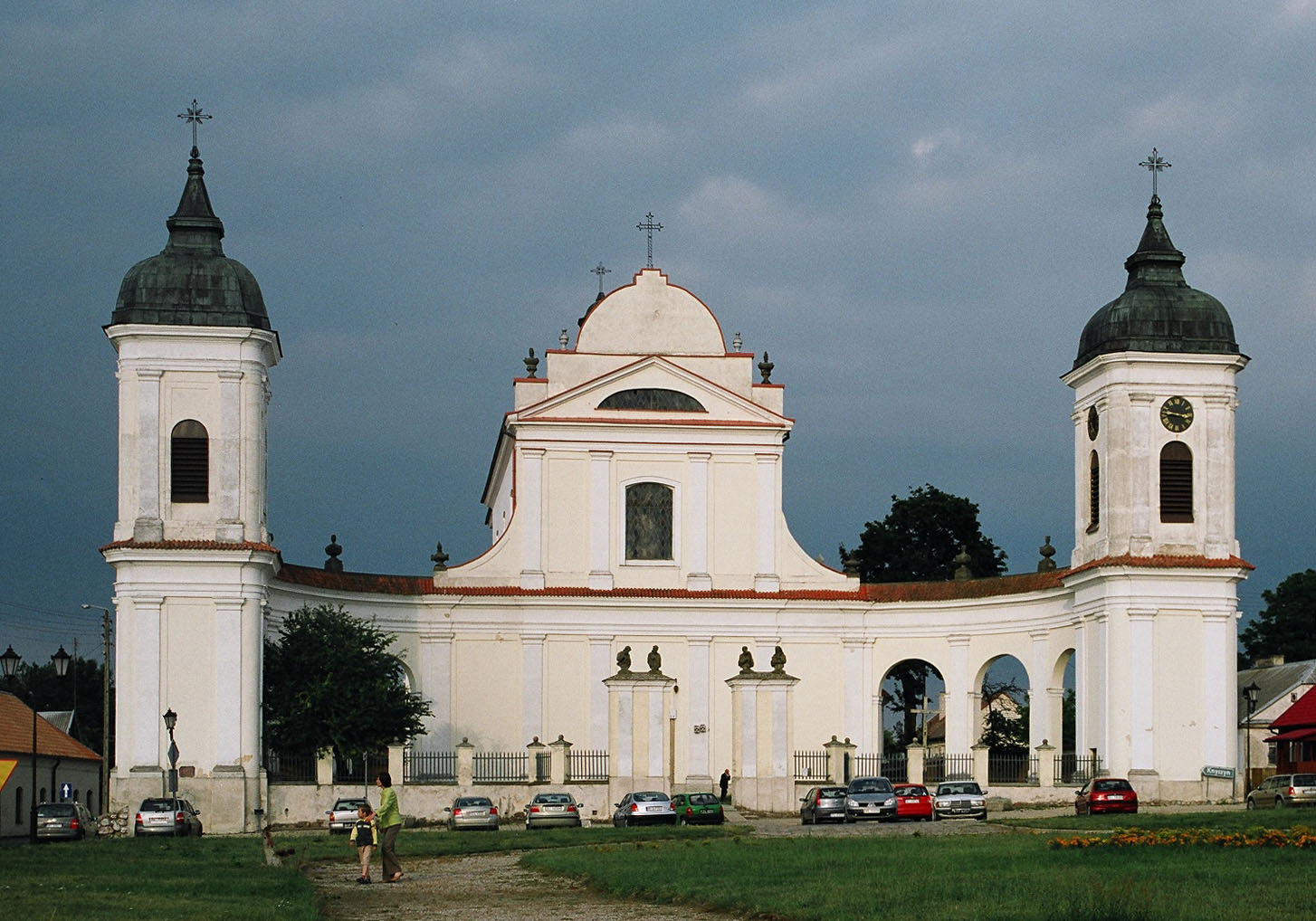
Kościół Świętej Trójcy w Tykocinie
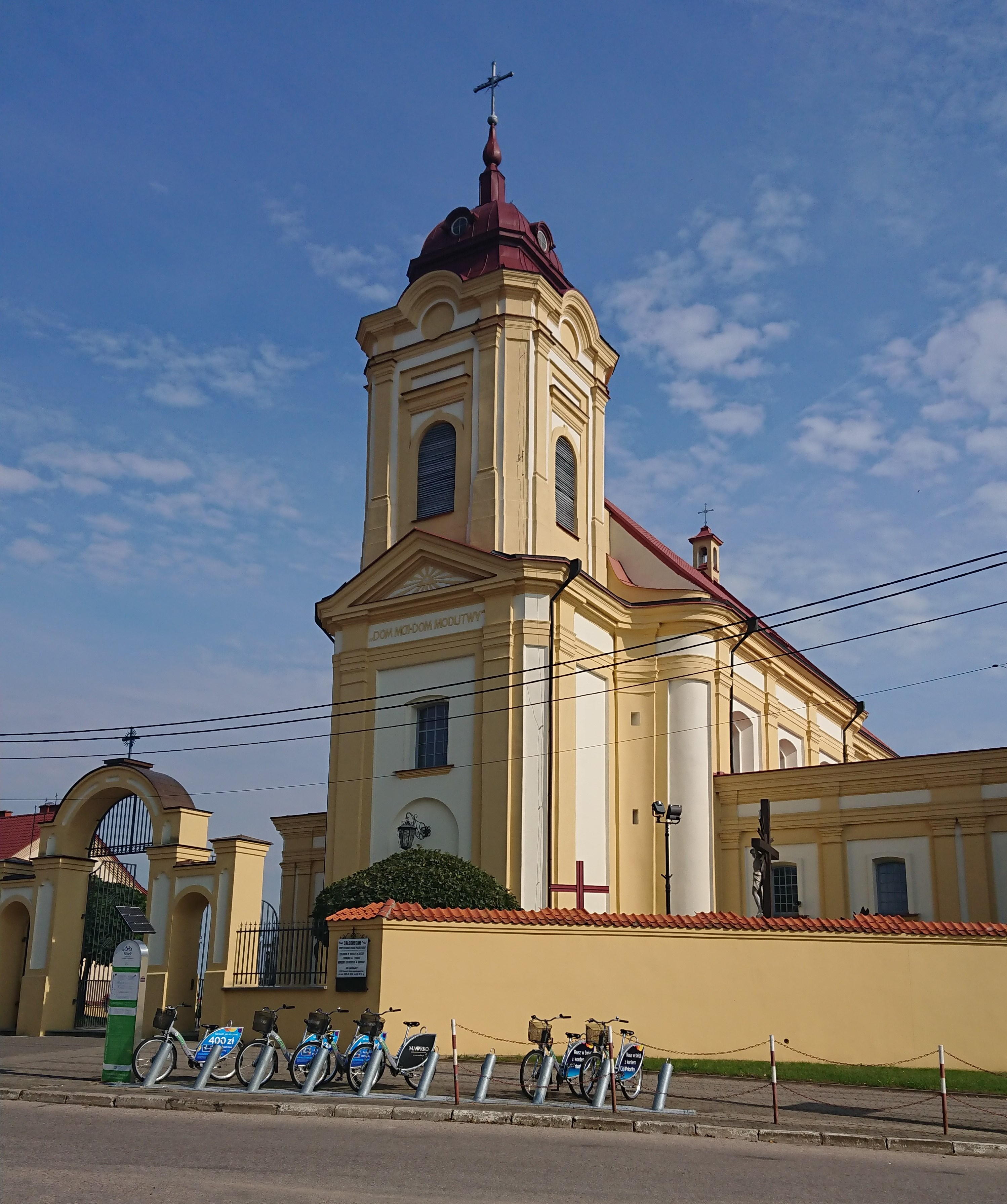
Kościół dominikanów w Choroszczy
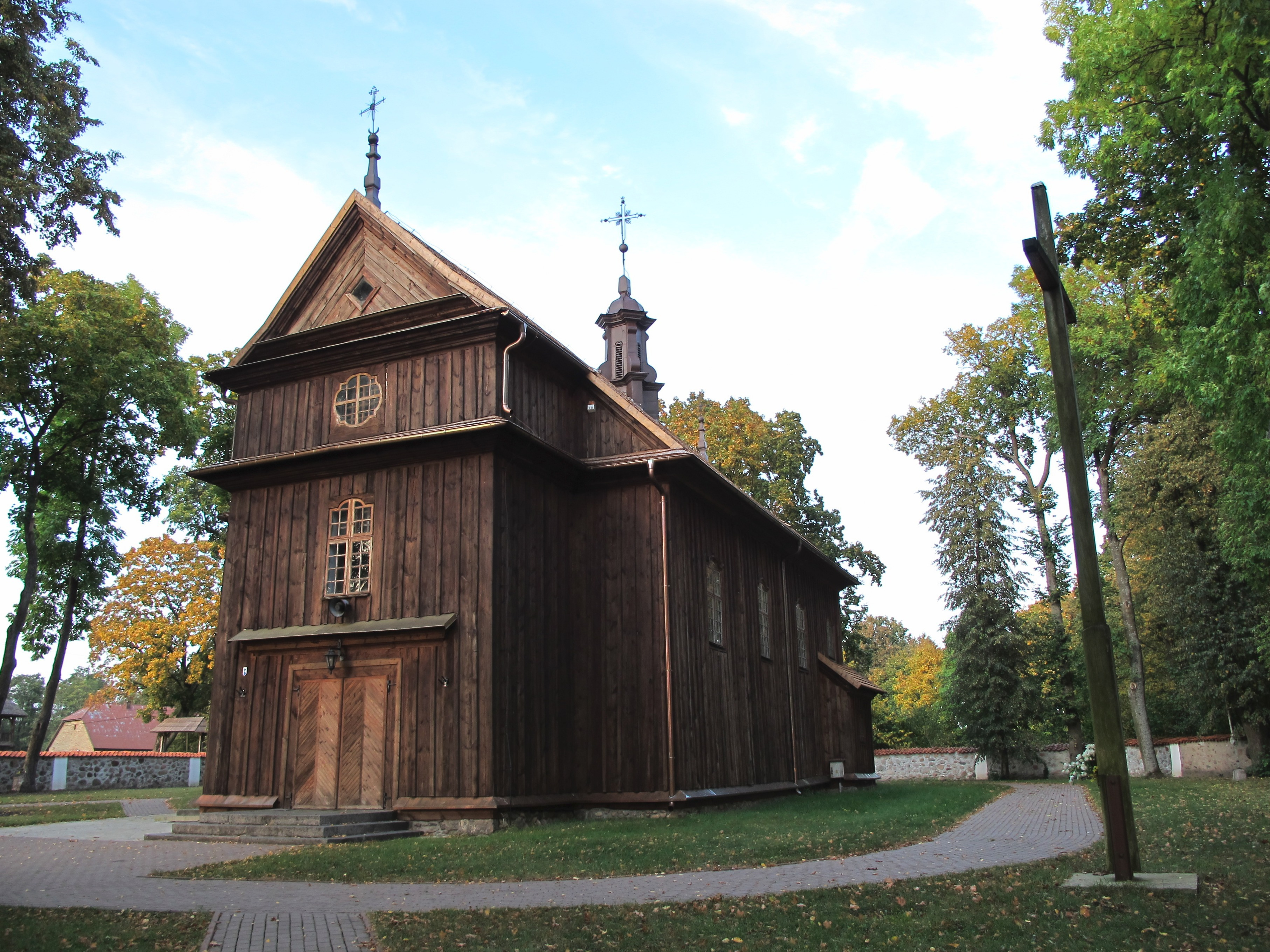
Kościół św. Anny w Kalinówce Kościelnej
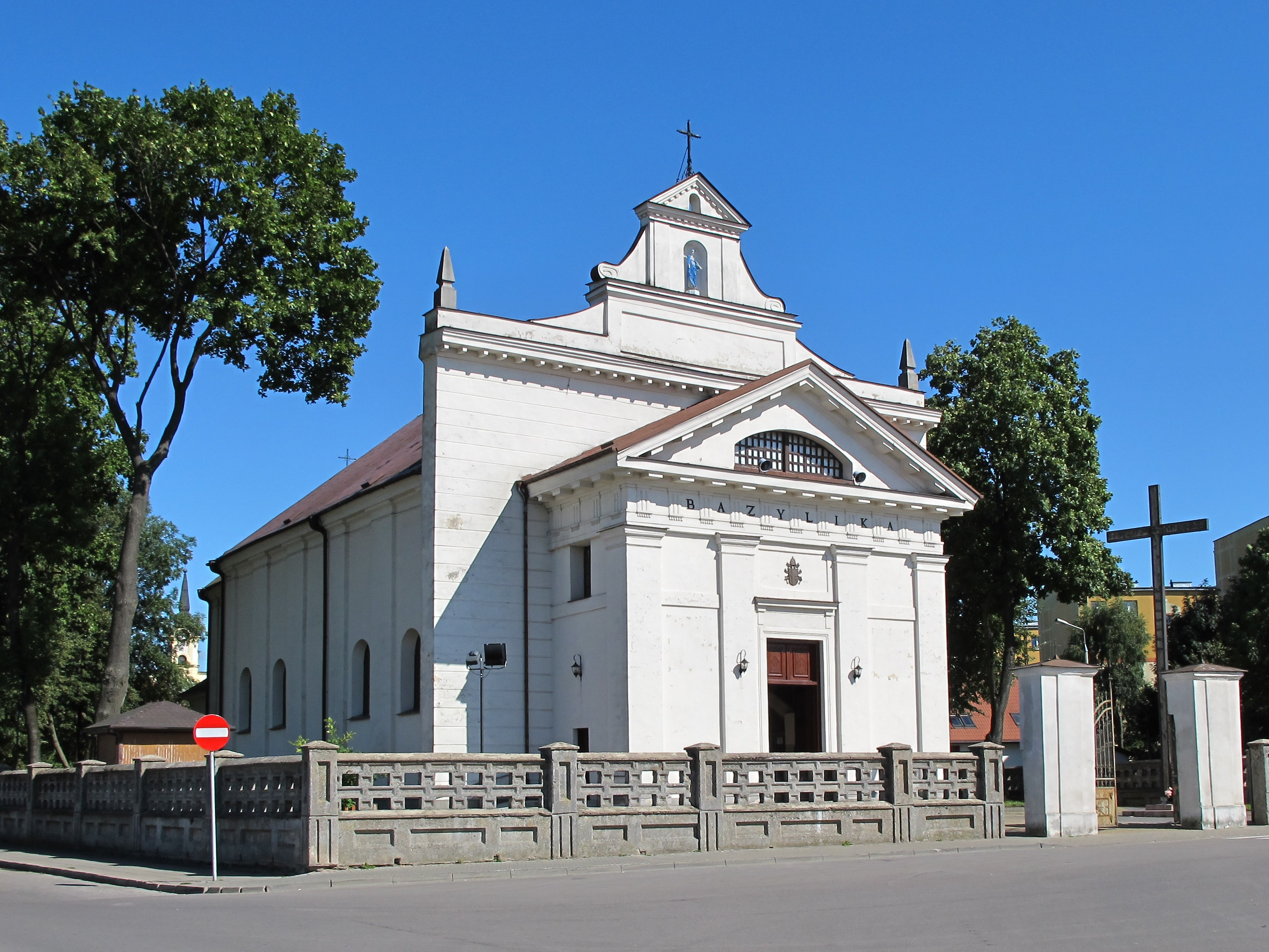
Bazylika Narodzenia NMP i św. Mikołaja w Bielsku Podlaskim
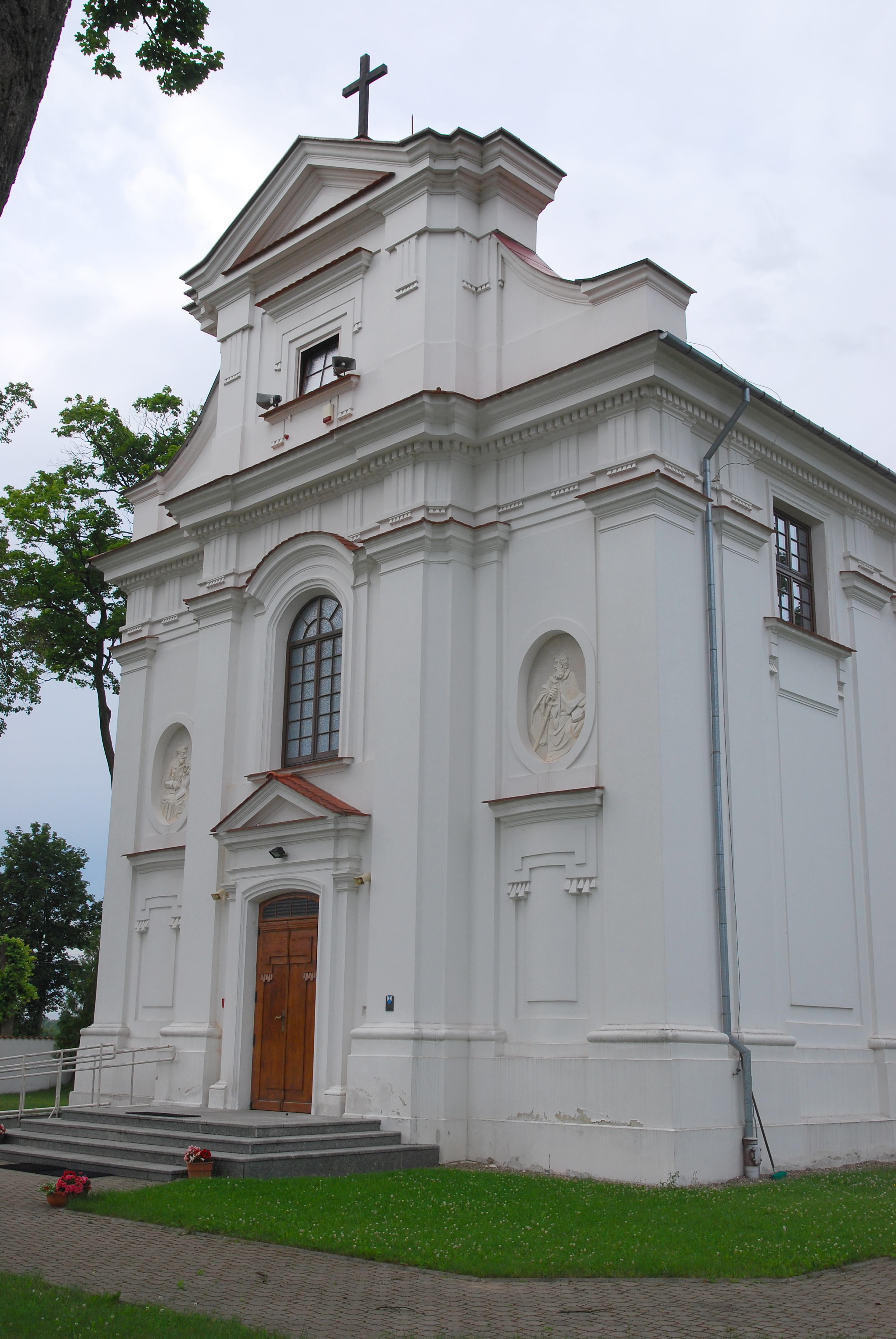
Kościół św. Stanisława w Niemirowie
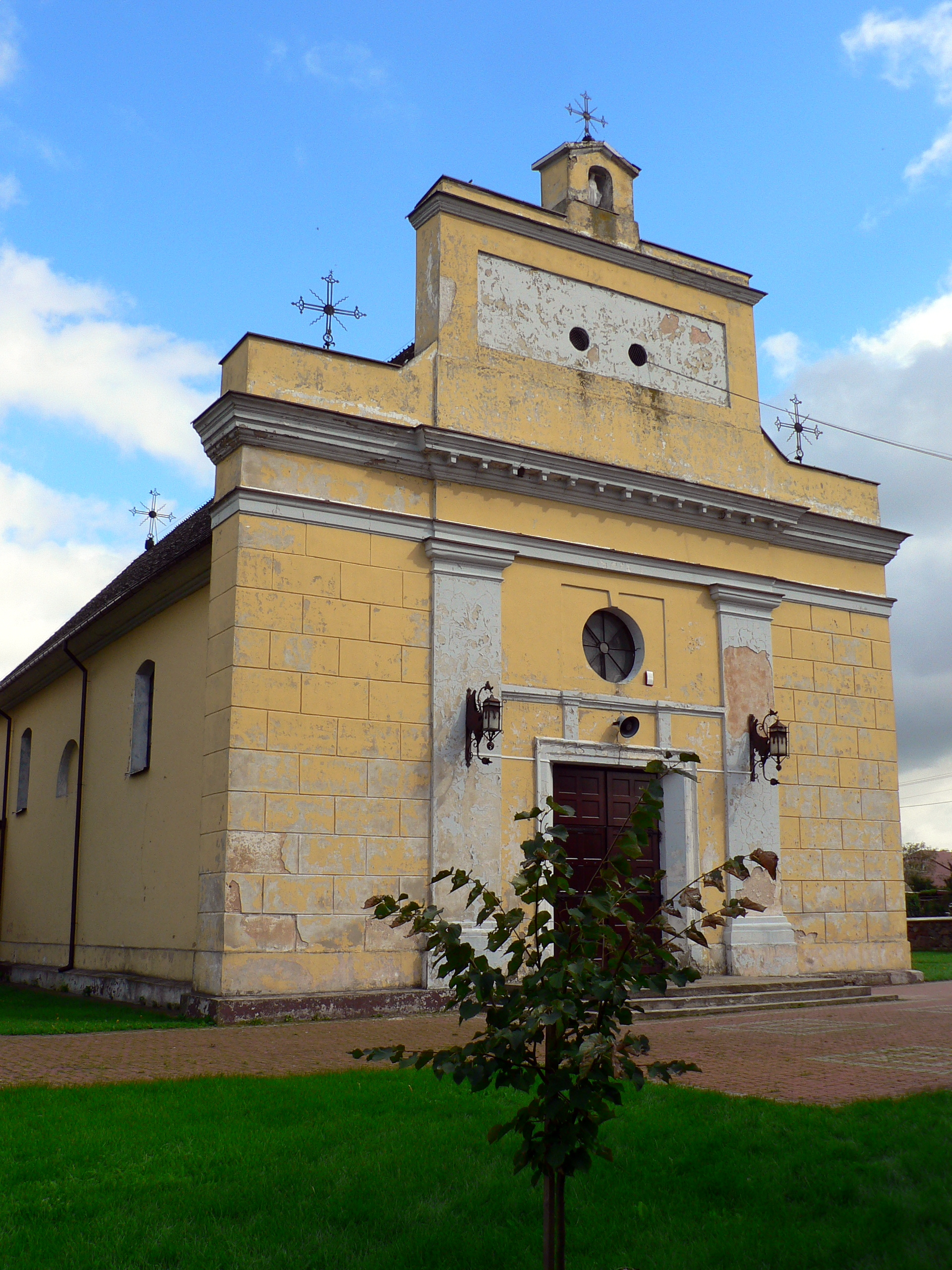
Kościół św. Wawrzyńca w Dolistowie
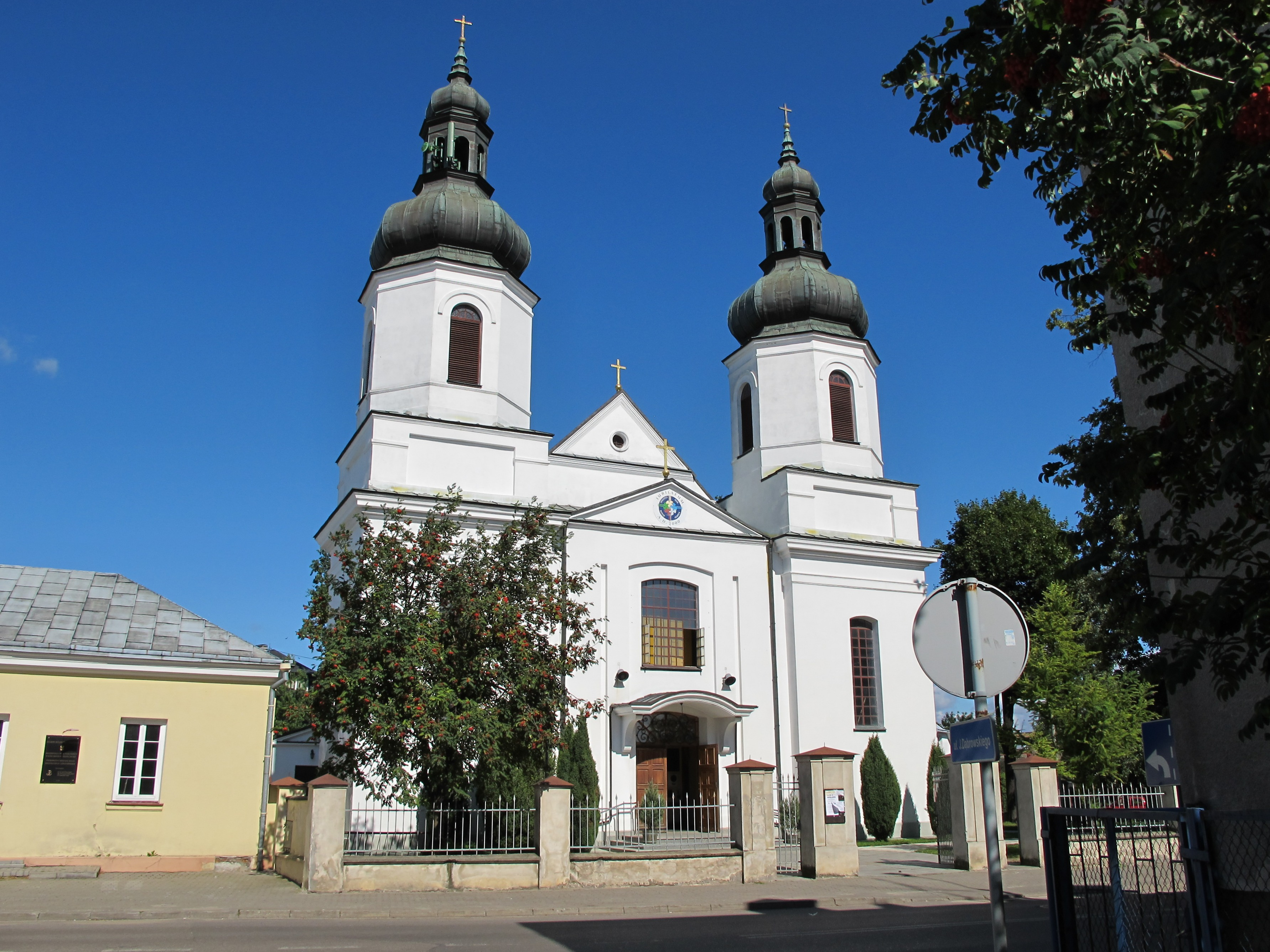
Kościół Matki Bożej z Góry Karmel w Bielsku Podlaskim

Wybrane kościoły z okresu zaborów:
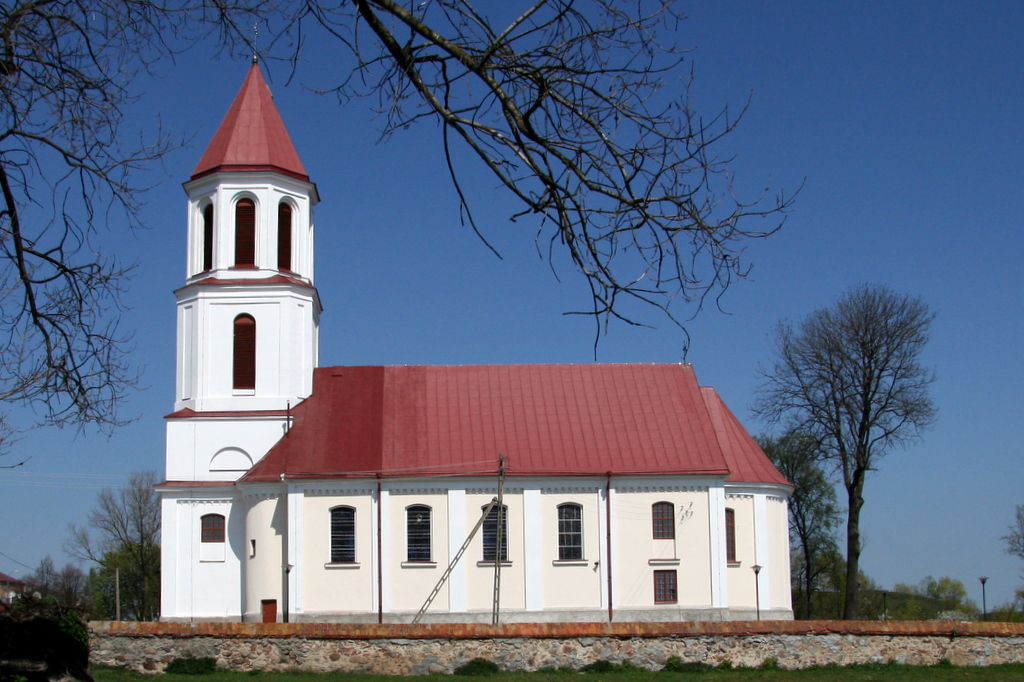
Kościół Bożego Ciała w Surażu (neobarok)
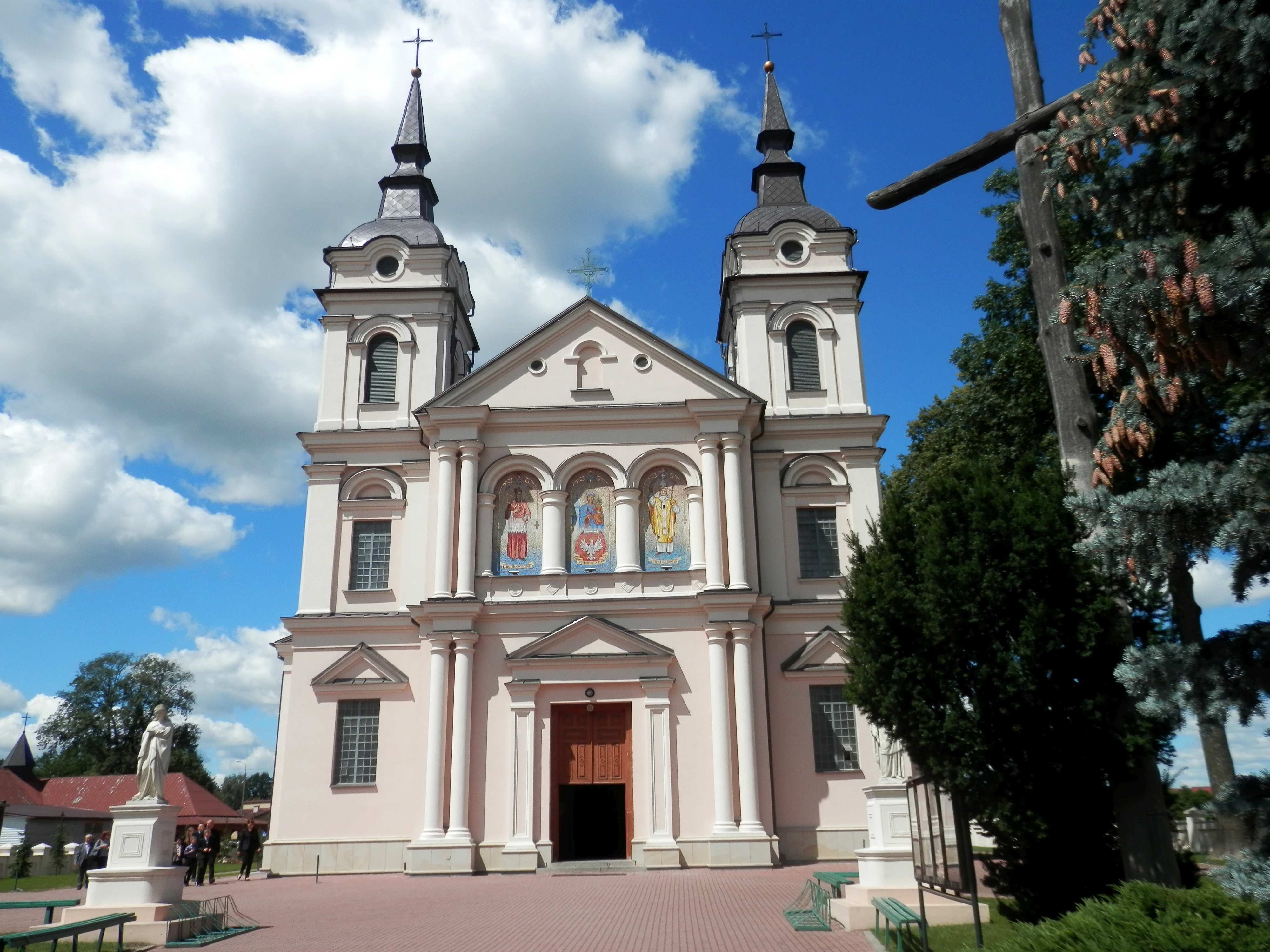
Kościół św. Jana Chrzciciela w Wysokiem Mazowieckiem (eklektyzm)
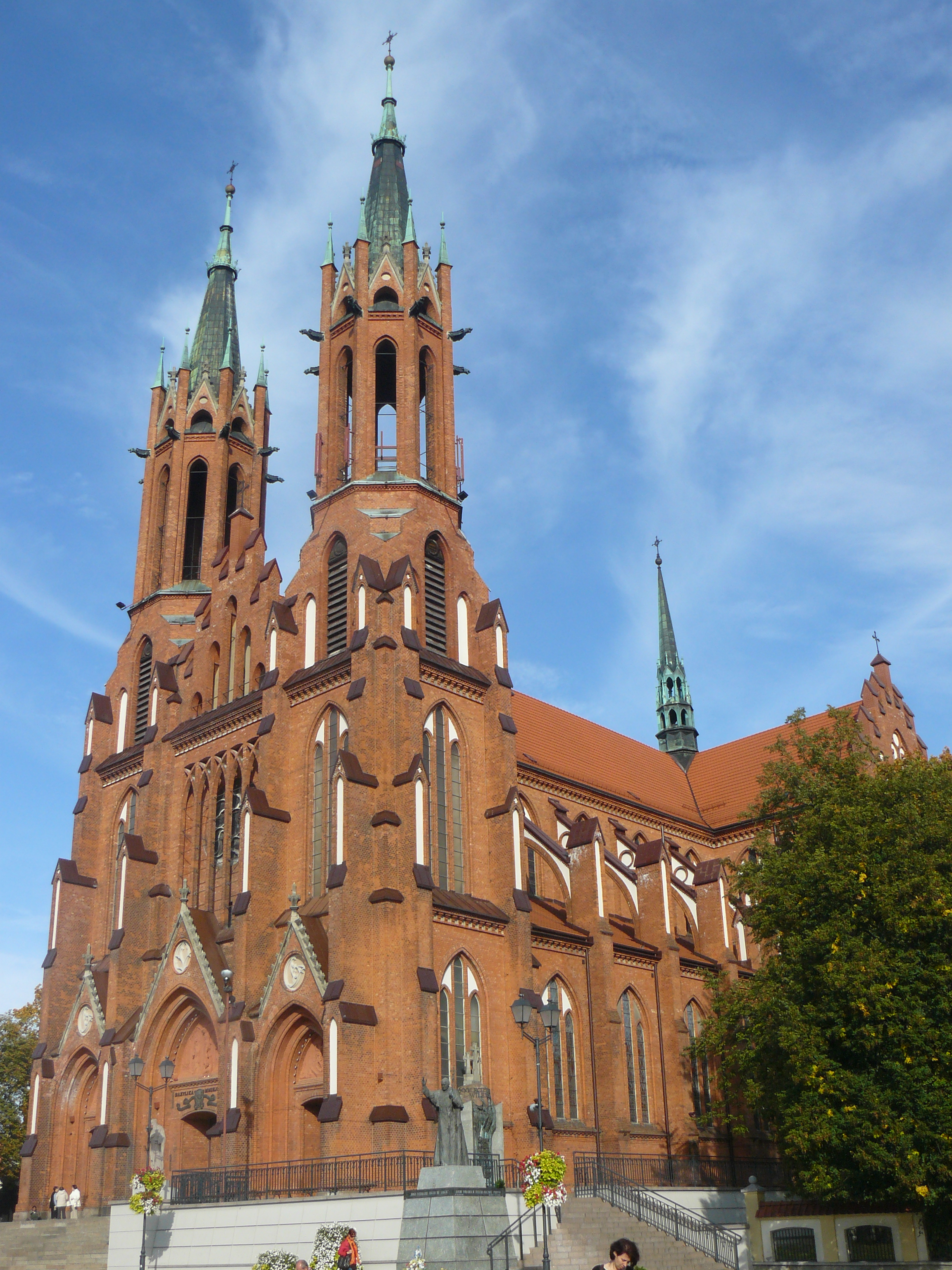
Bazylika archikatedralna Wniebowzięcia NMP w Białymstoku (neogotyk)
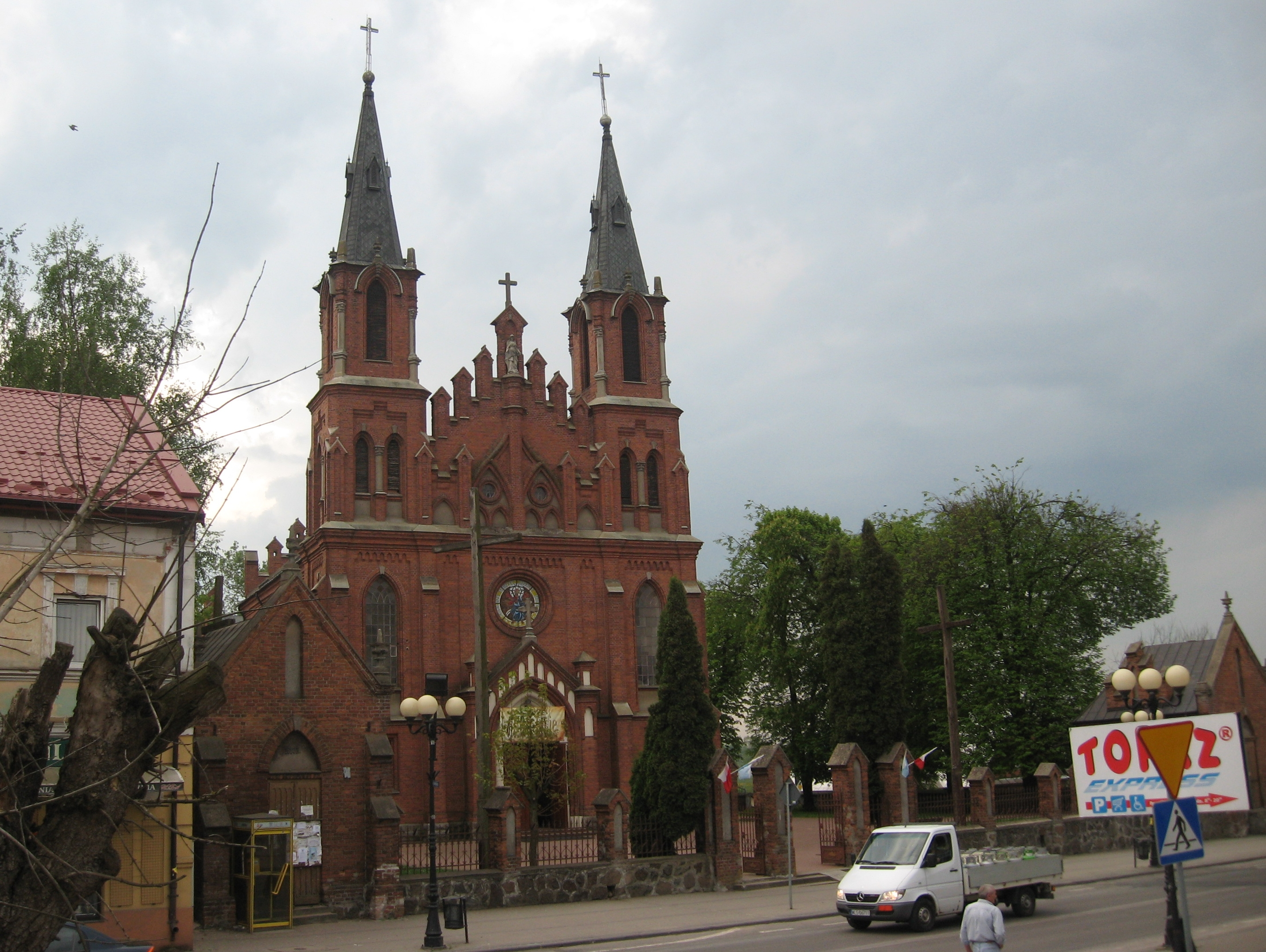
Kościół Świętego Zygmunta w Łosicach (neogotyk)
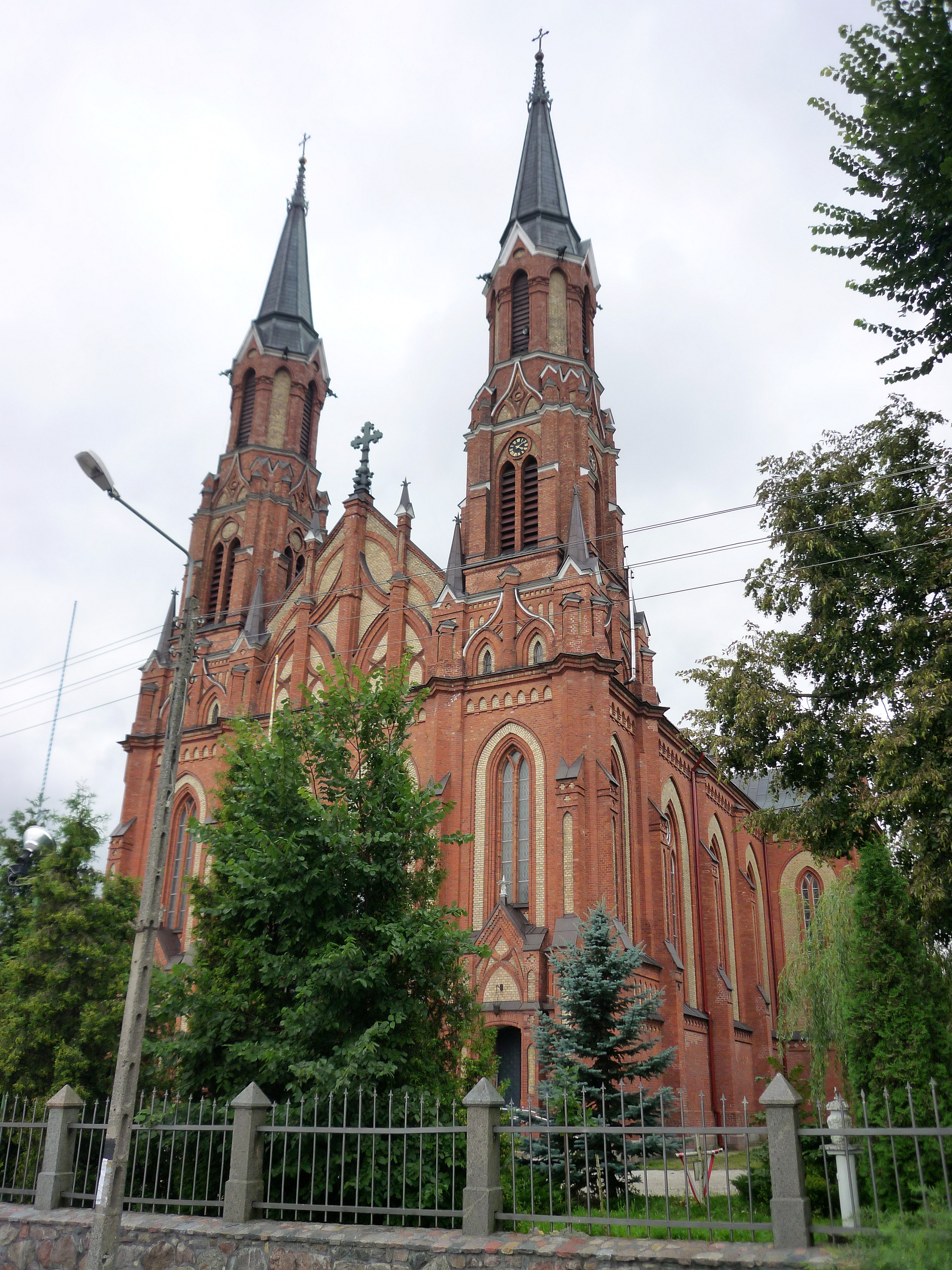
Bazylika Wniebowzięcia NMP w Sokołach (neogotyk)
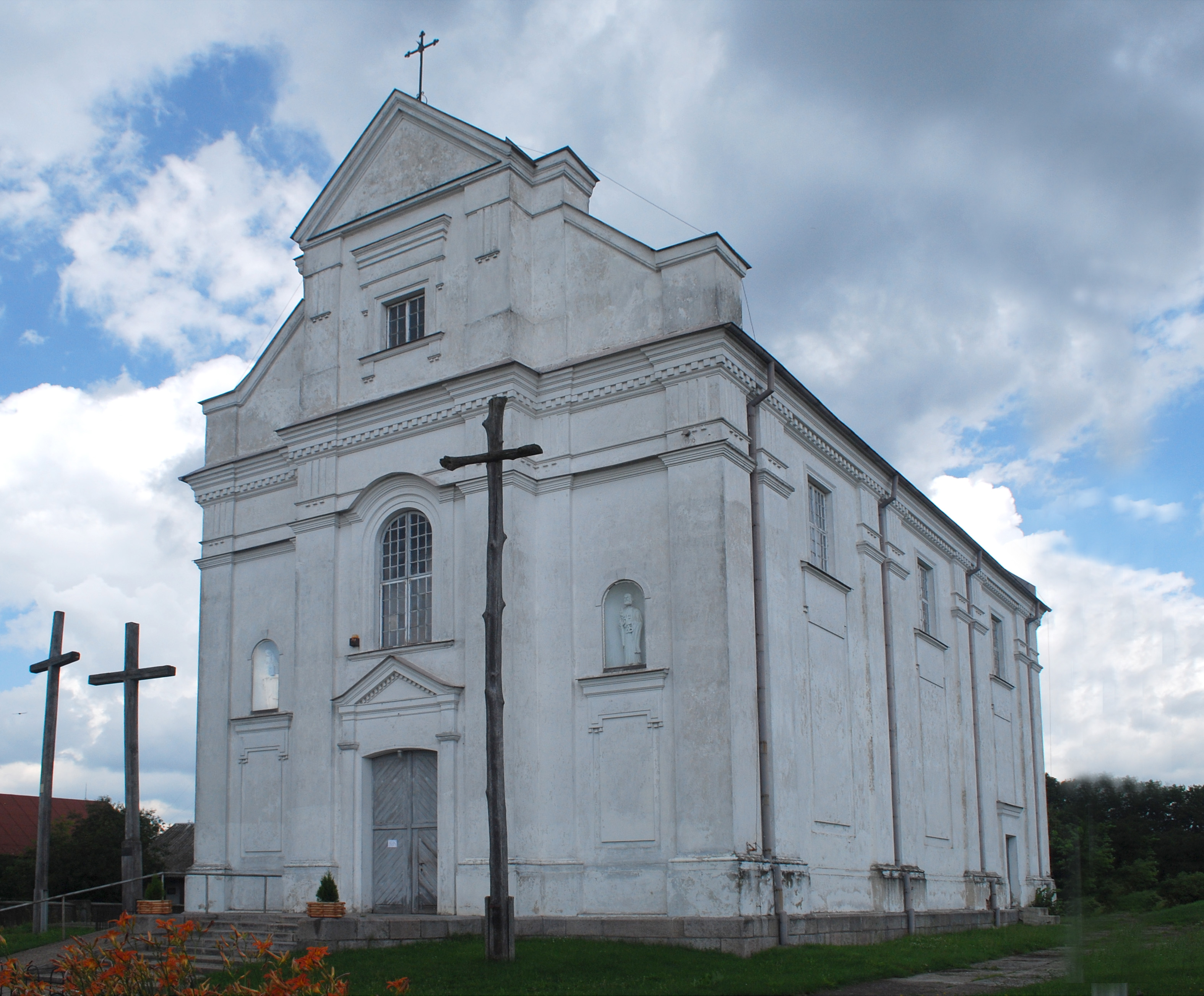
Kościół św. Zygmunta Burgundzkiego w Kleszczelach (neoklasycyzm)

Wybrane cerkwie prawosławne sprzed rozbiorów Polski:
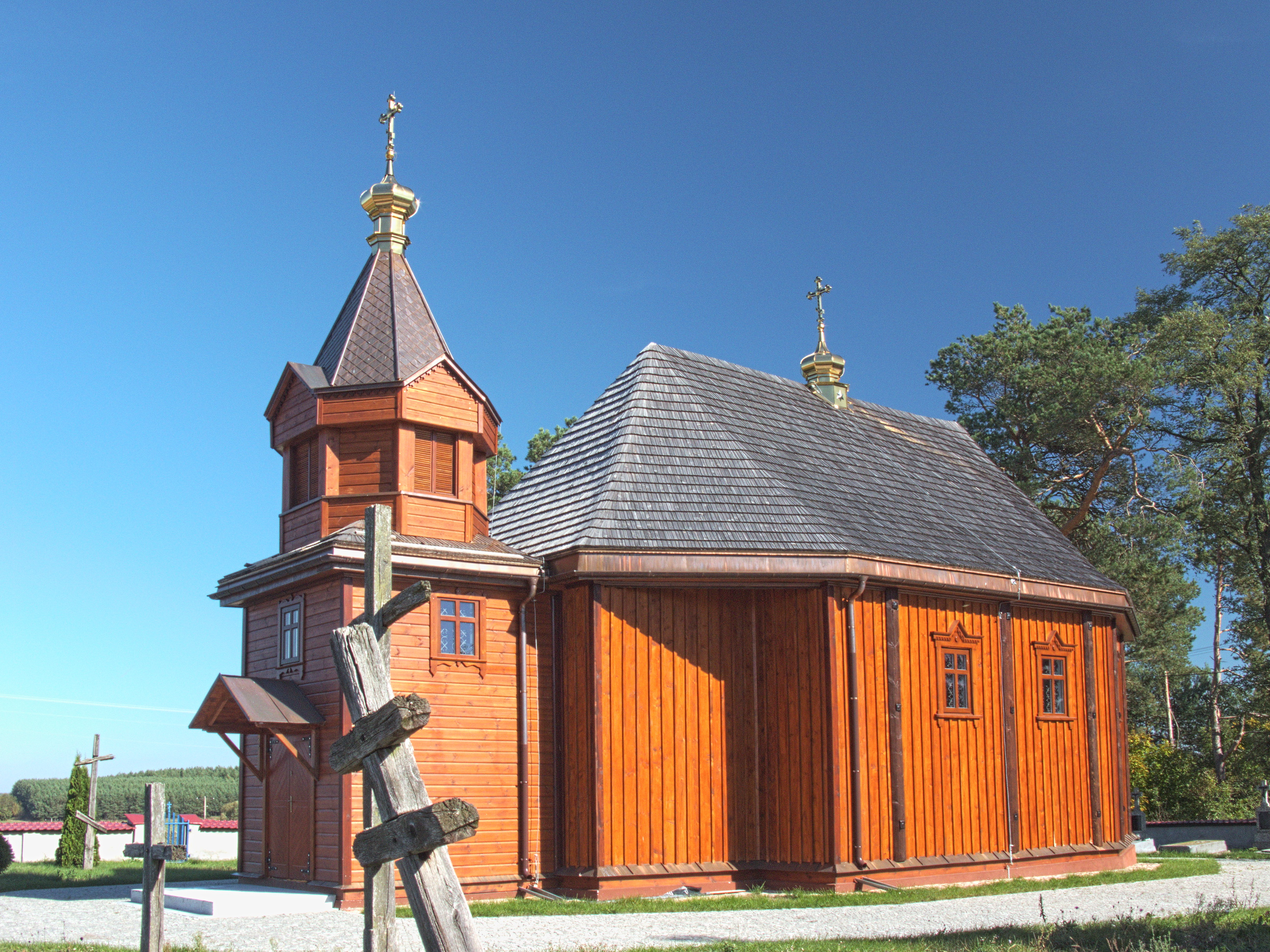
Cerkiew św. Michała Archanioła w Żurobicach
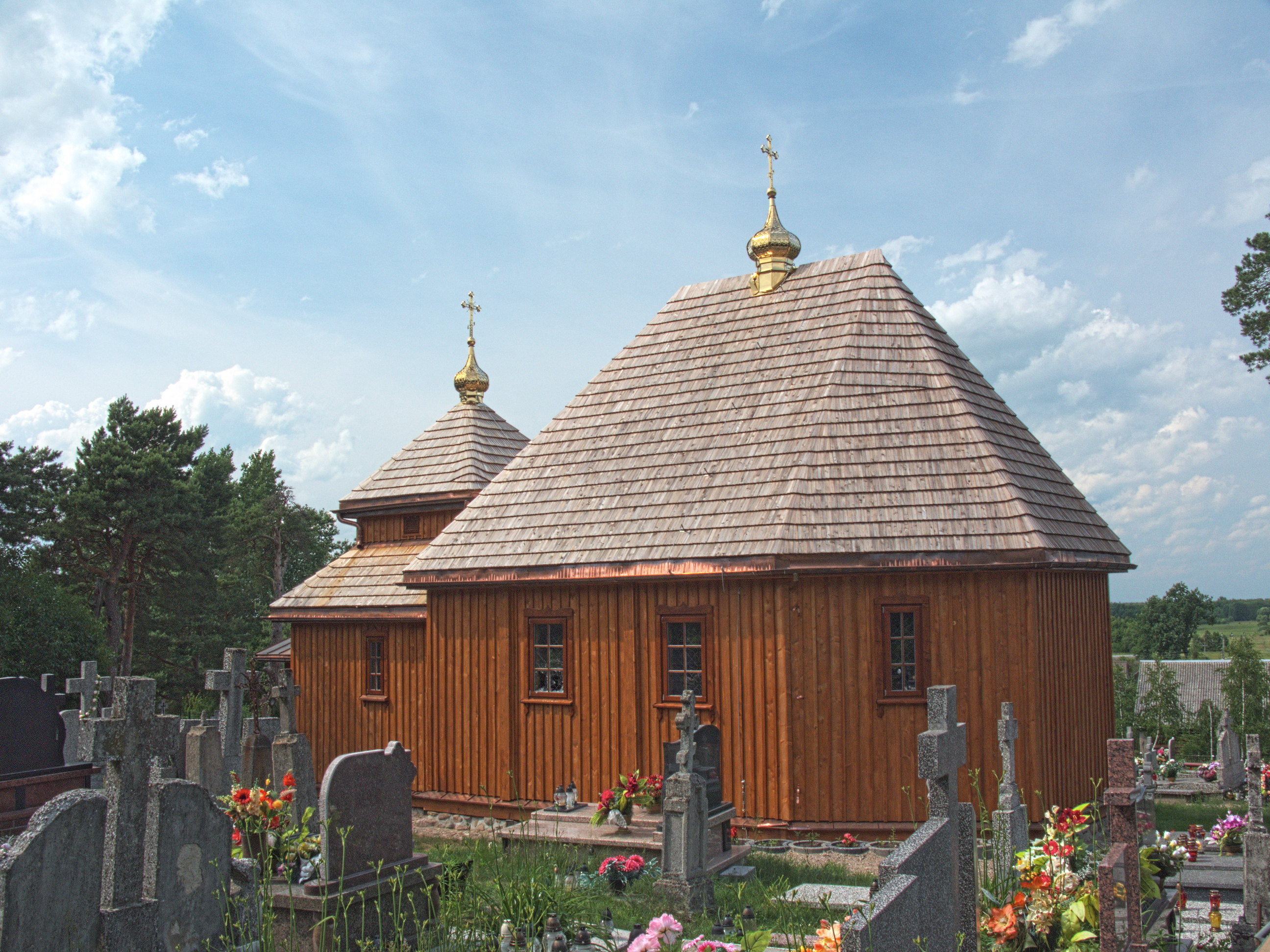
Cerkiew Świętych Apostołów Piotra i Pawła w Sobiatynie
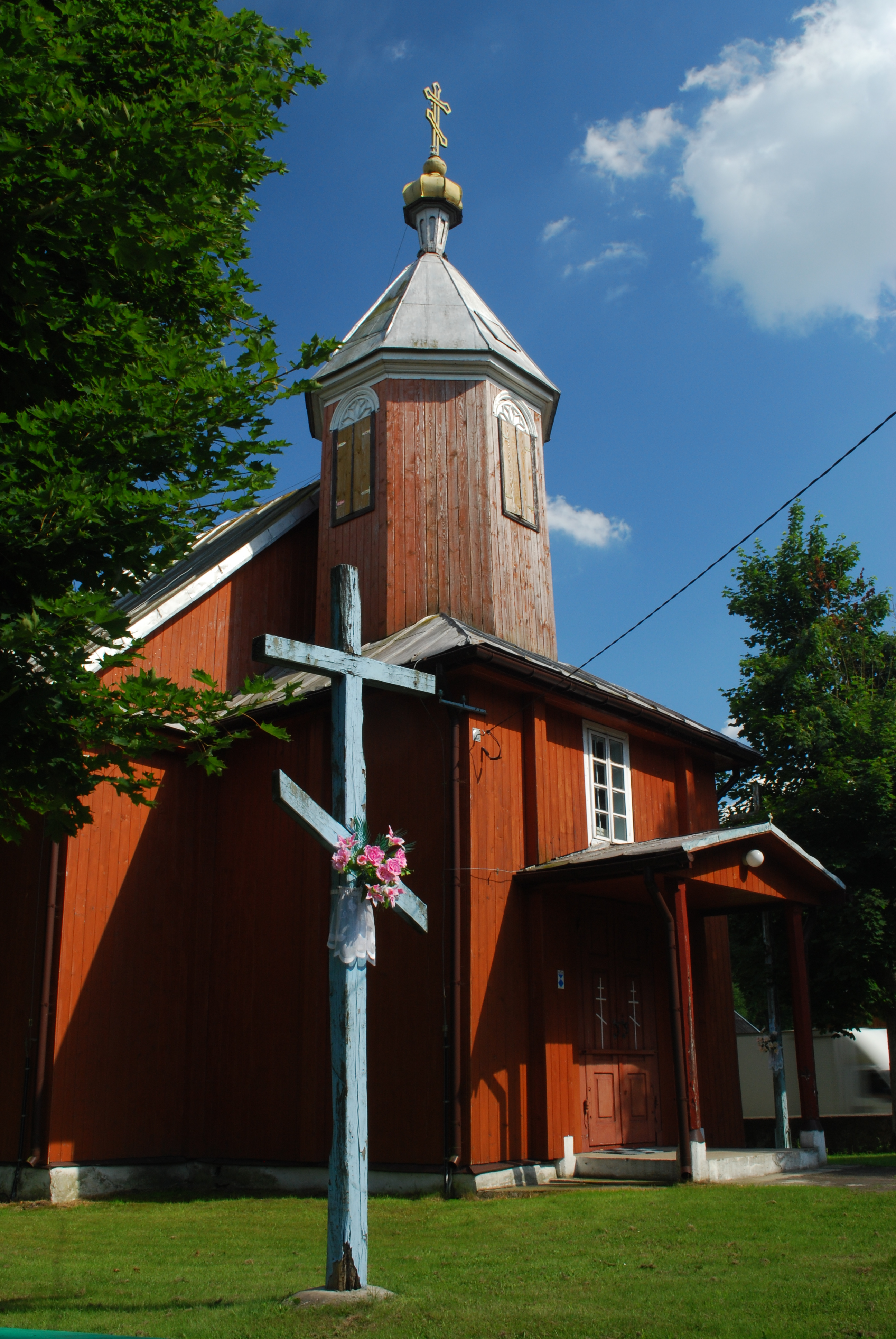
Cerkiew Przemienienia Pańskiego w Topolanach
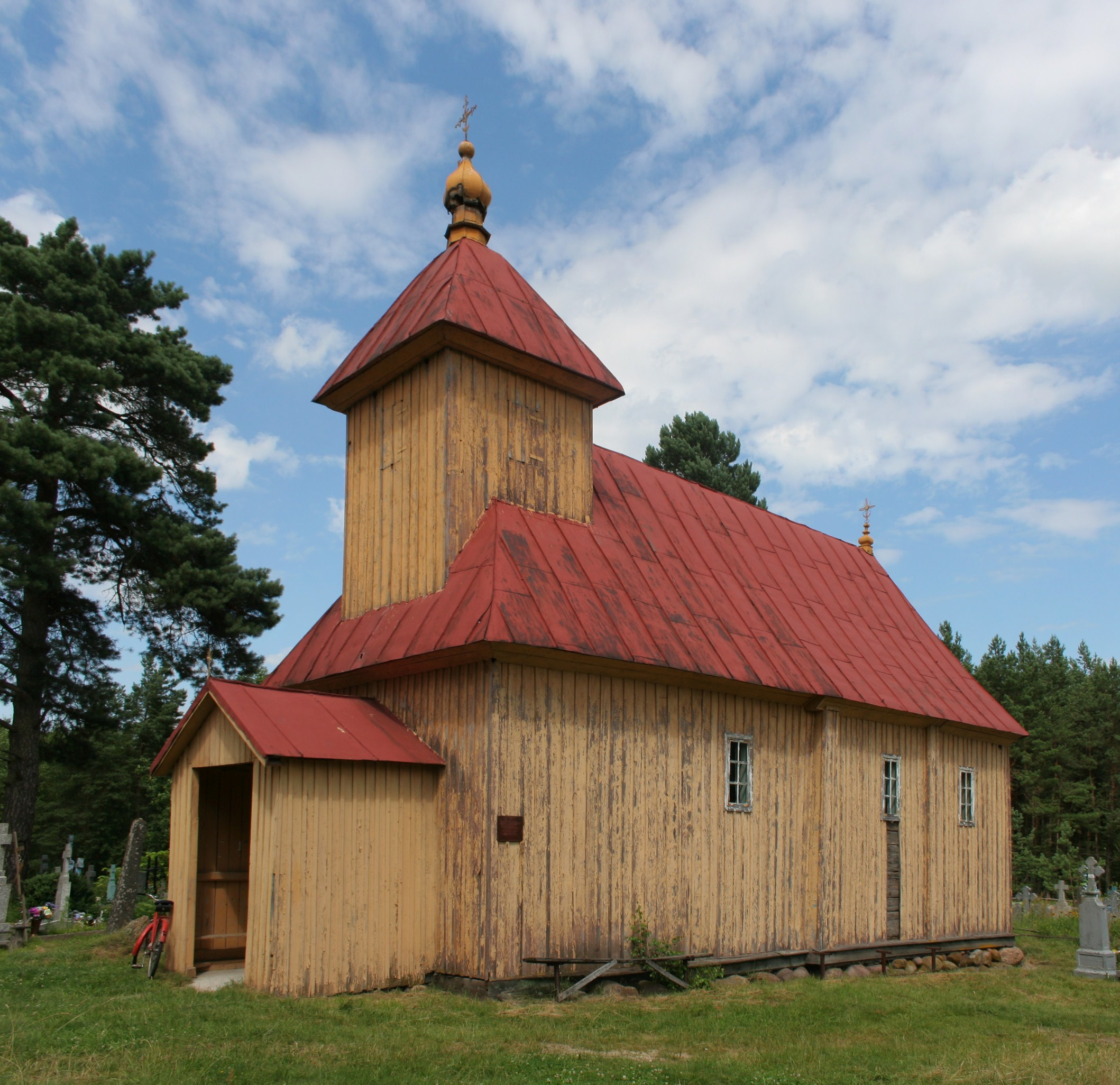
Cerkiew Świętych Kosmy i Damiana w Czyżach
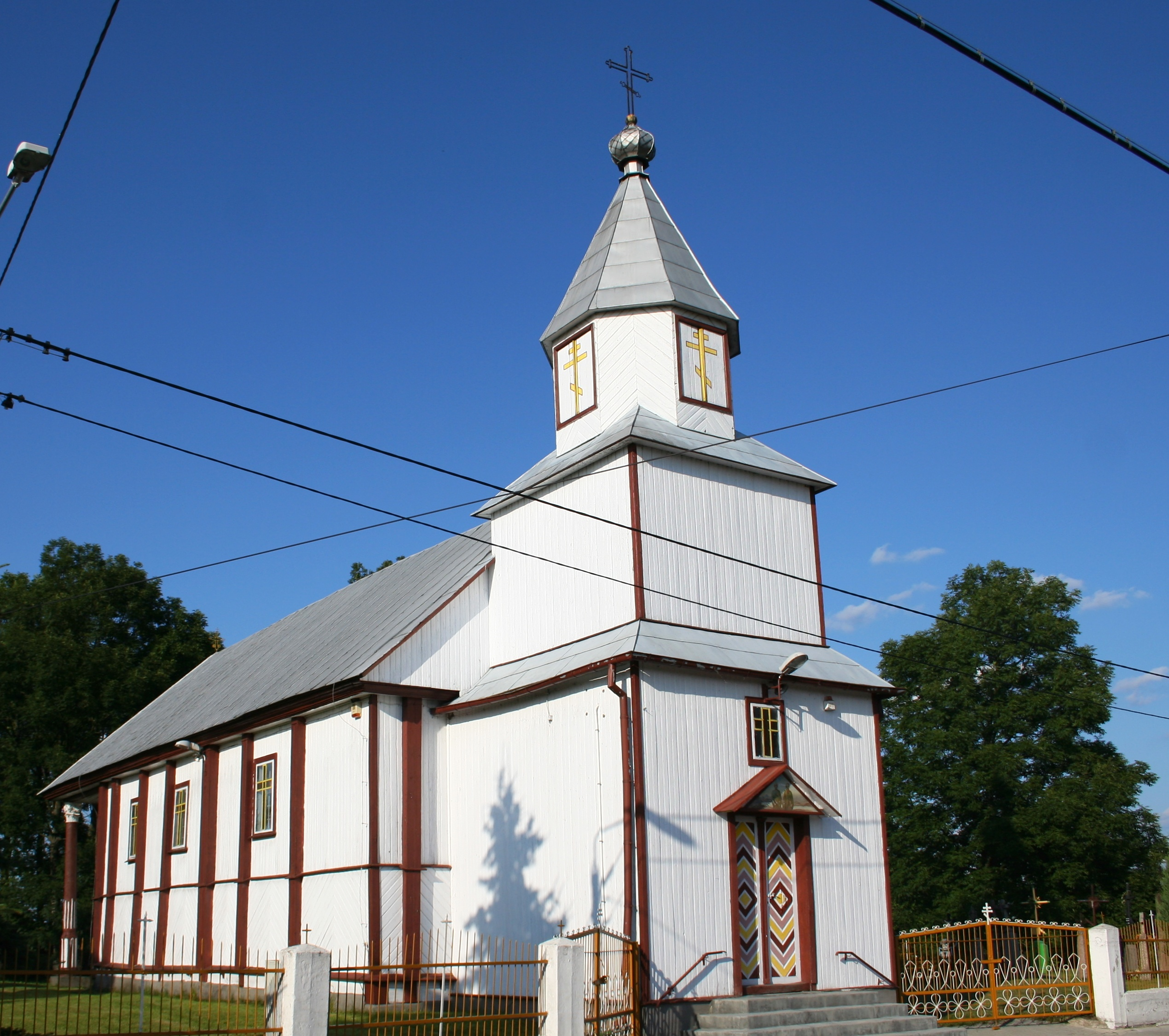
Cerkiew Świętych Apostołów Piotra i Pawła w Lewkowie Starym
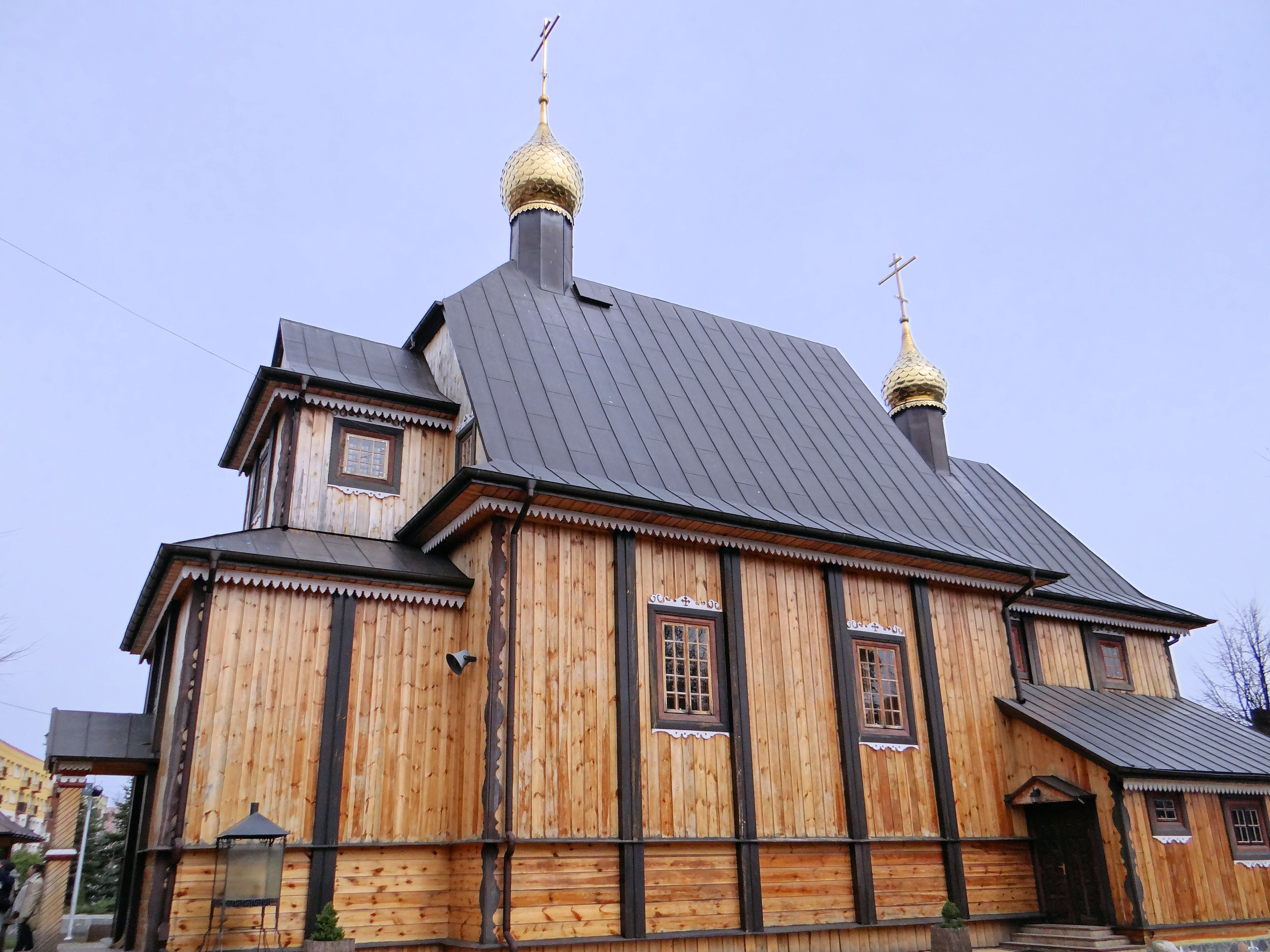
Cerkiew Narodzenia Najświętszej Maryi Panny w Bielsku Podlaskim
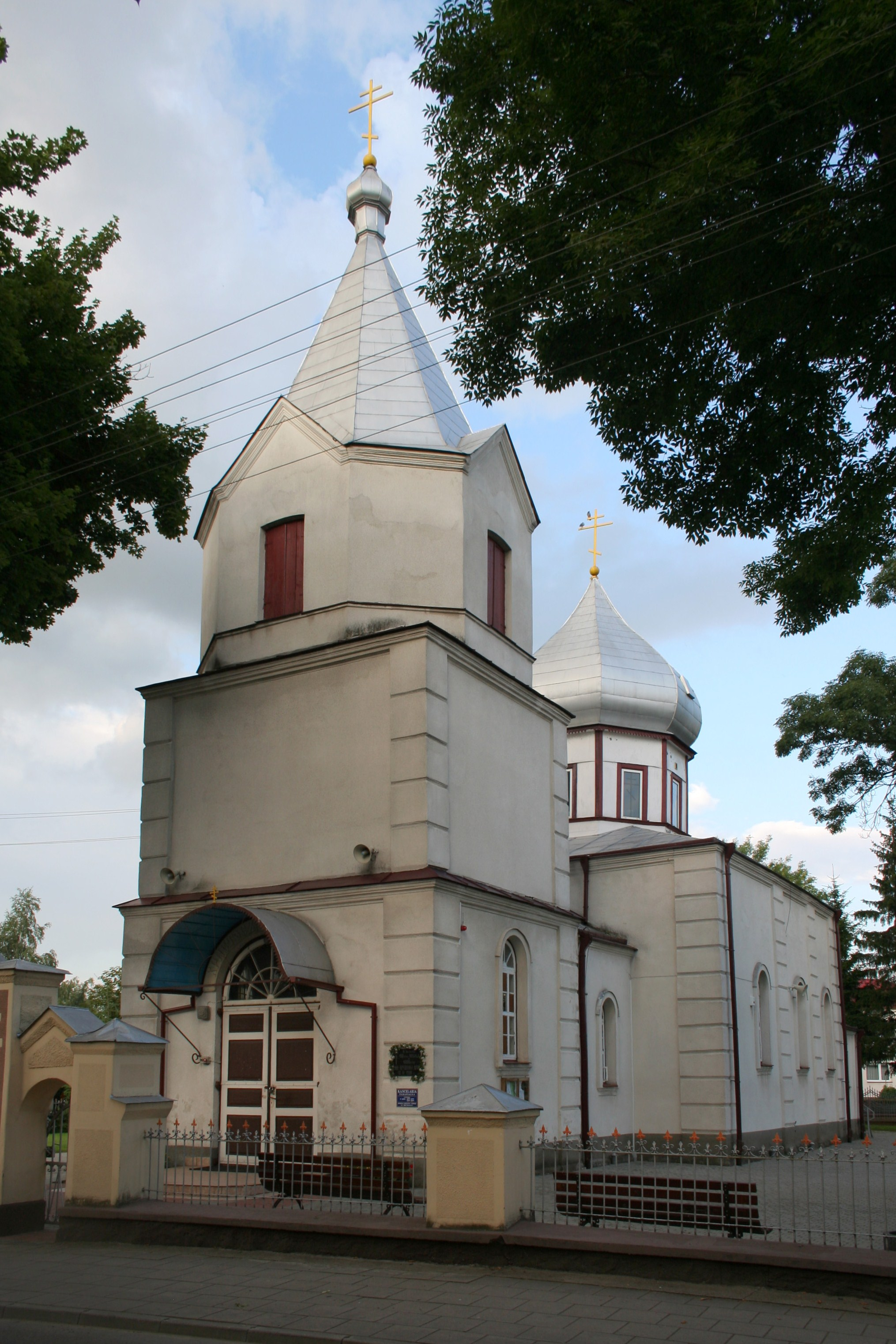
Cerkiew Zmartwychwstania Pańskiego w Bielsku Podlaskim
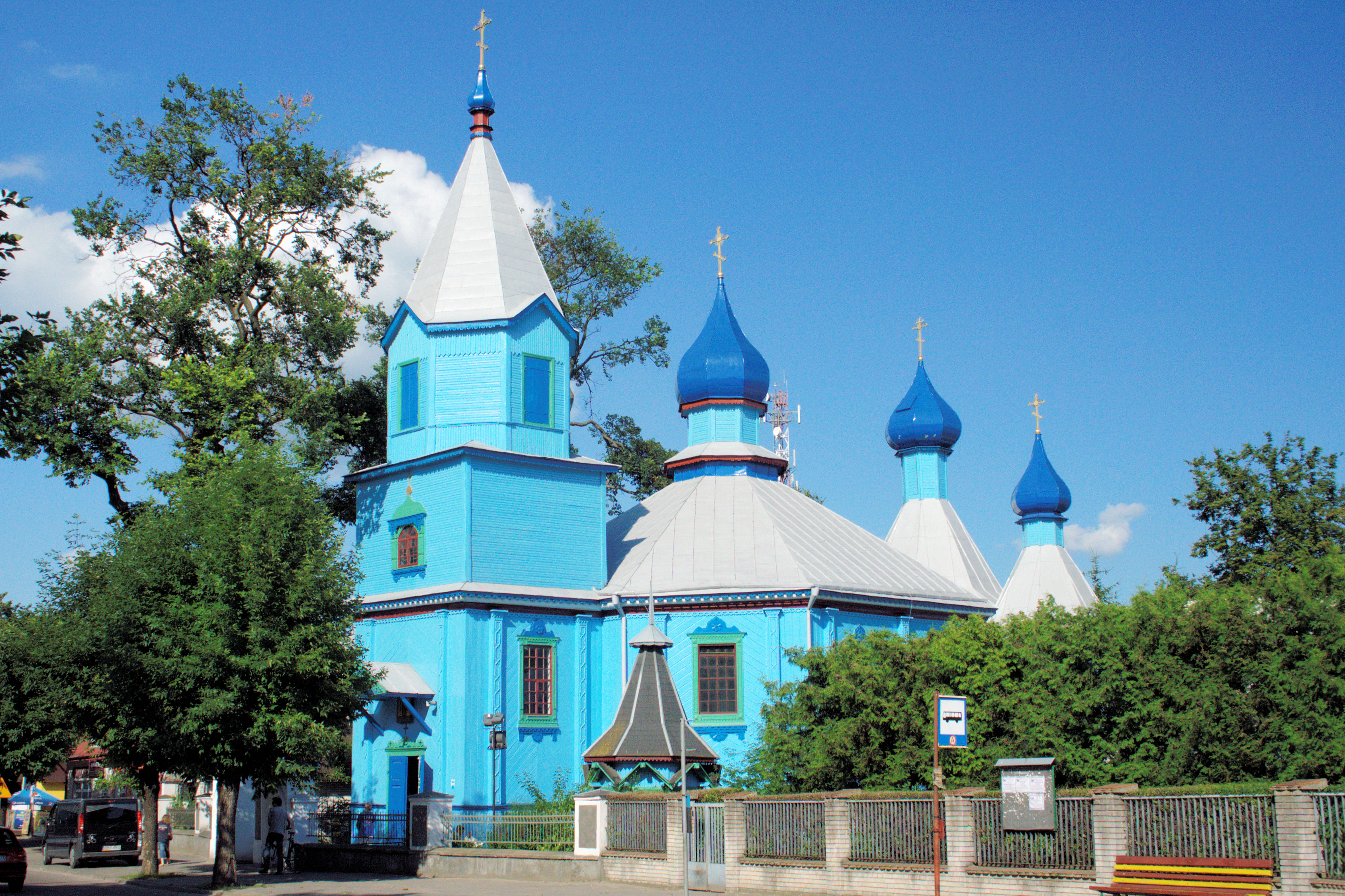
Cerkiew św. Michała Archanioła w Bielsku Podlaskim
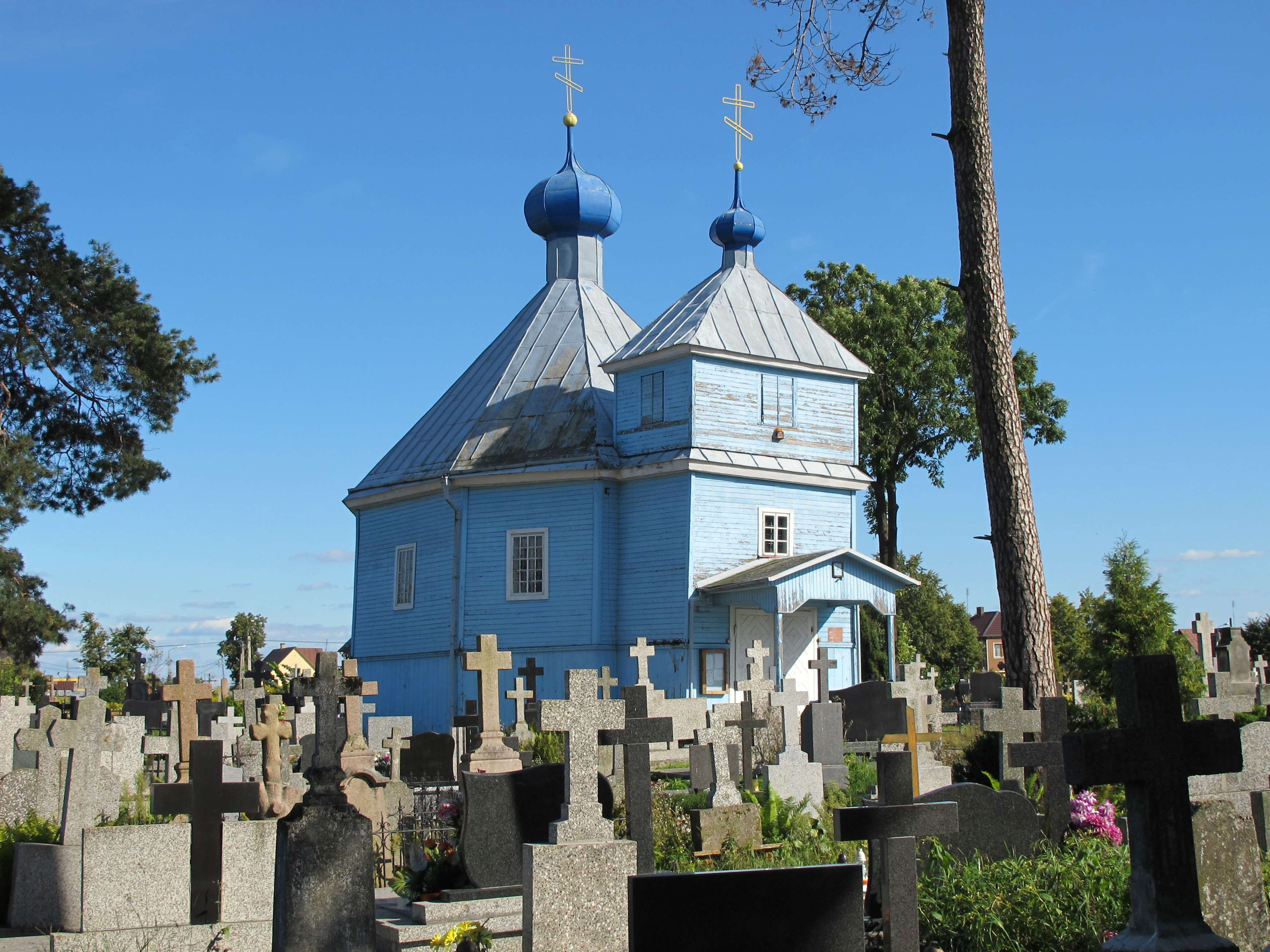
Cerkiew cmentarna Świętej Trójcy w Bielsku Podlaskim
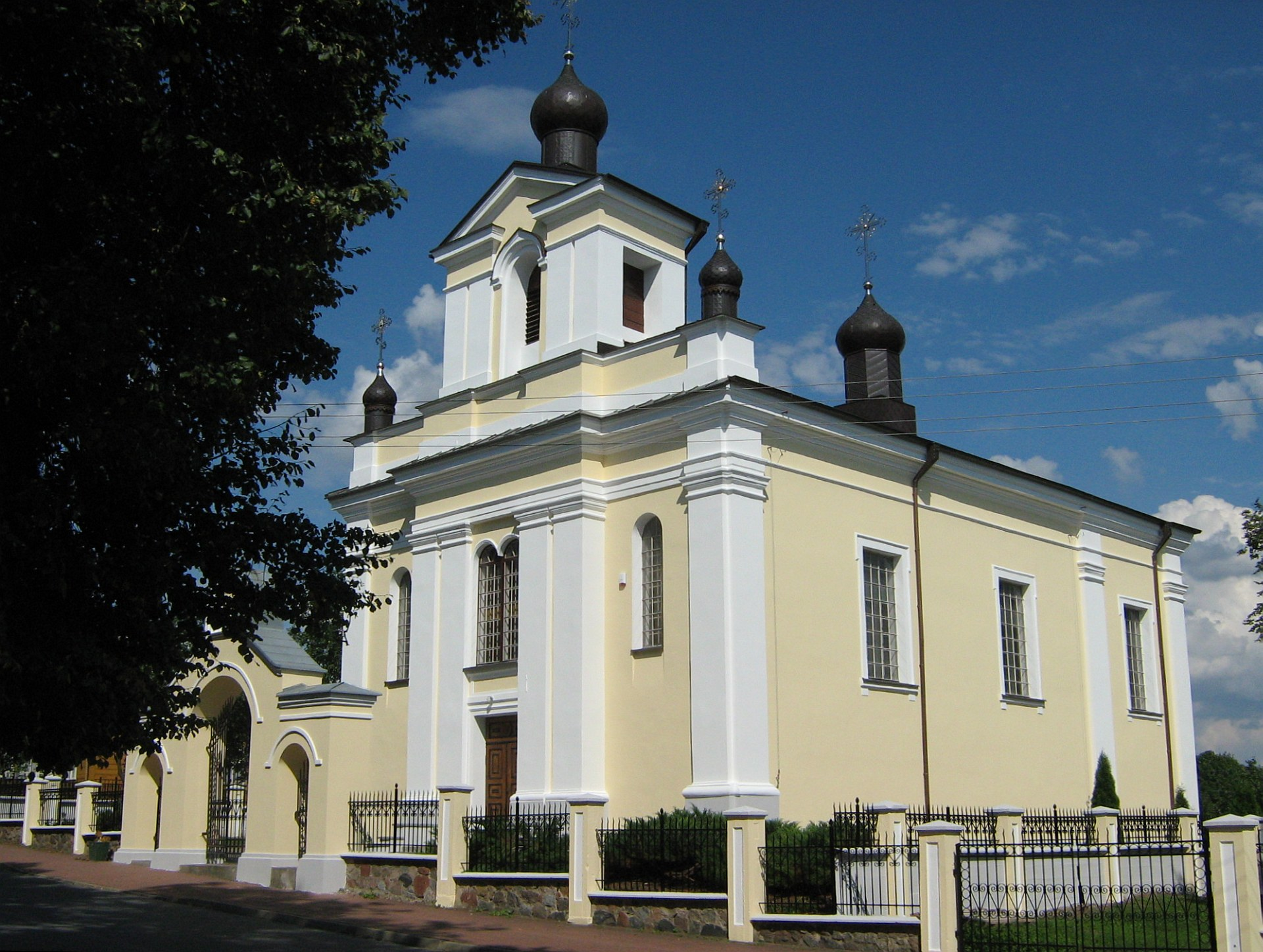
Cerkiew św. Mikołaja w Drohiczynie
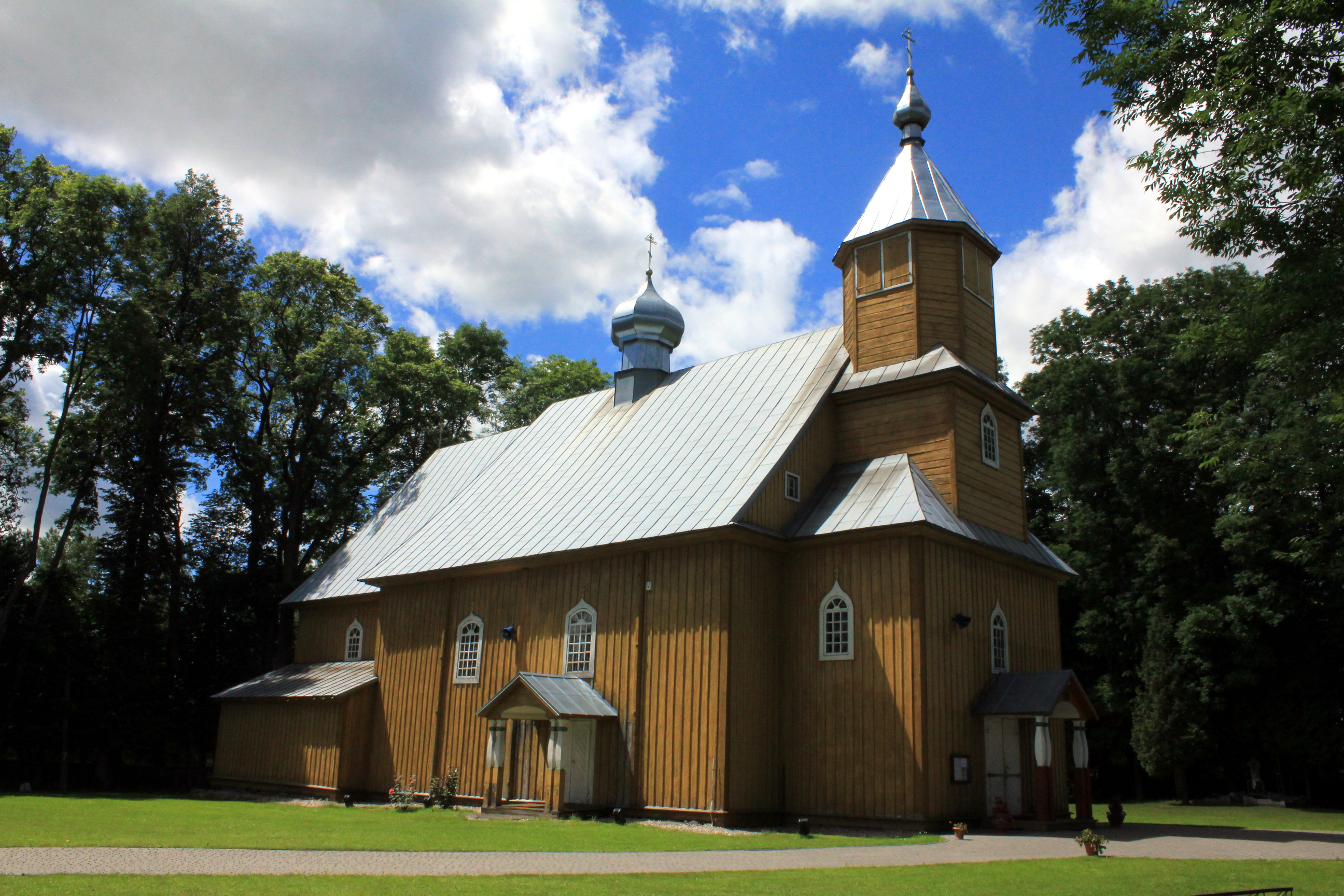
Cerkiew św. Apostoła Jana Teologa w Nowoberezowie
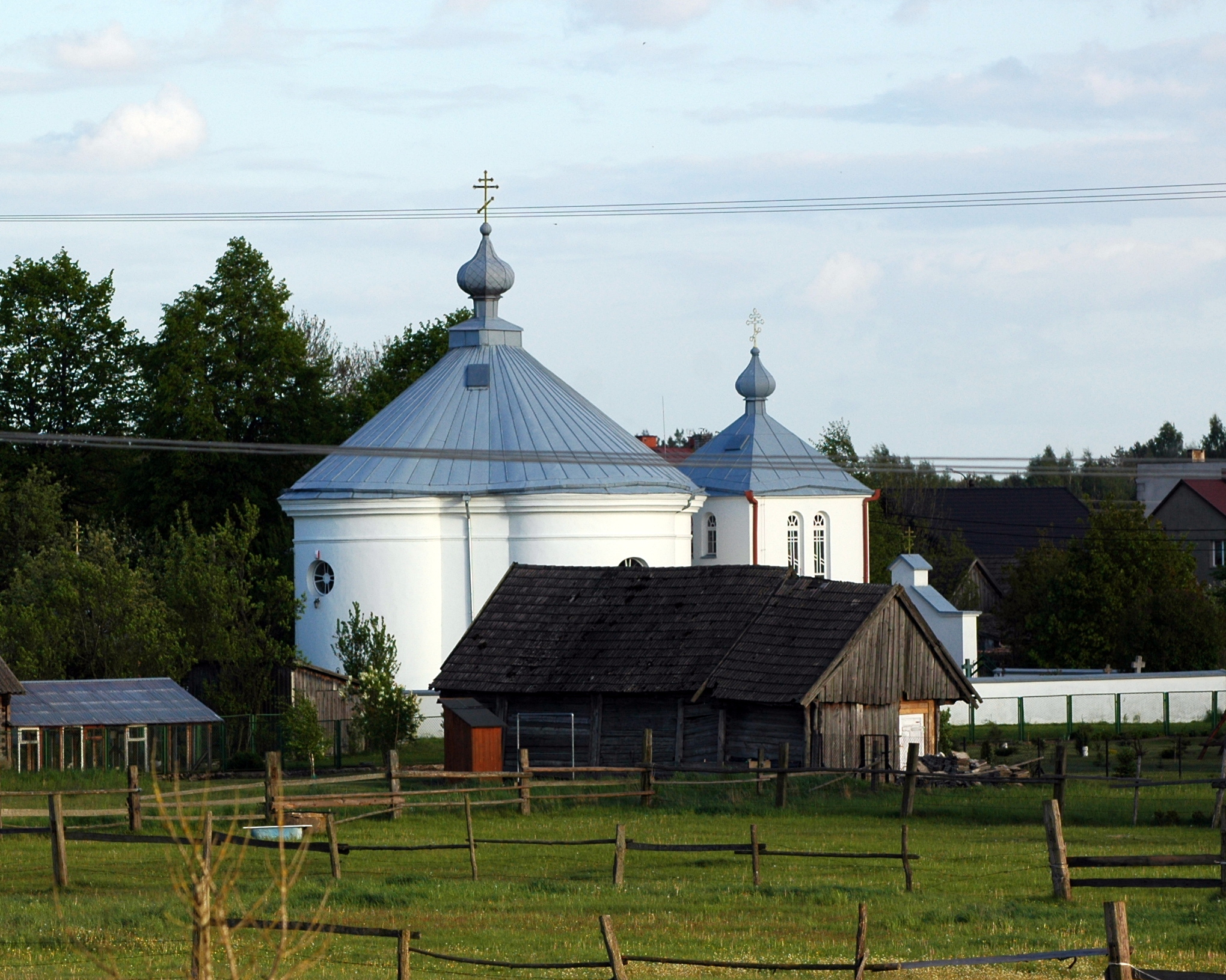
Cerkiew św. Jerzego w Siemianówce
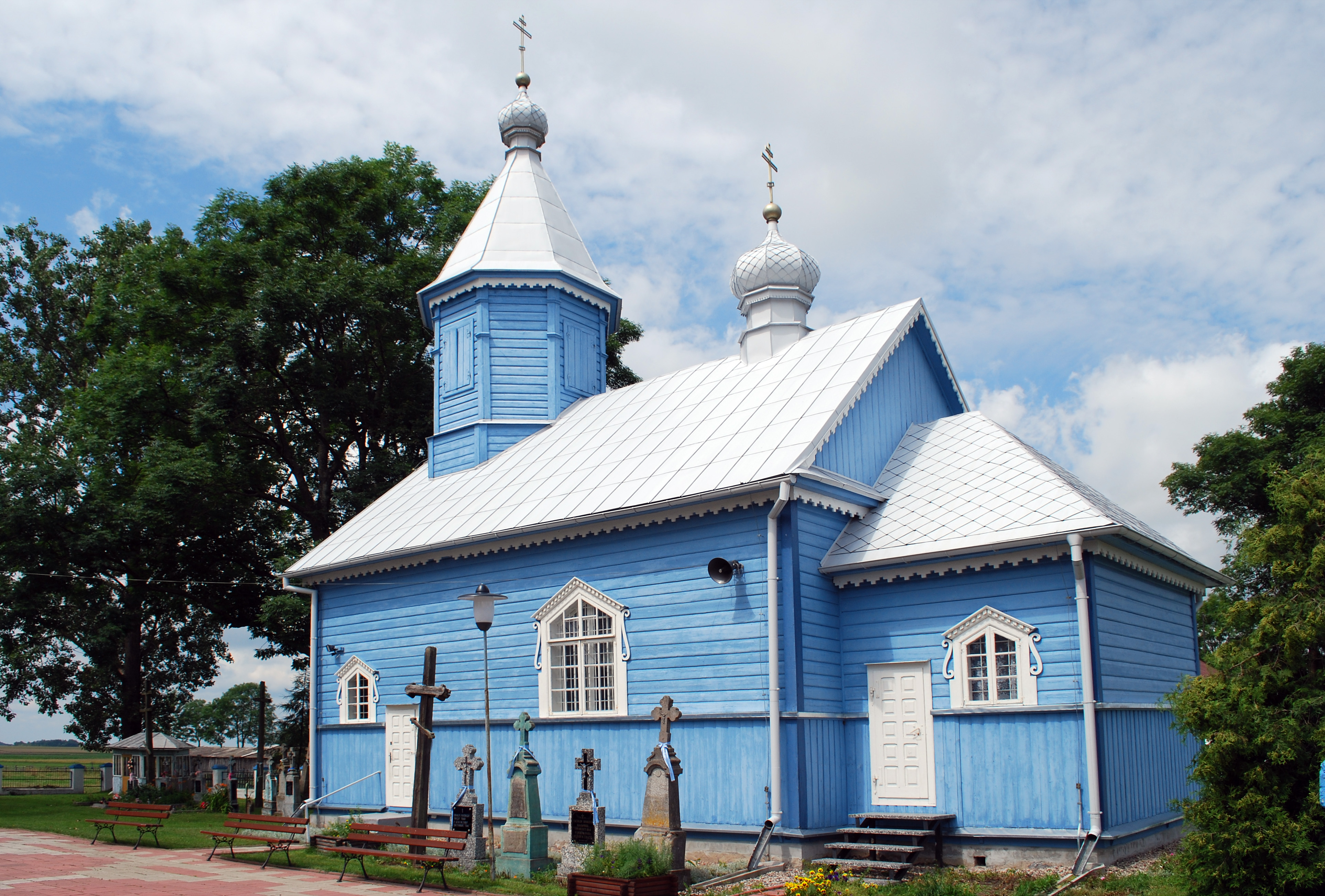
Cerkiew św. Anny w Starym Korninie
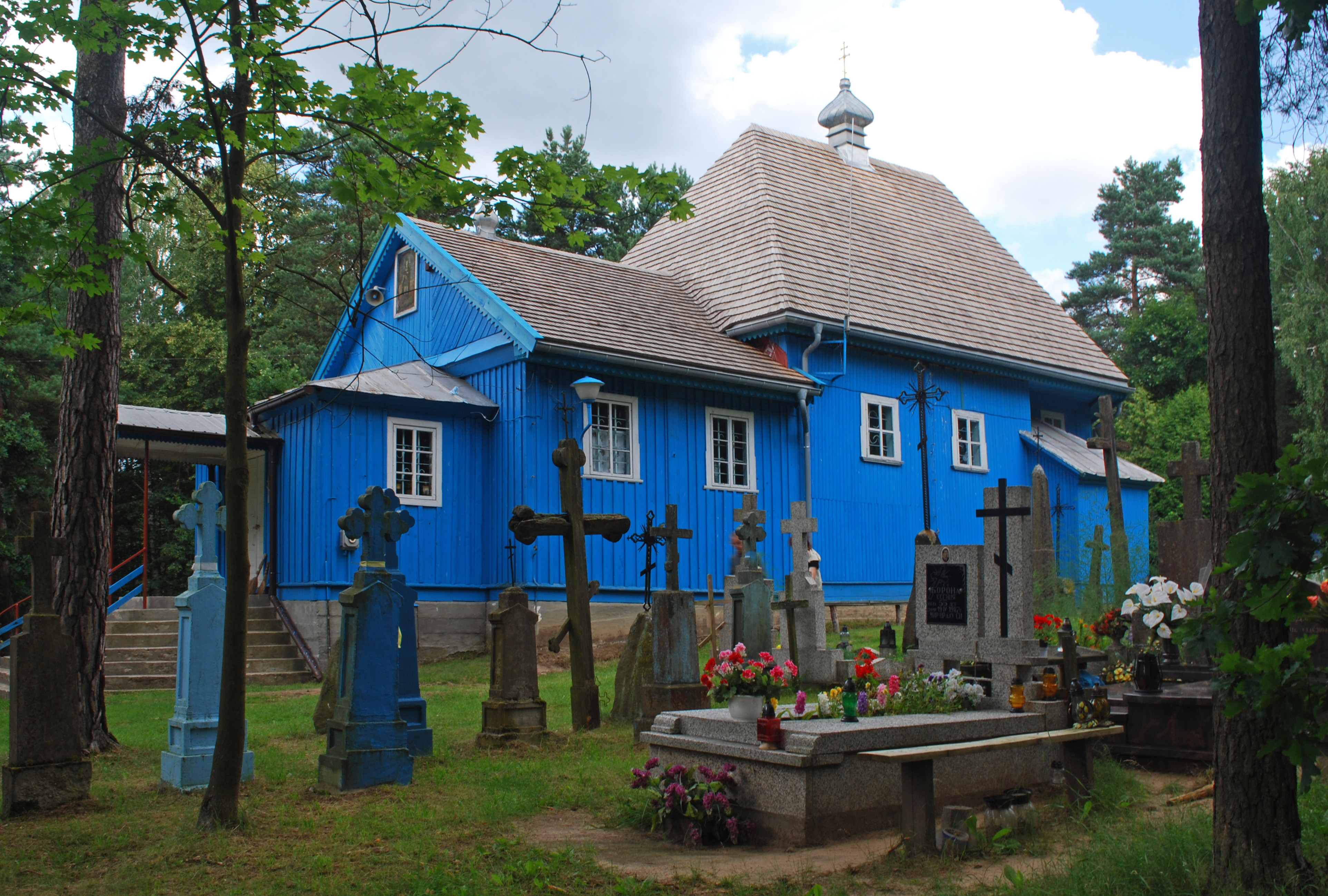
Cerkiew św. Dymitra w Sakach
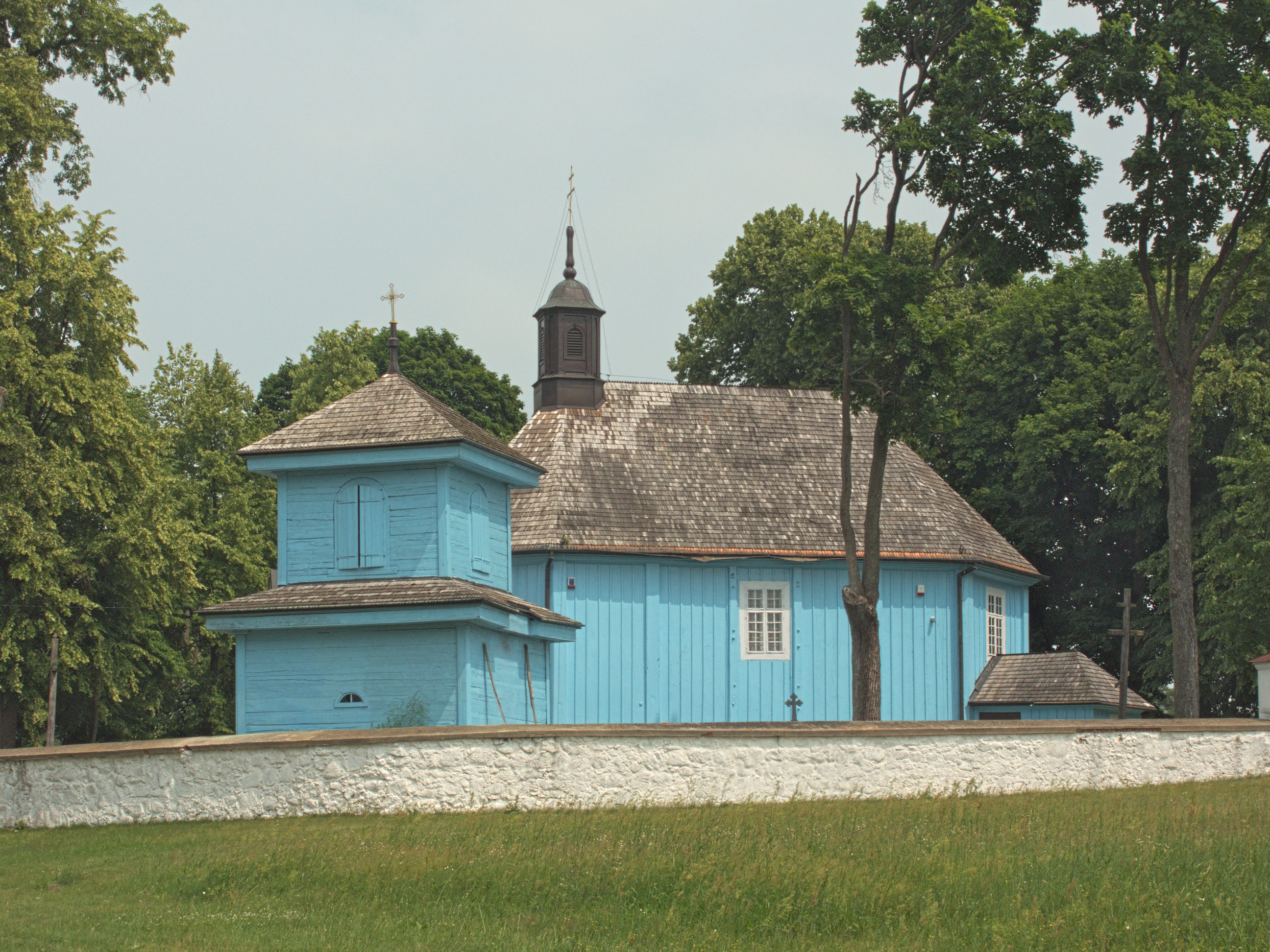
Cerkiew Ścięcia Głowy św. Jana Chrzciciela w Szczytach-Dzięciołowie
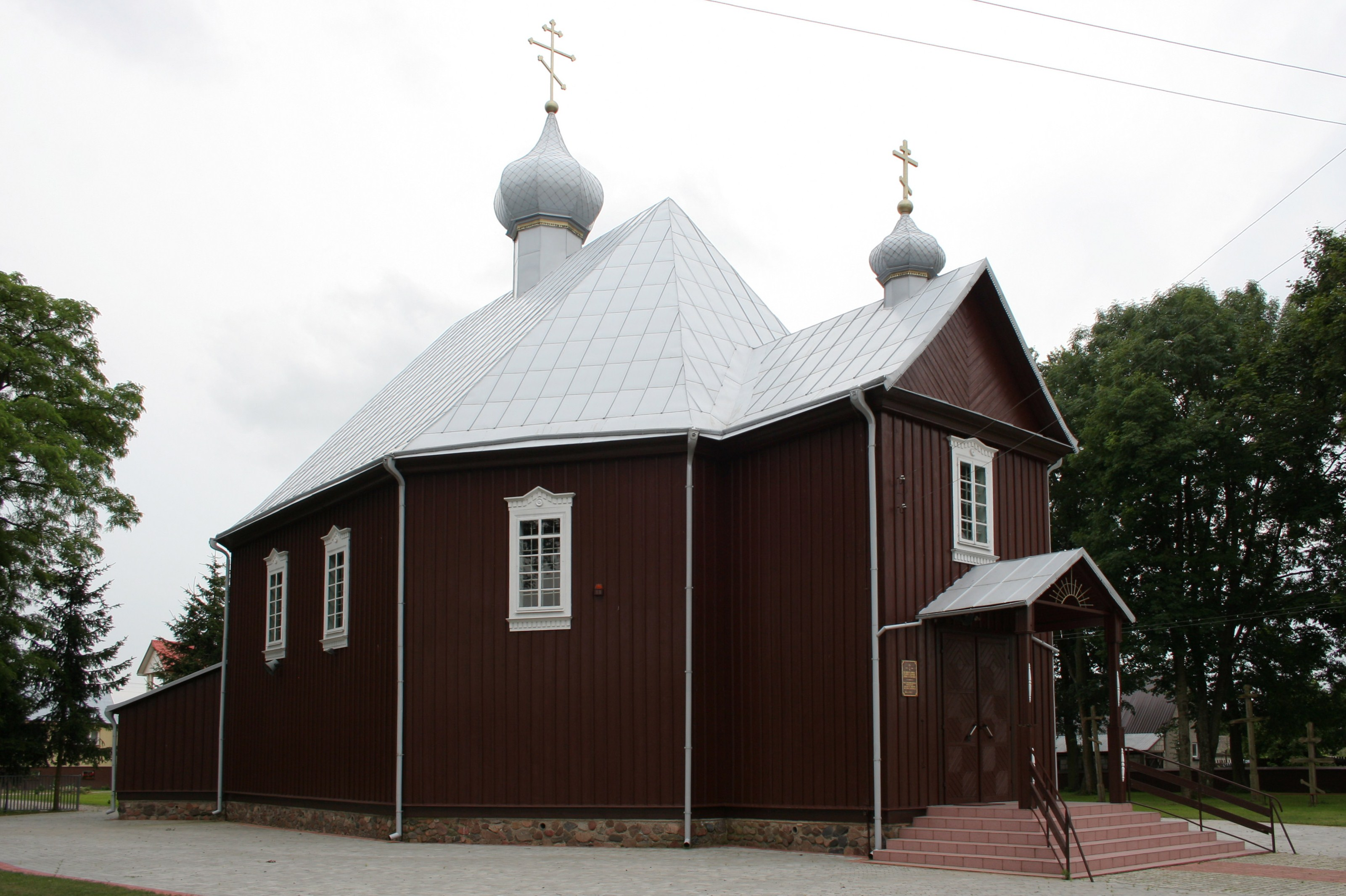
Cerkiew św. Michała Archanioła w Orli

Wybrane cerkwie prawosławne z czasów zaborów:
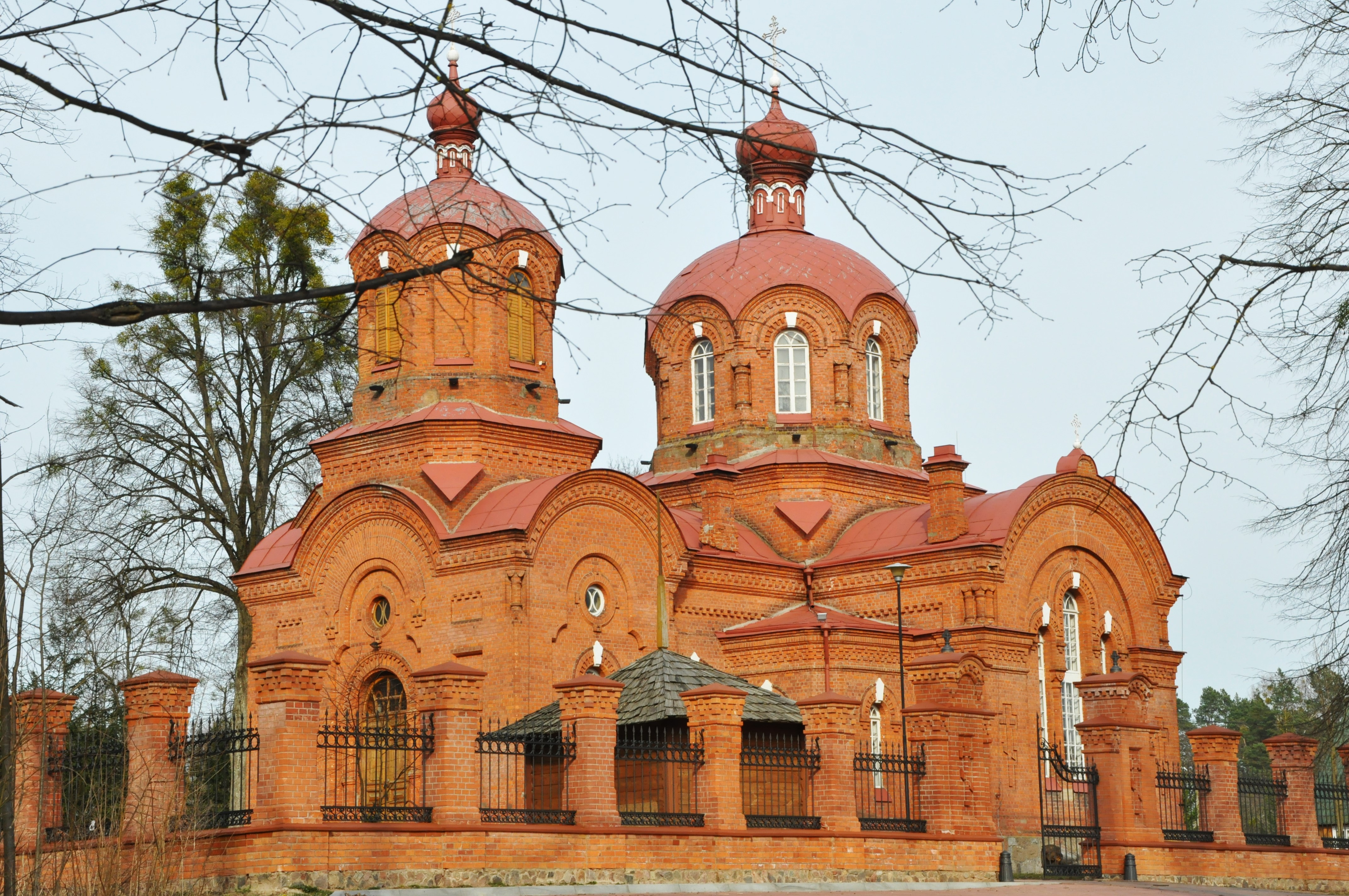
Cerkiew św. Mikołaja w Białowieży
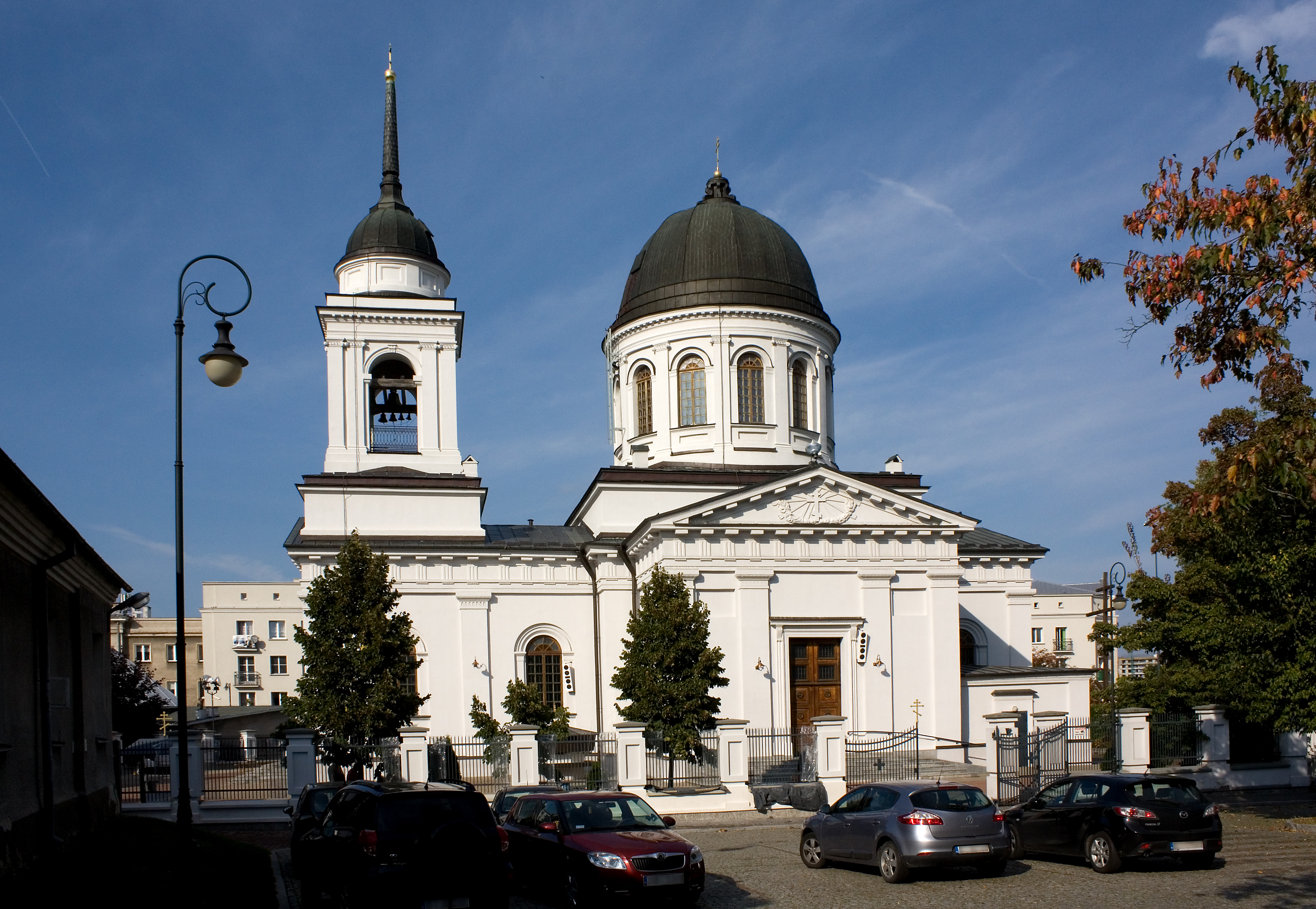
Sobór św. Mikołaja w Białymstoku
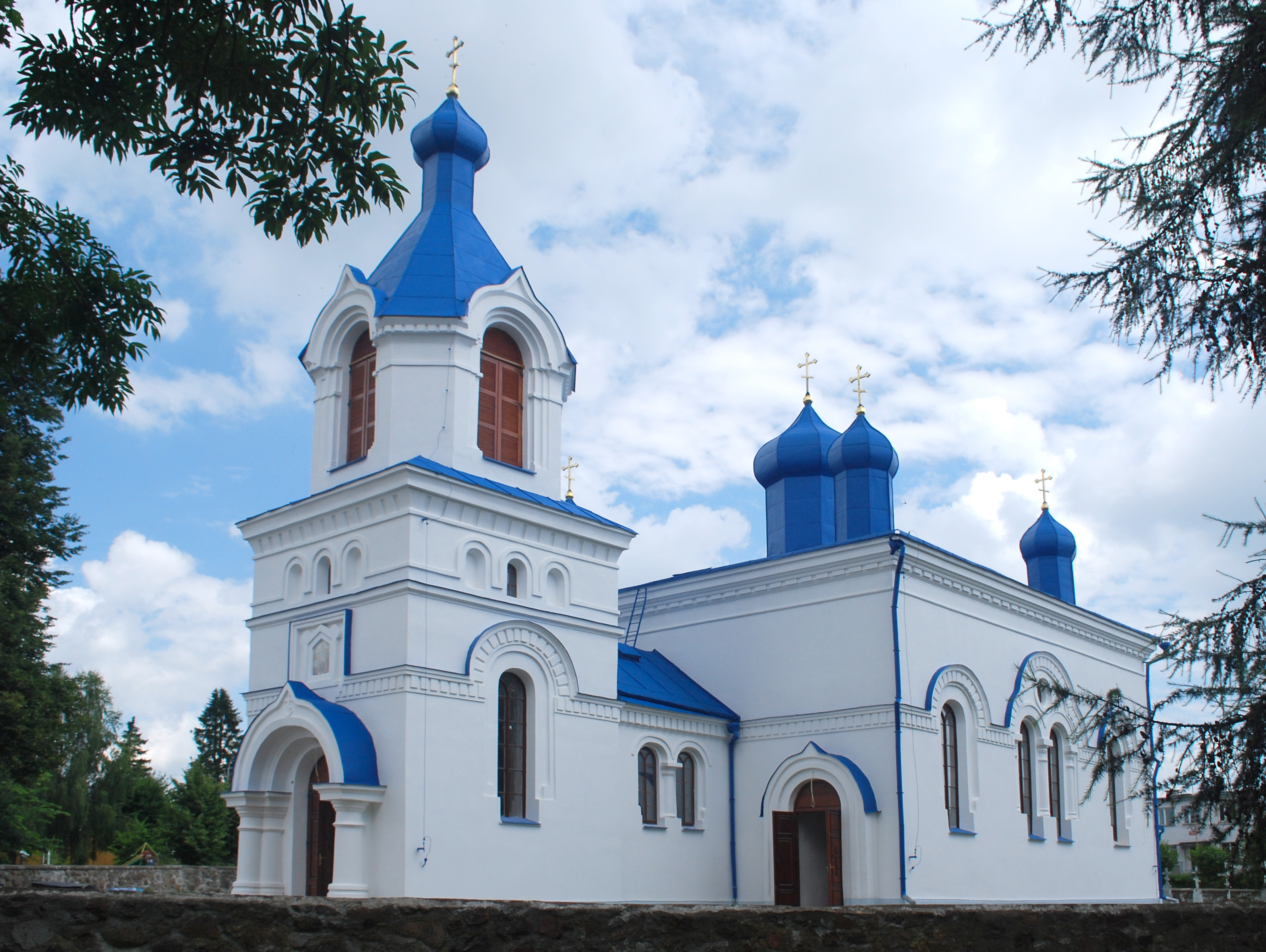
Cerkiew Zaśnięcia Najświętszej Maryi Panny w Kleszczelach
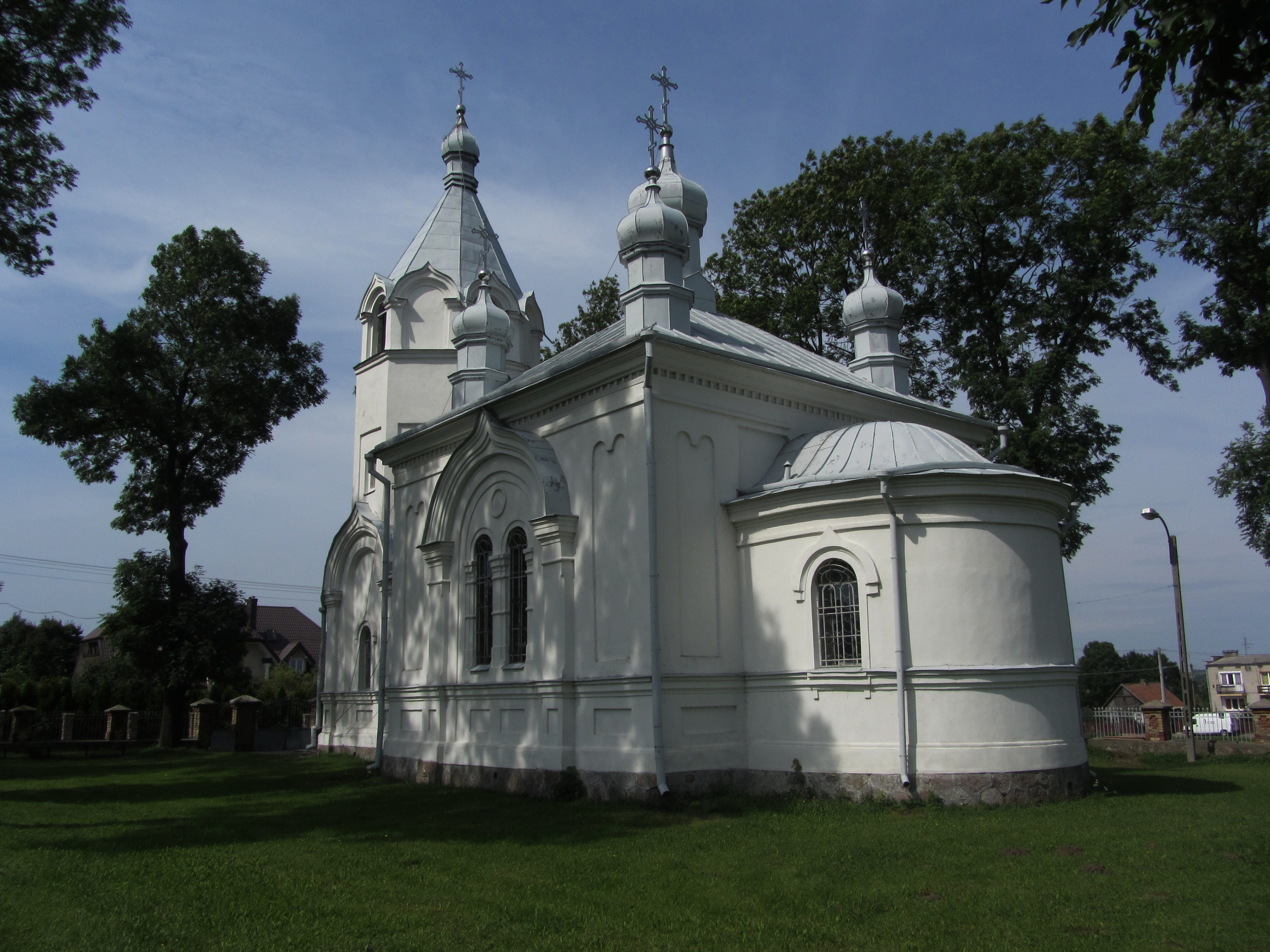
Cerkiew Podwyższenia Krzyża Świętego w Fastach
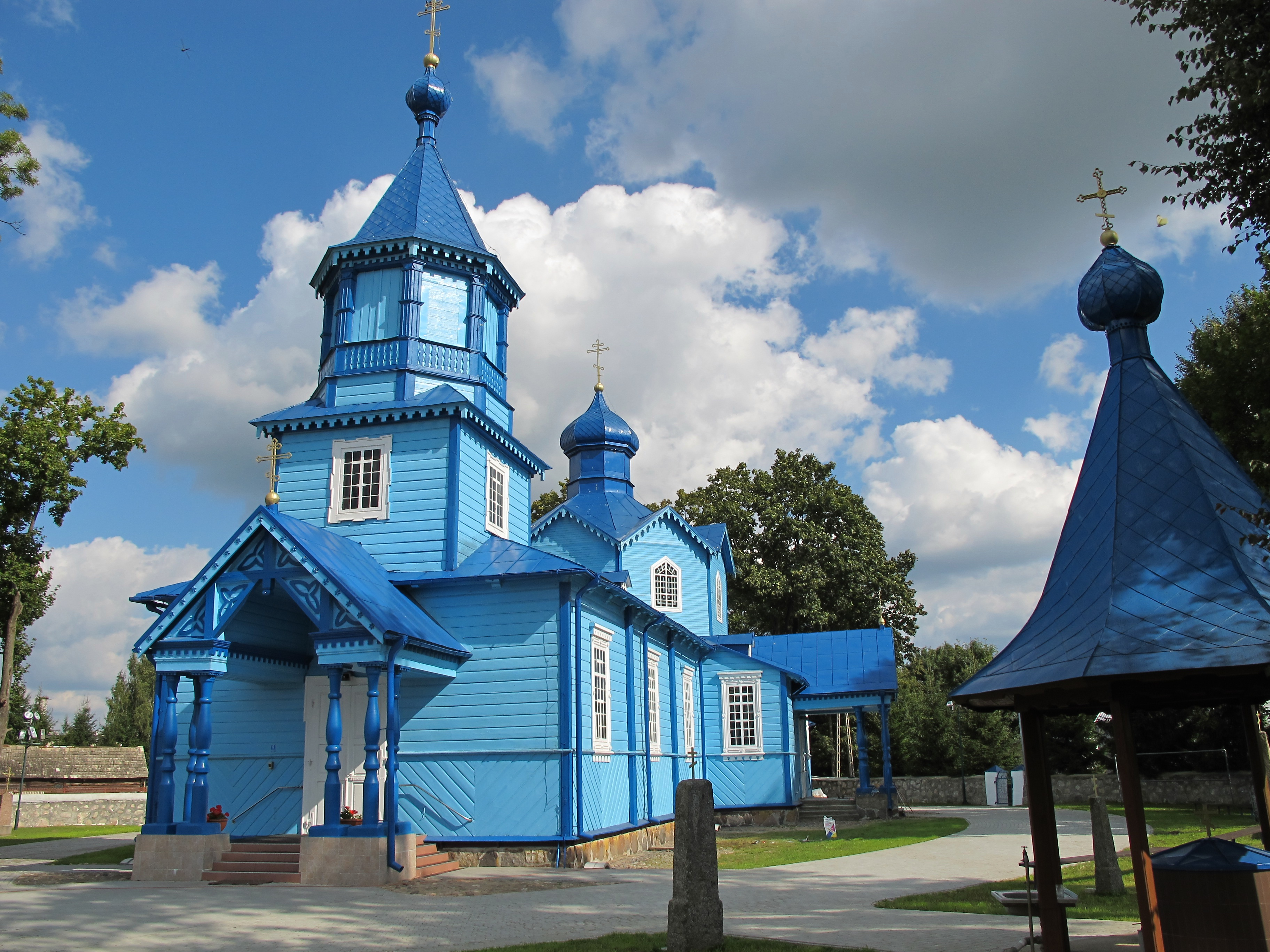
Cerkiew Podwyższenia Krzyża Pańskiego w Narwi
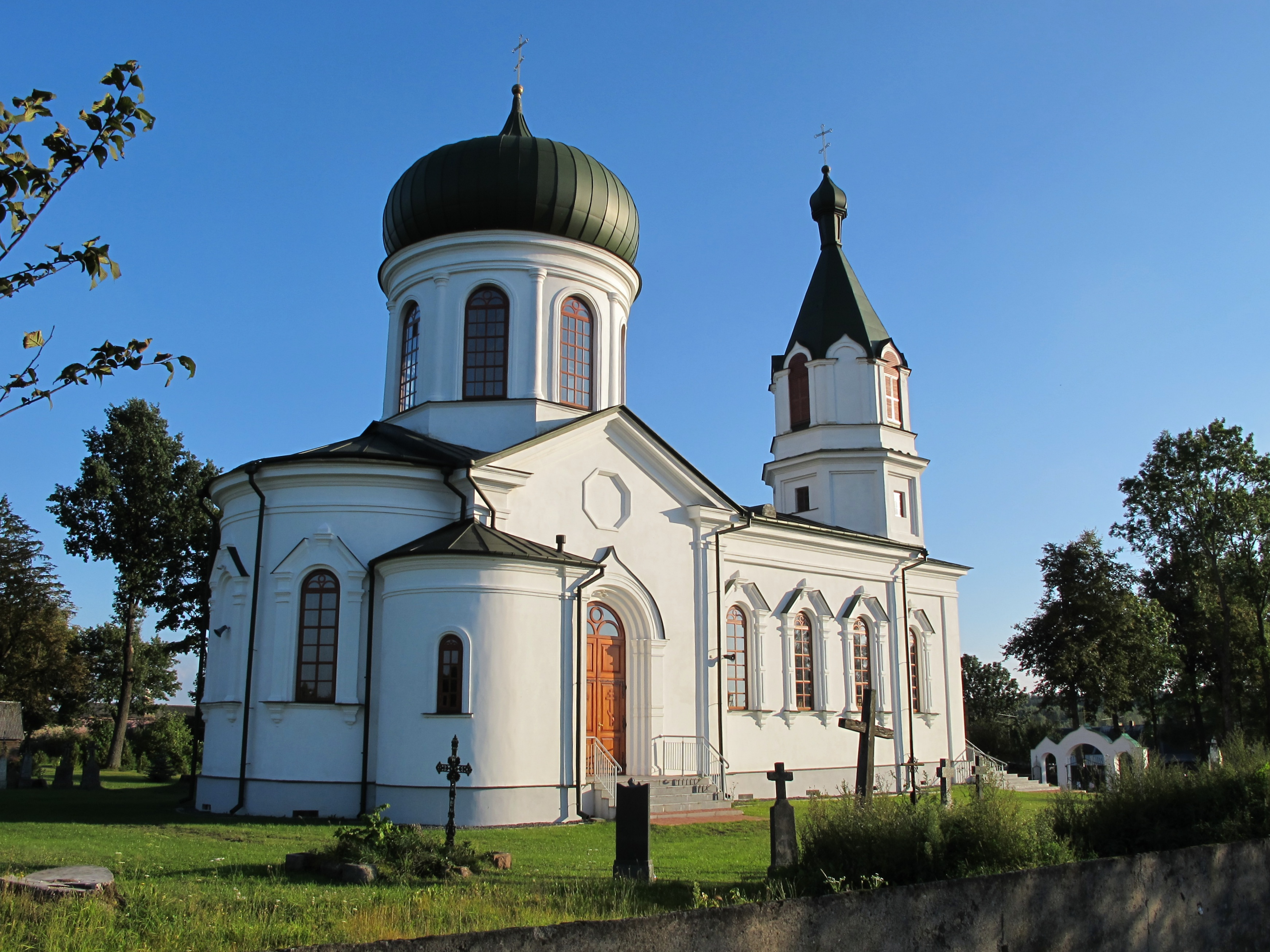
Cerkiew św. Mikołaja w Narewce

Wybrane barokowe fundacje szlachty polskiej:
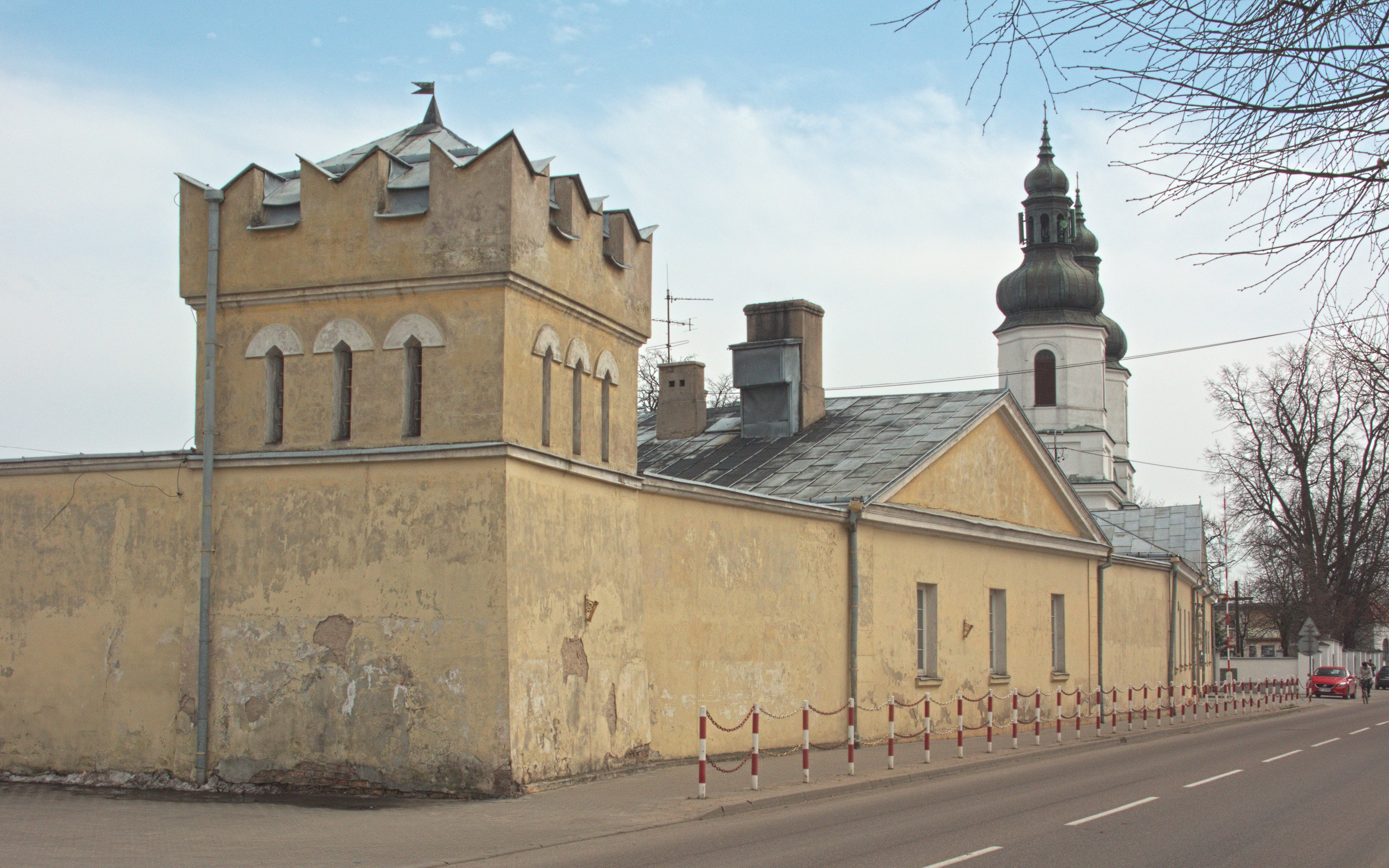
Klasztor karmelitów w Bielsku Podlaskim
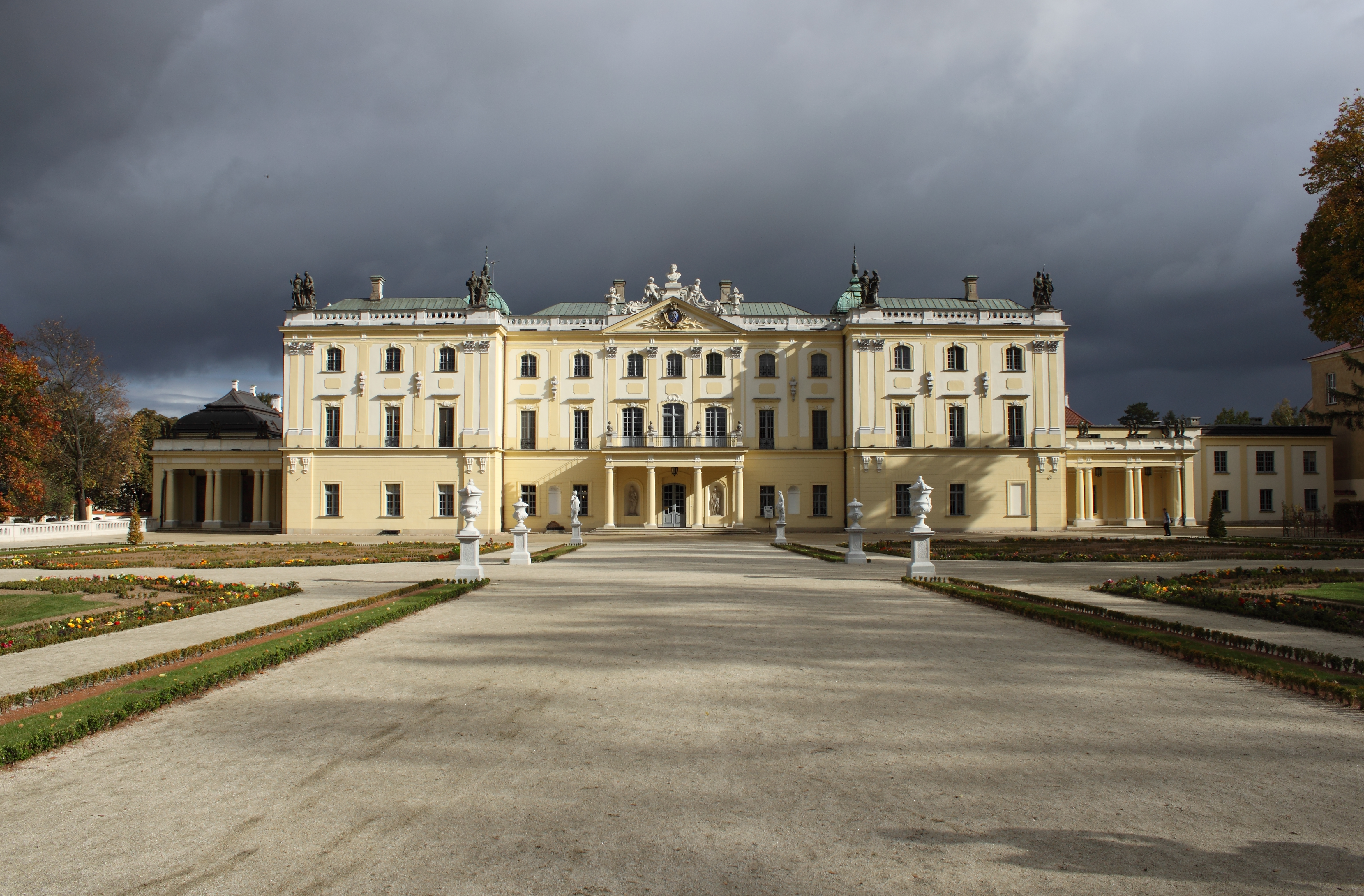
Pałac Branickich w Białymstoku
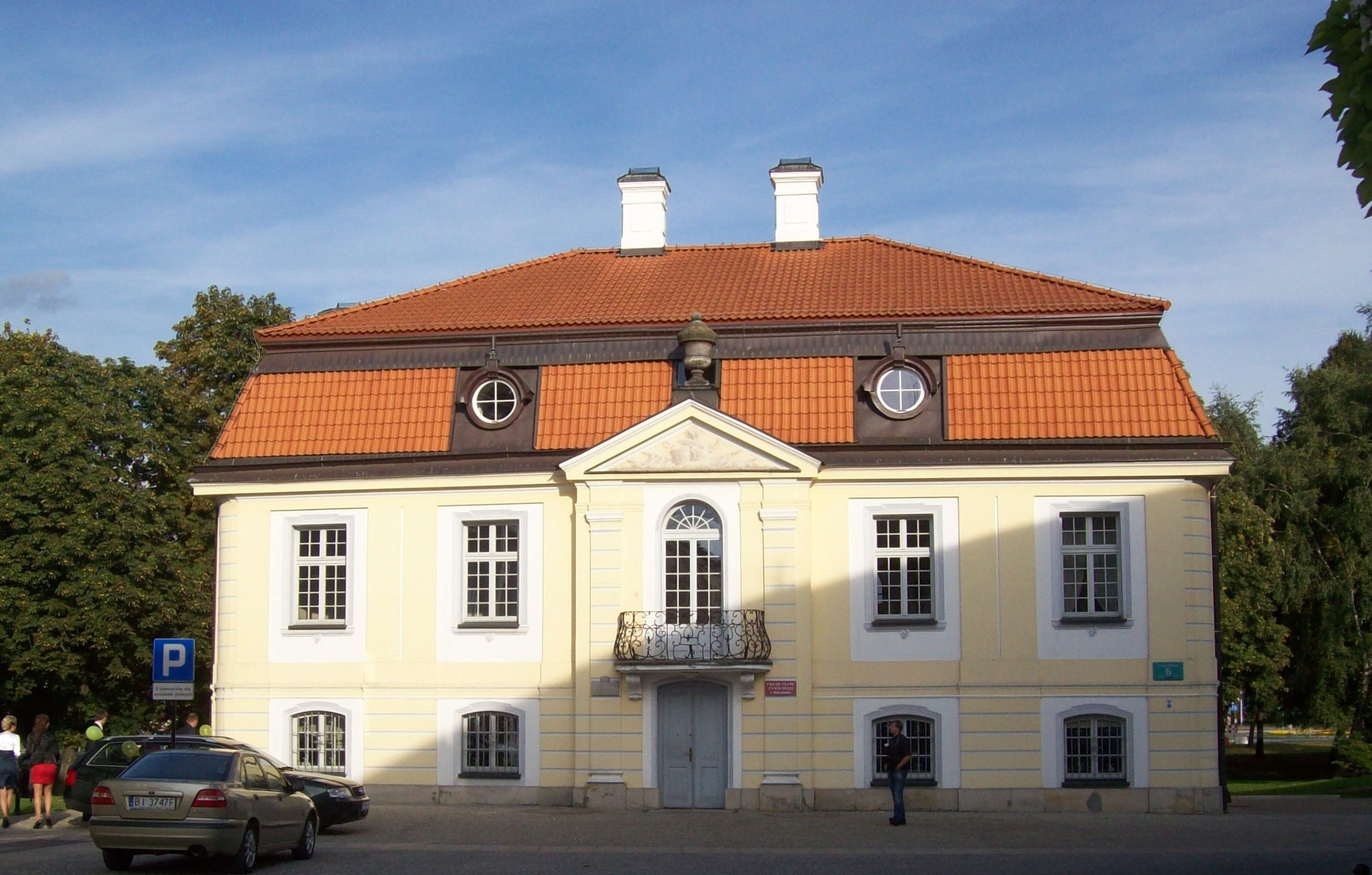
Pałacyk gościnny Branickich w Białymstoku
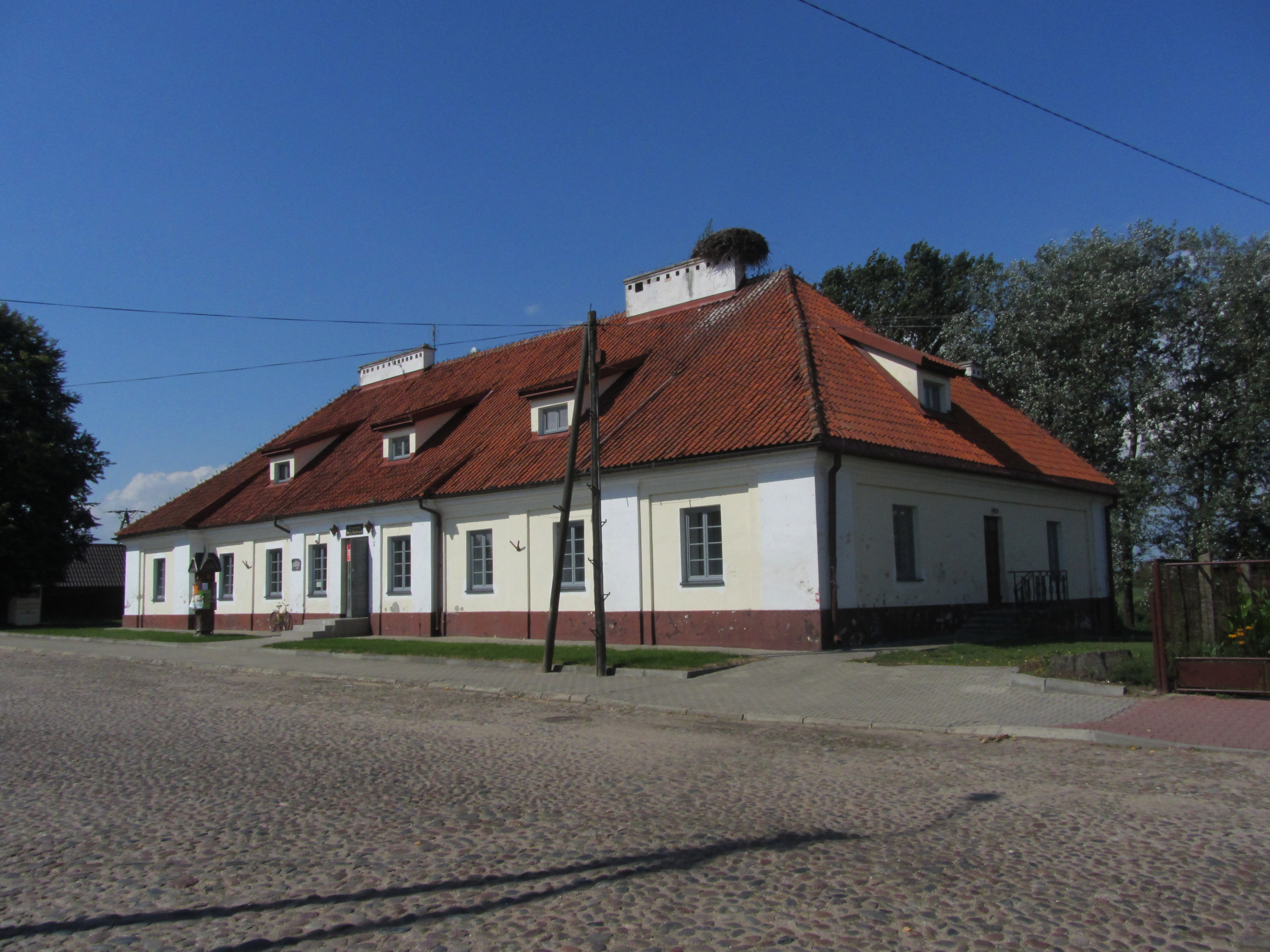
Rezydencja ekonomiczna w Tykocinie
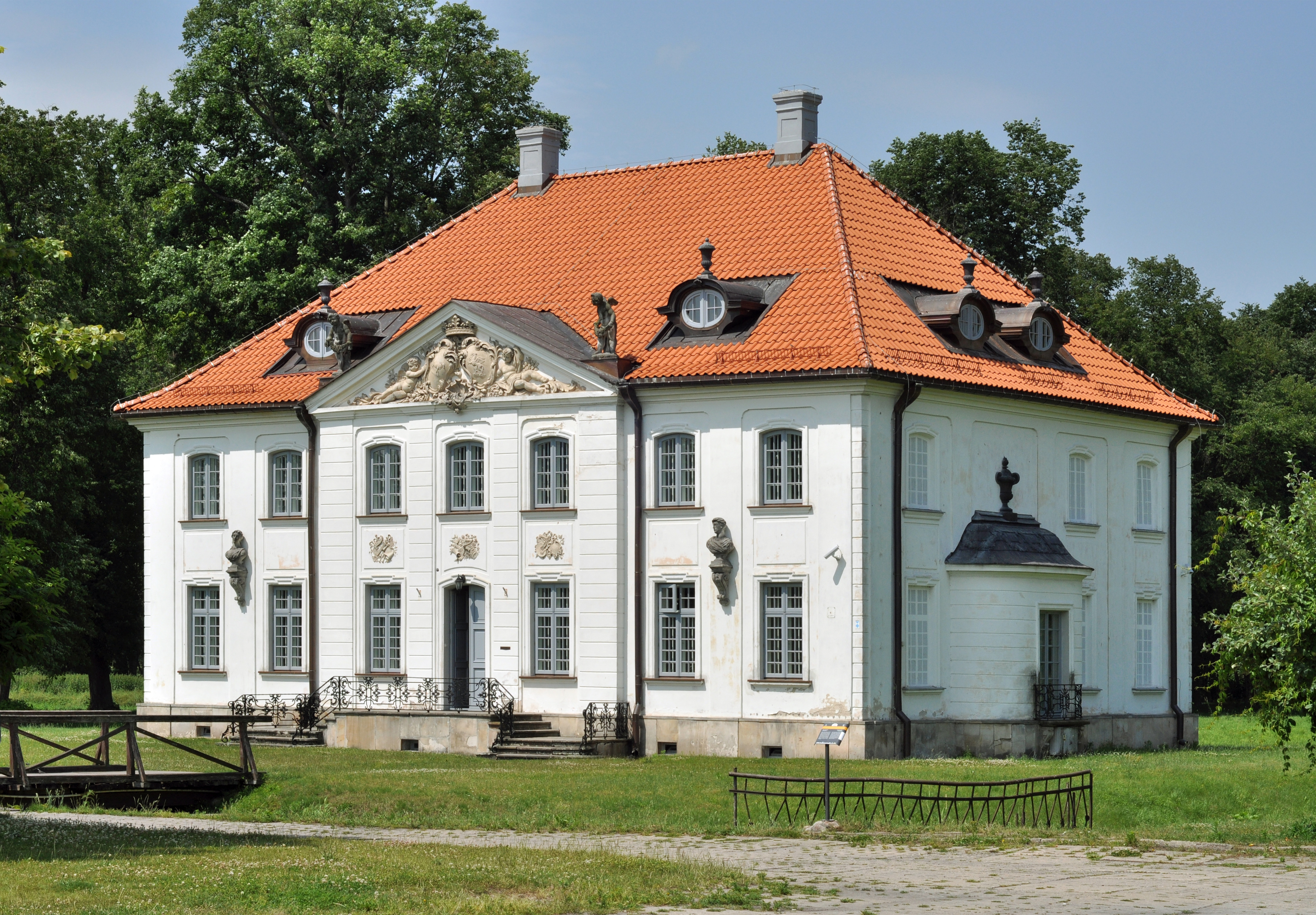
Pałac Branickich w Choroszczy
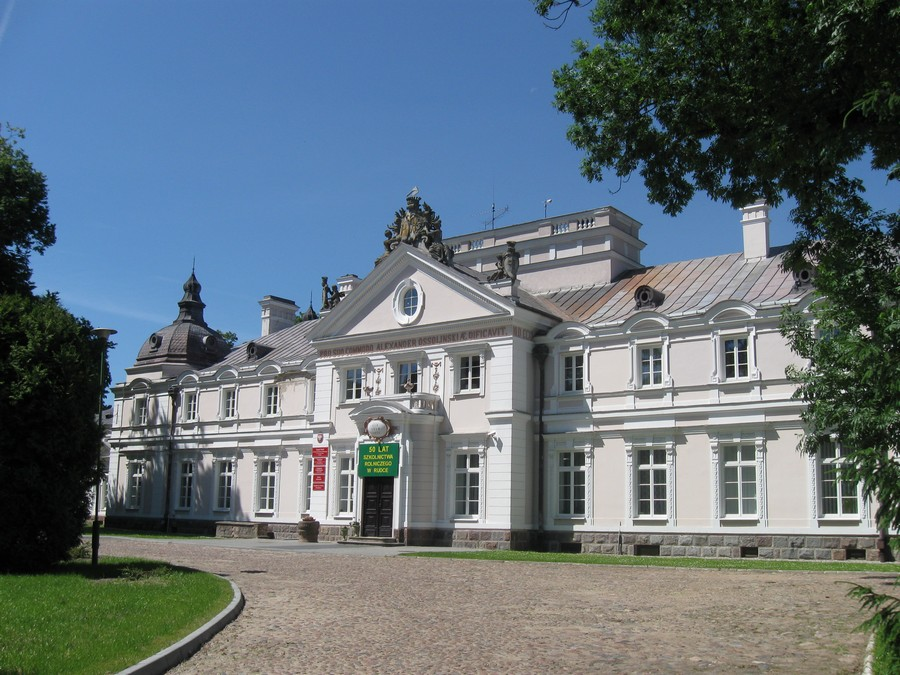
Pałac Ossolińskich w Rudce
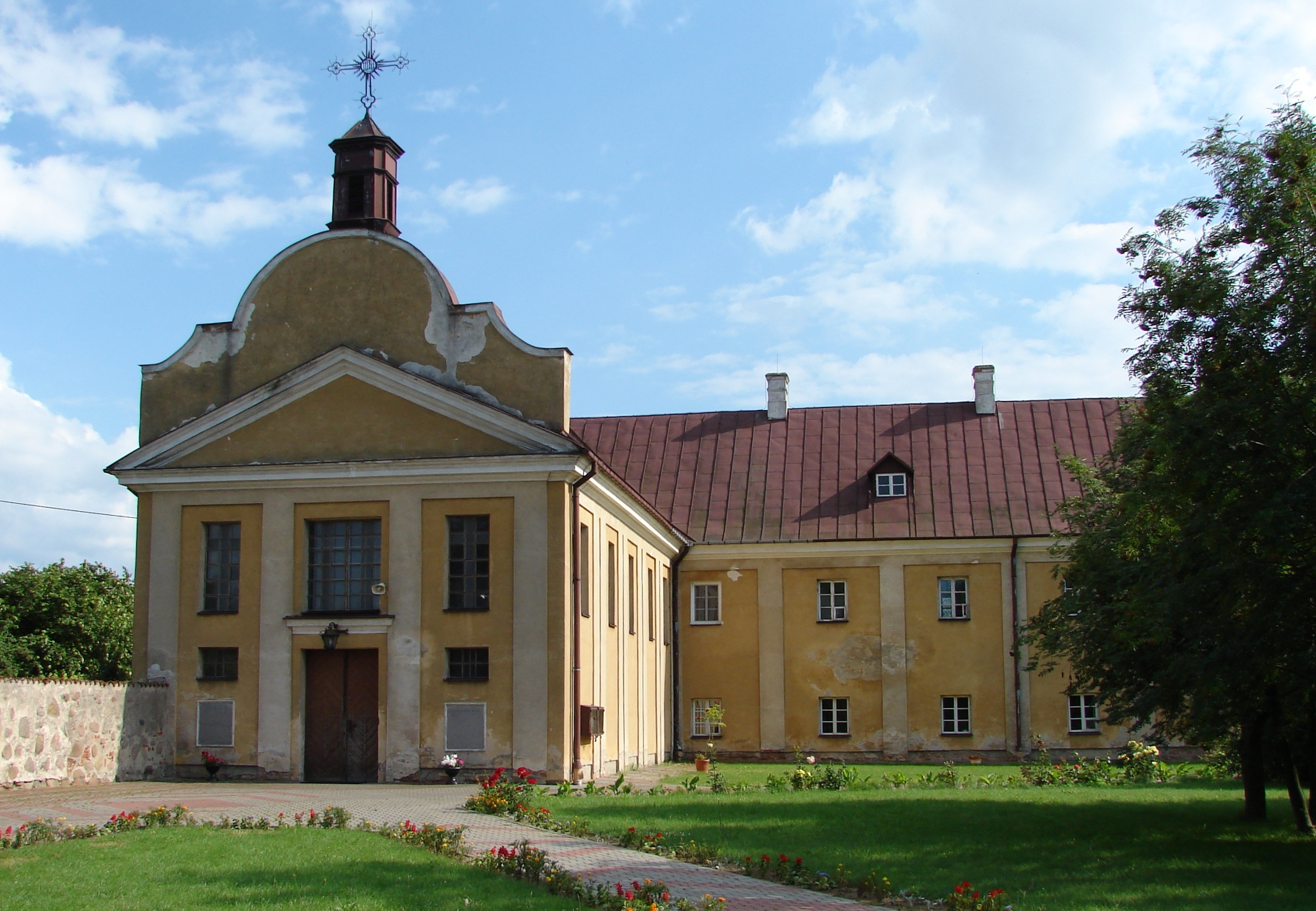
Zespół Klasztorny Bernardynów w Tykocinie

Wybrane inne sakralne zabytki:
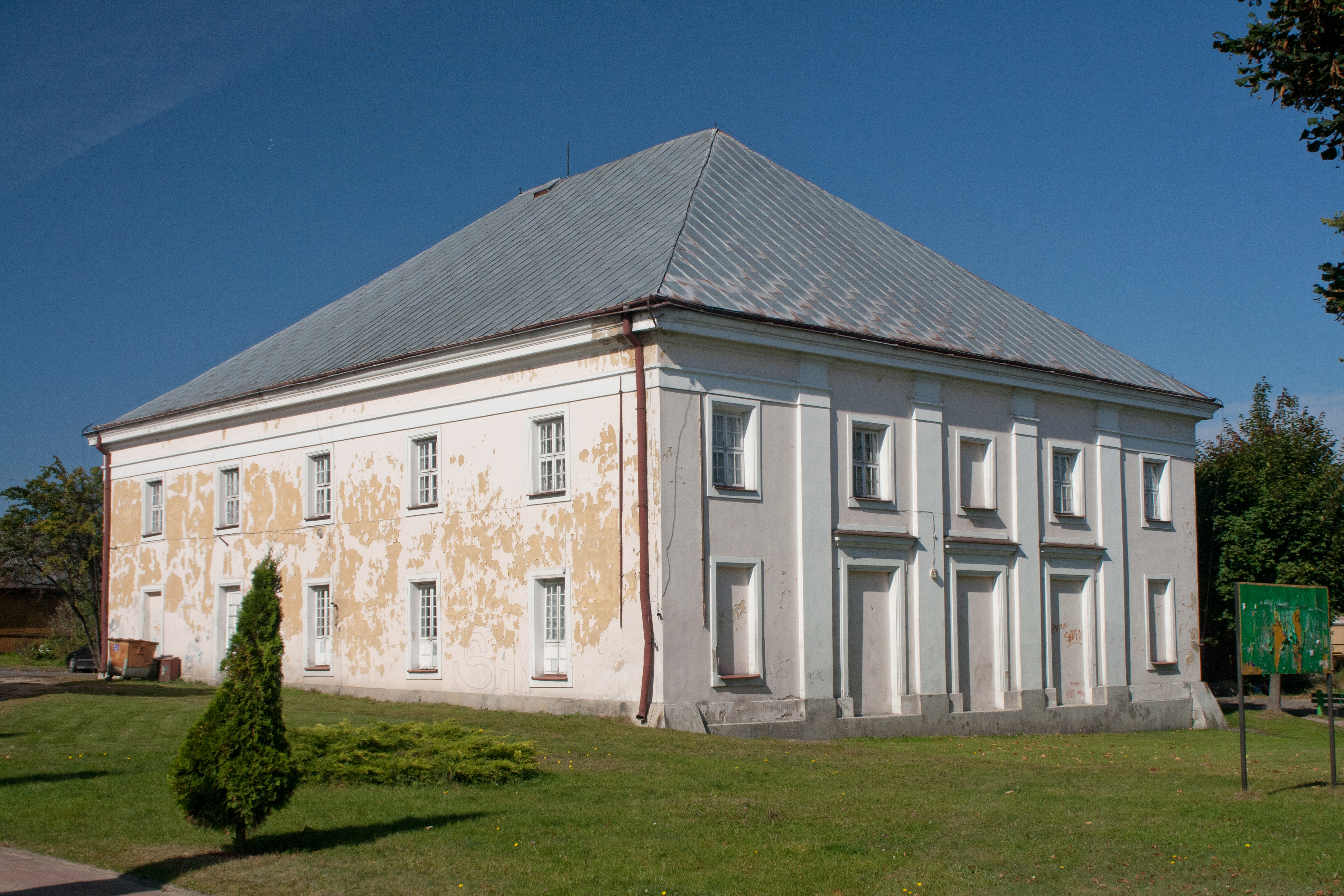
Synagoga w Siemiatyczach
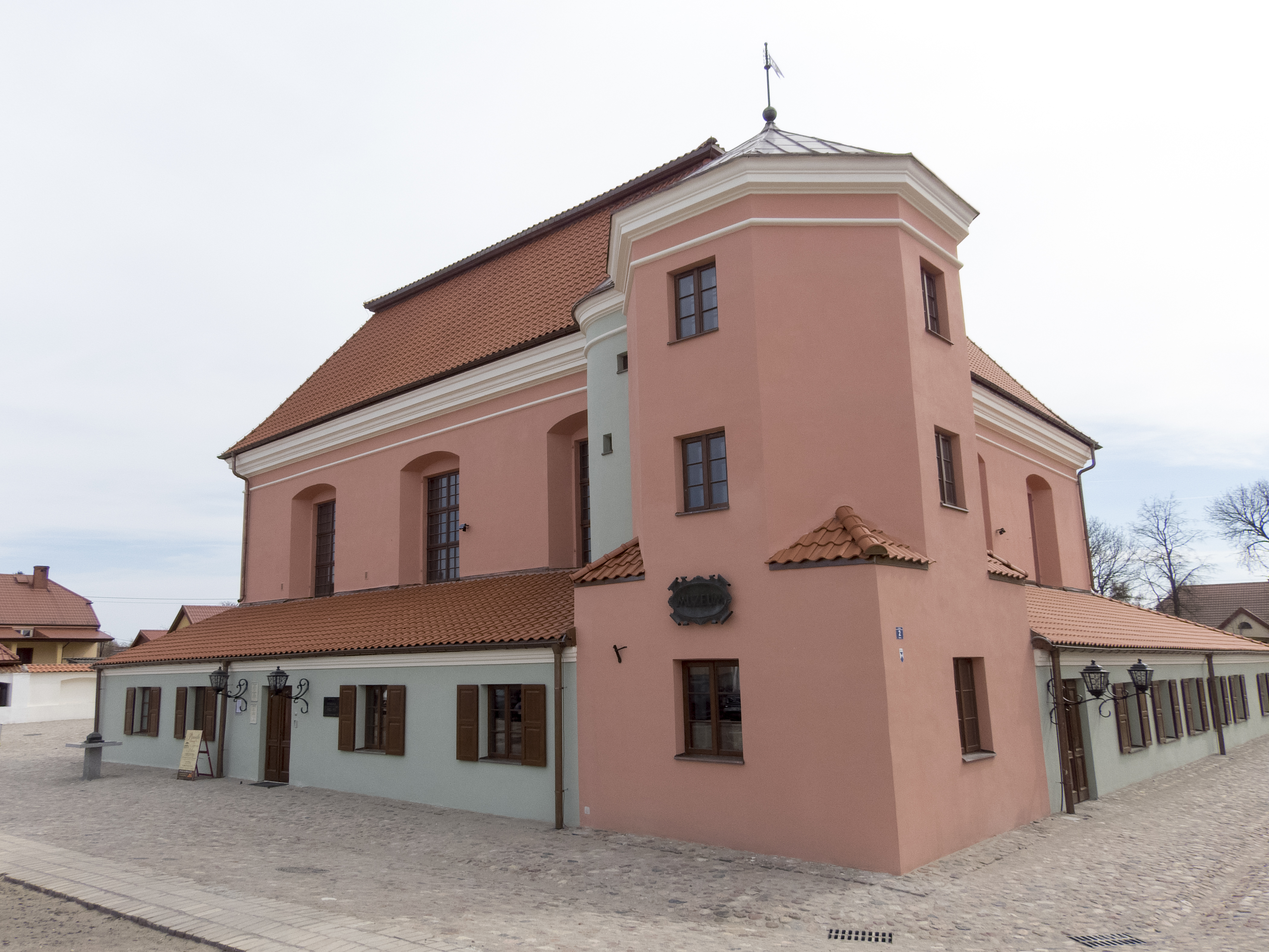
Wielka Synagoga w Tykocinie
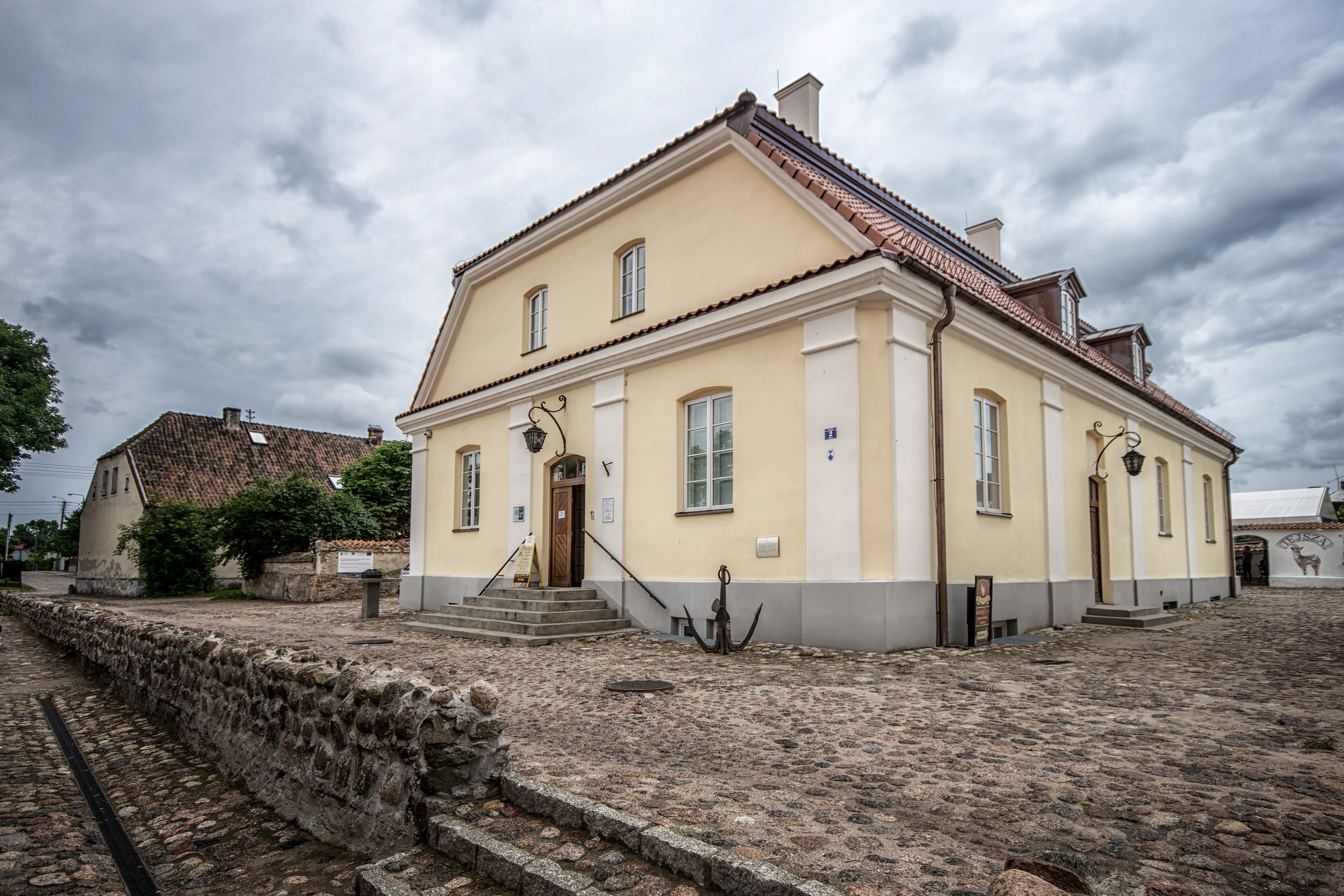
Mała Synagoga w Tykocinie
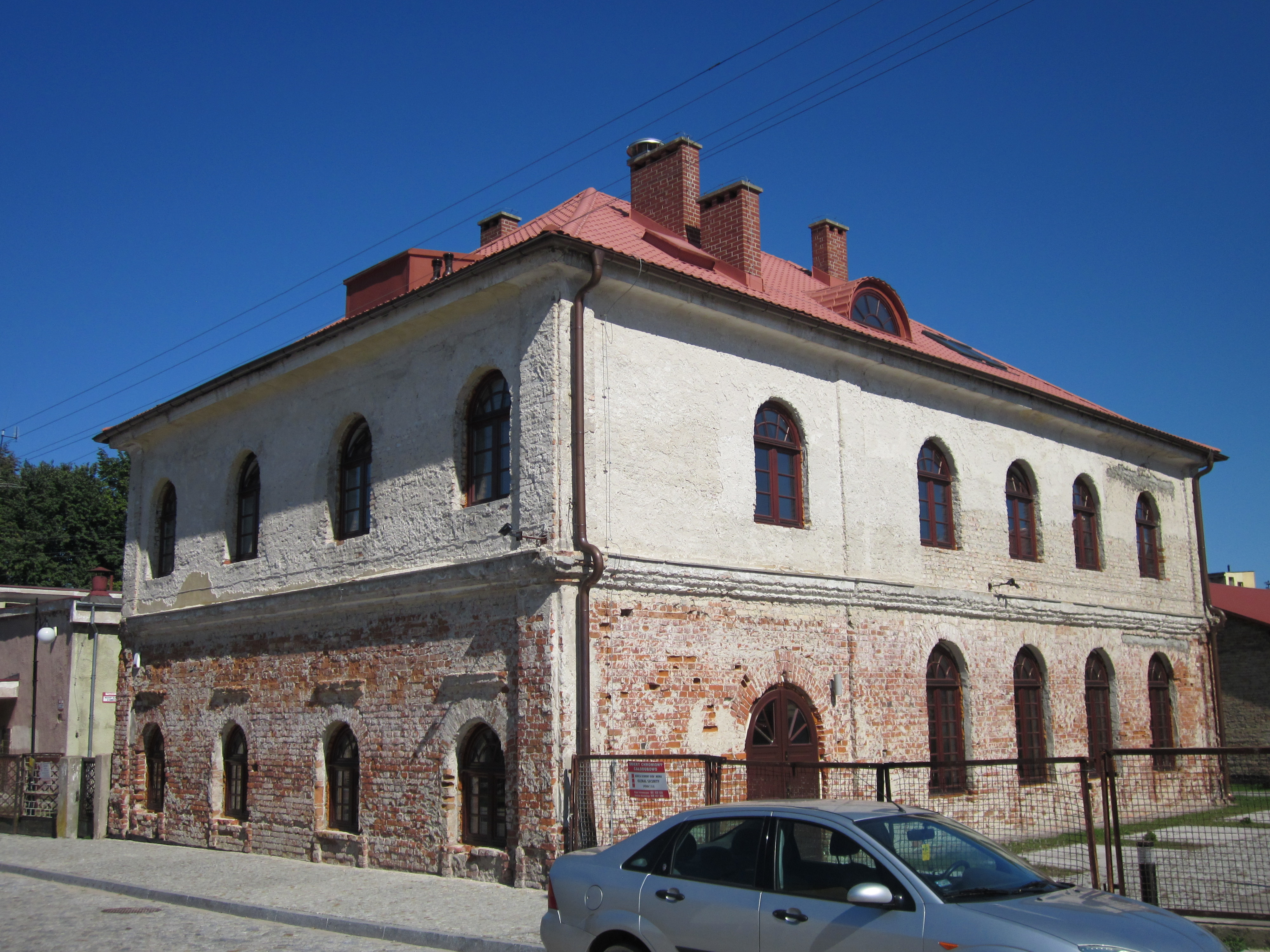
Synagoga w Ciechanowcu
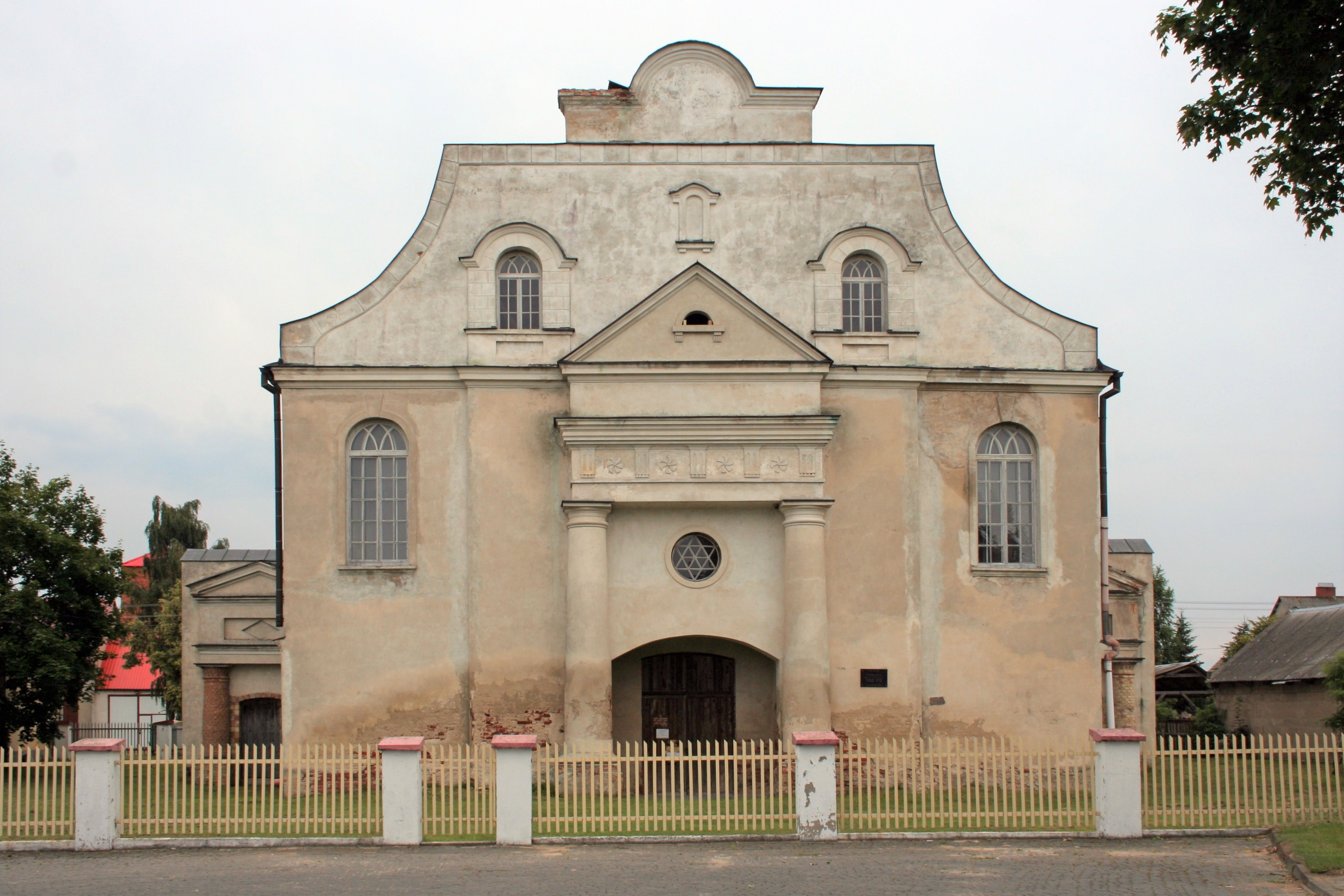
Synagoga w Orli

Wybrane niesakralne zabytki okresu zaborów:
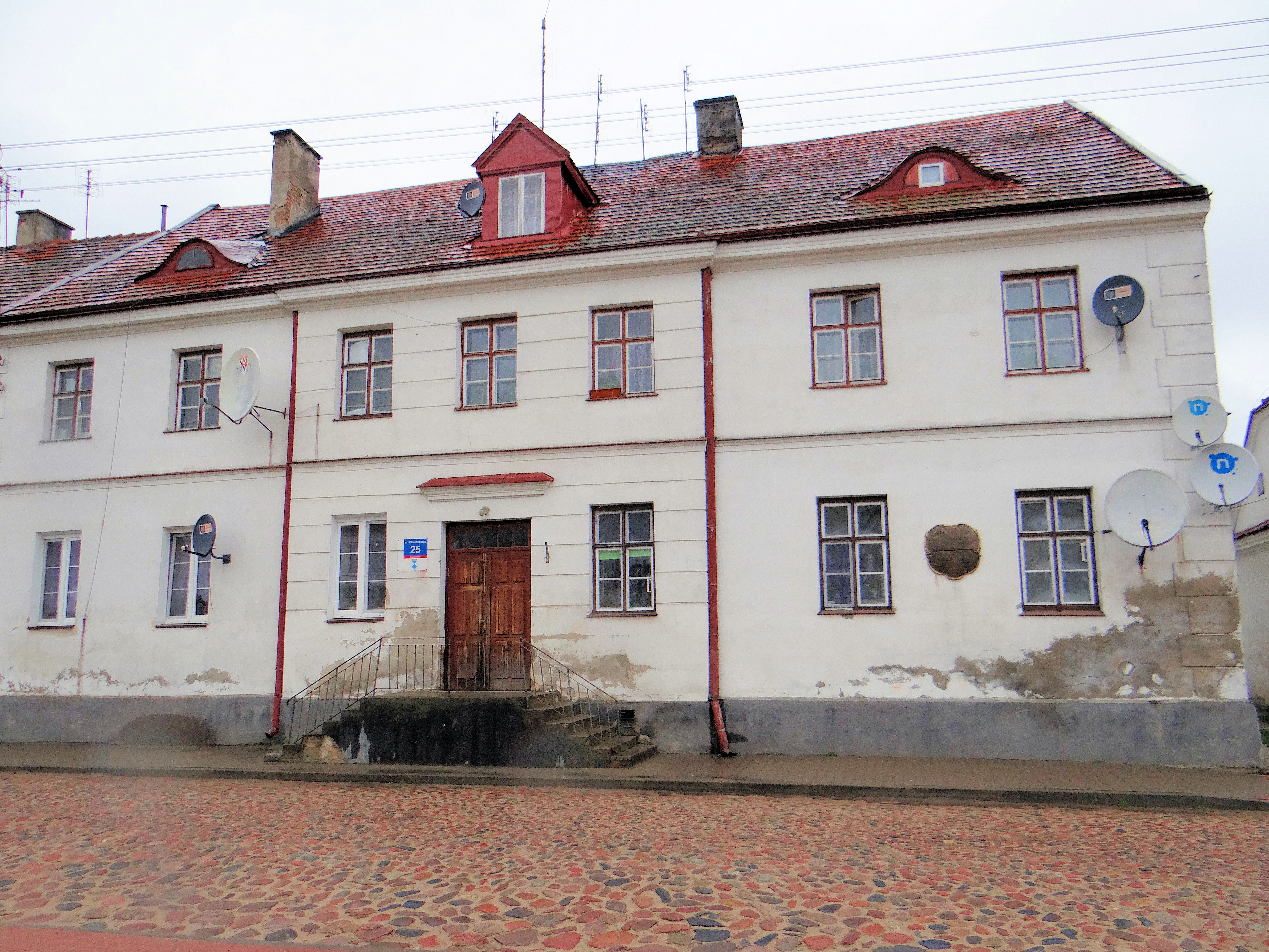
Kamienica w Tykocinie
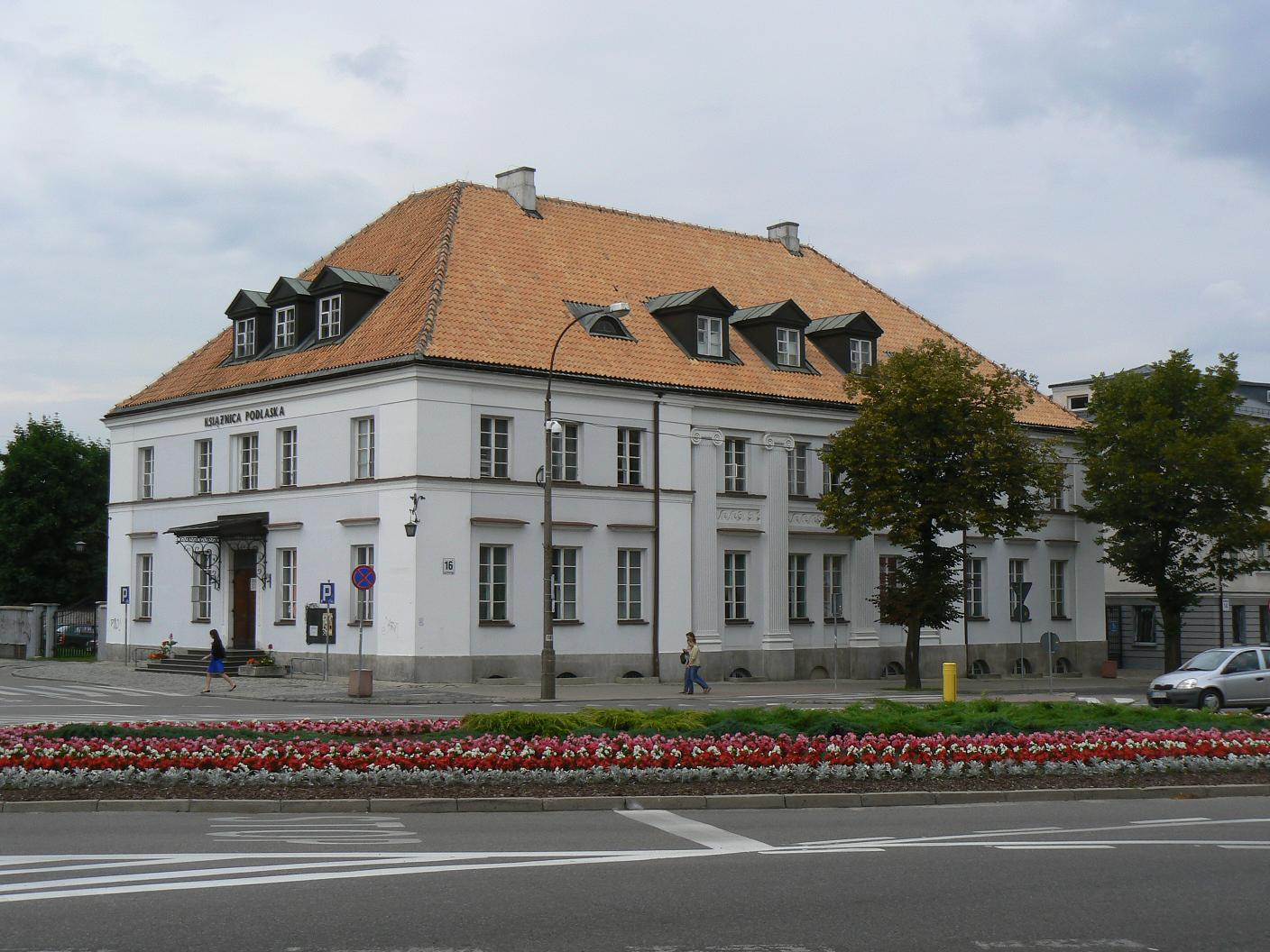
Dawna loża masońska w Białymstoku
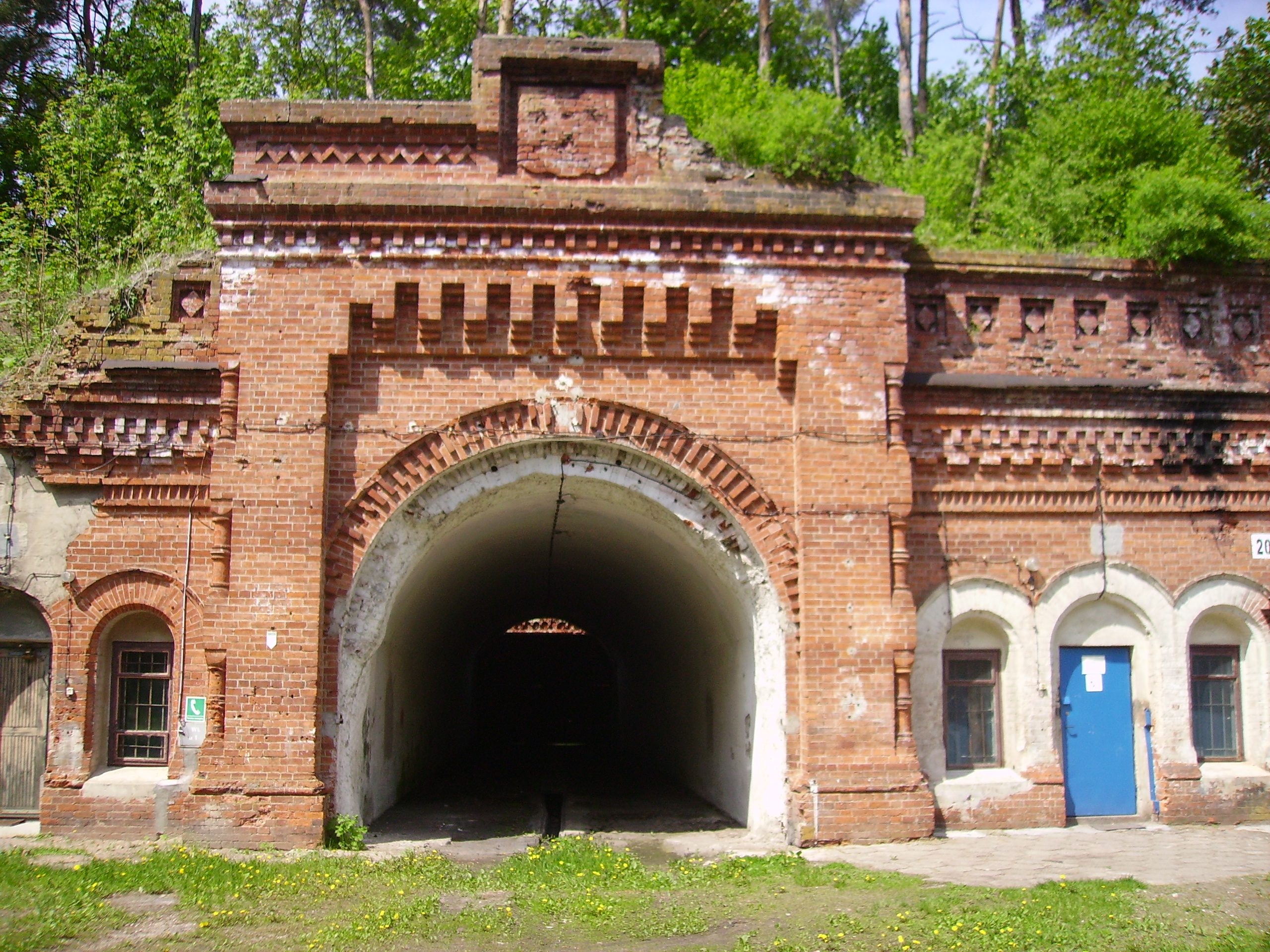
Twierdza Osowiec
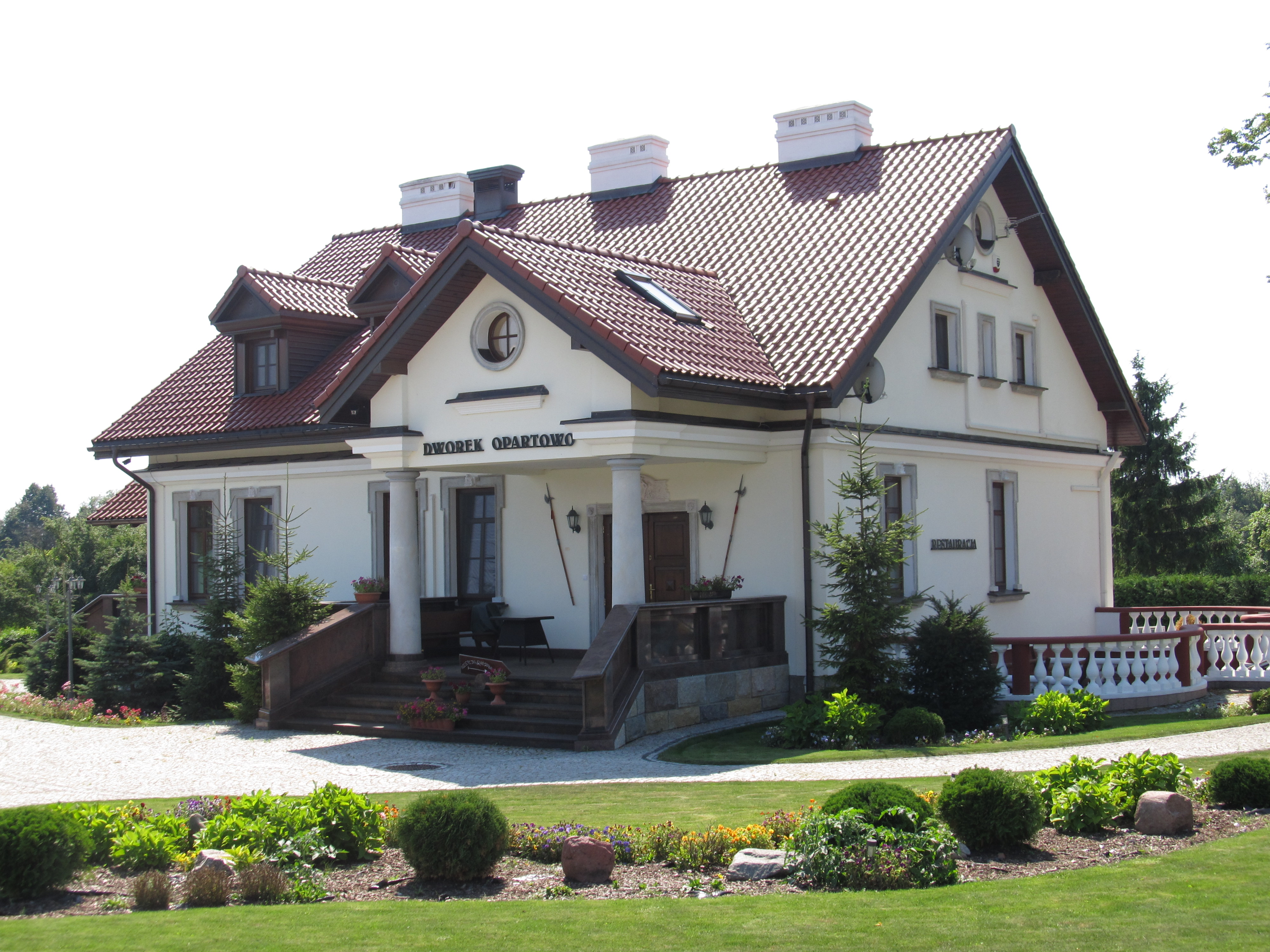
Dworek Opartowo w Rajgrodzie
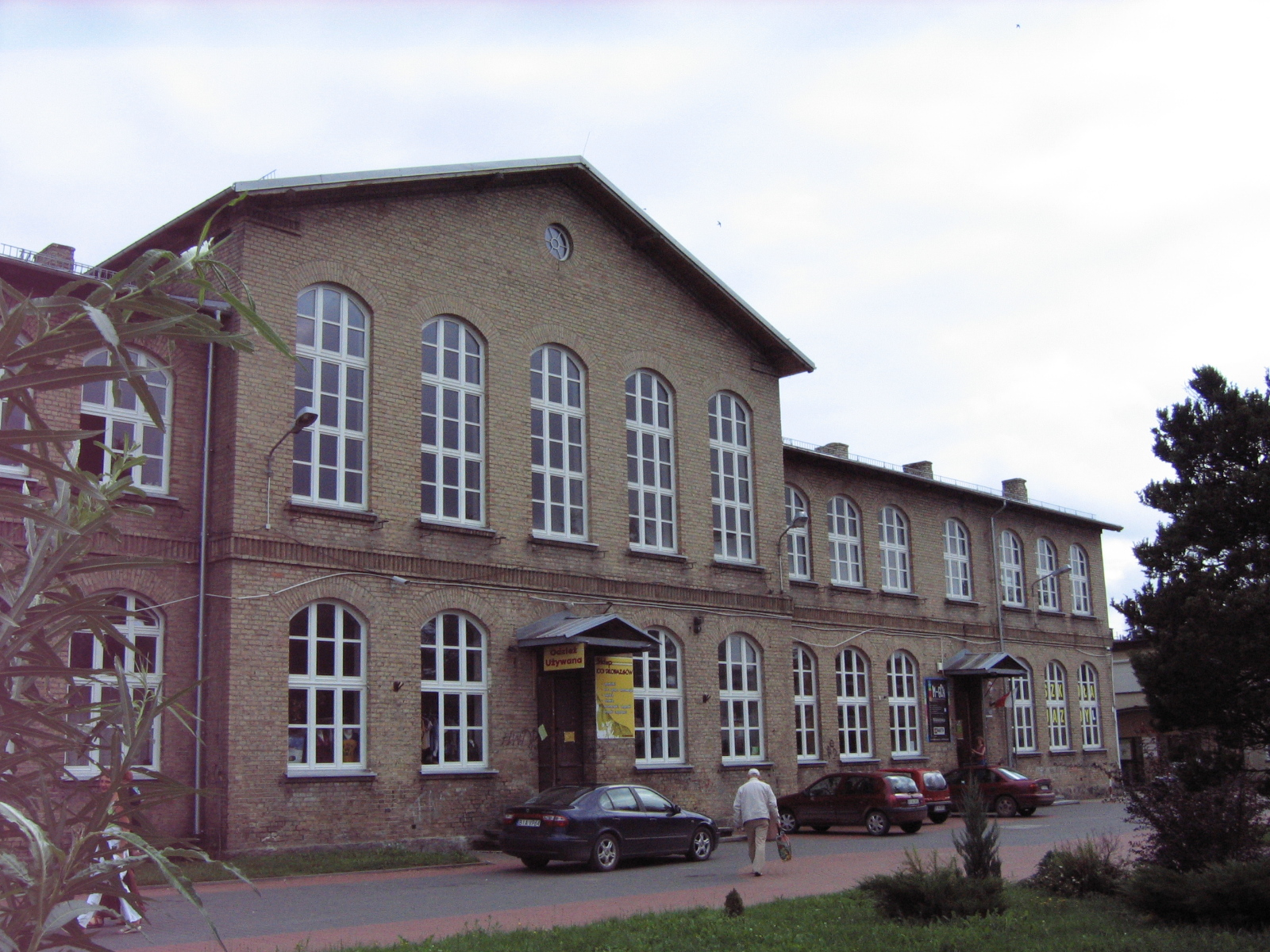
Fabryka sukna i kortów w Choroszczy
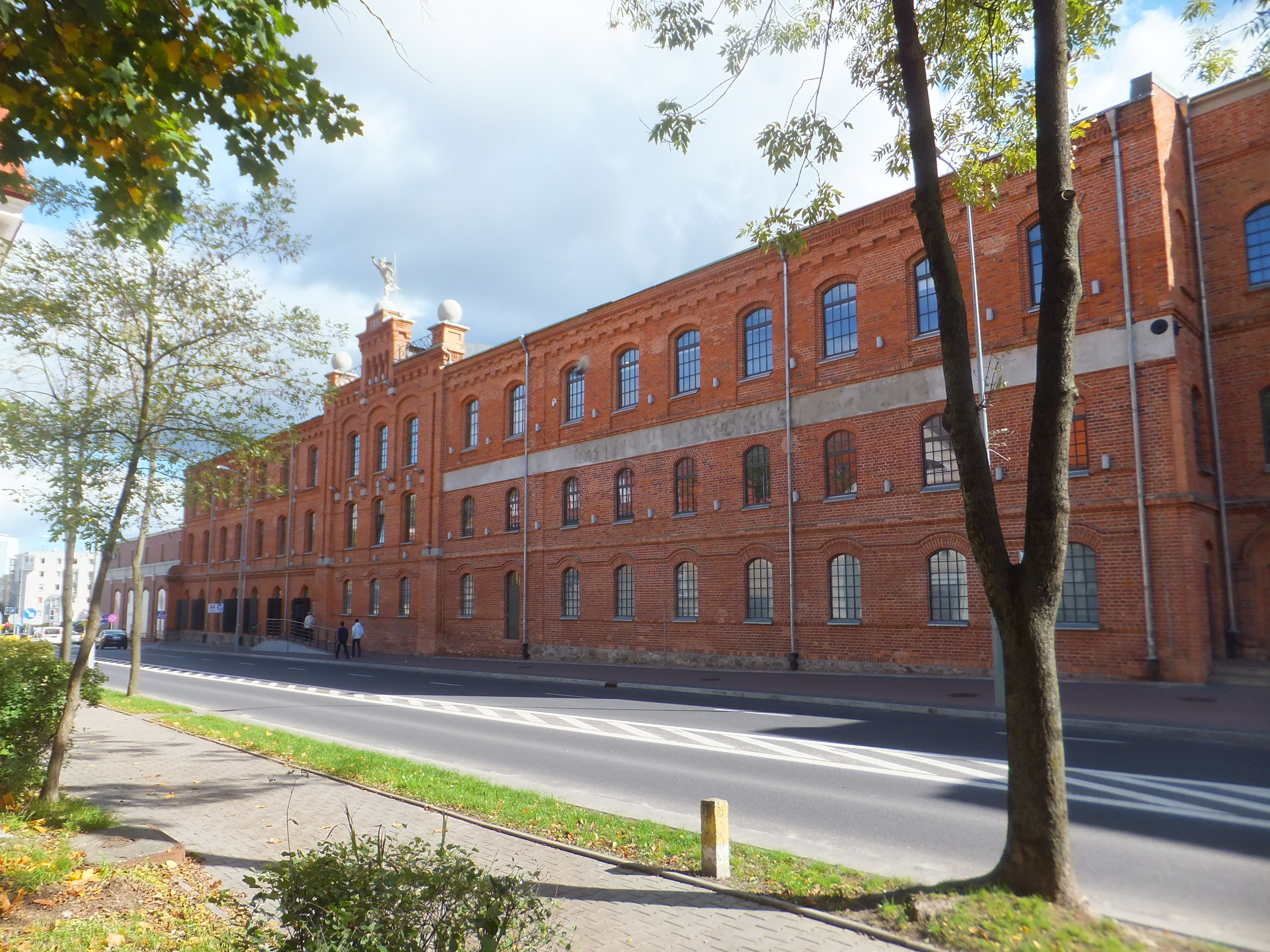
Fabryka pluszów w Białymstoku

Aż do XX wieku na podlaskiej wsi, a często także w małych miastach, dominowało budownictwo drewniane, dzięki czemu wykształcił się tu charakterystyczny sposób zdobienia domów.

## Miasta

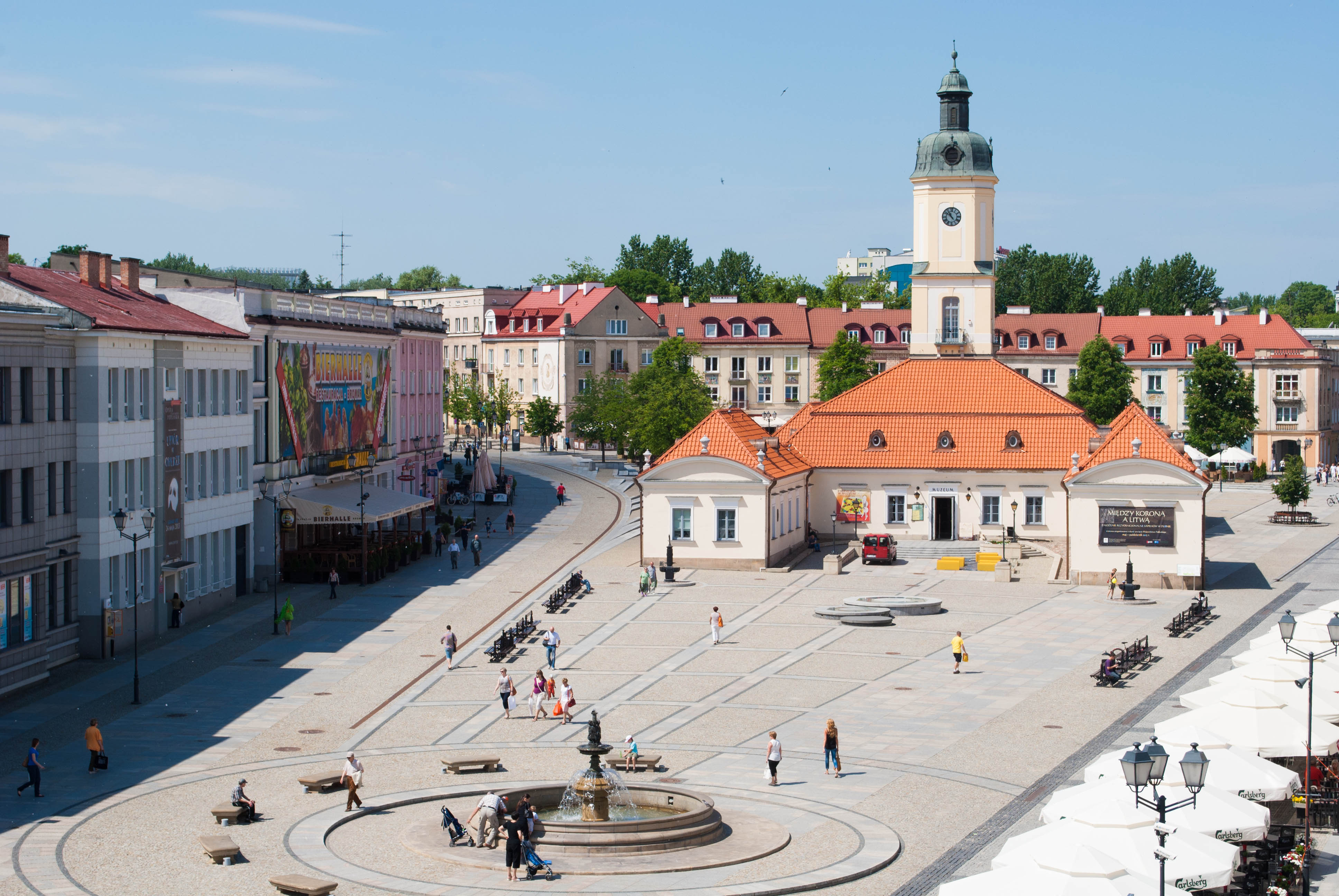
Białystok

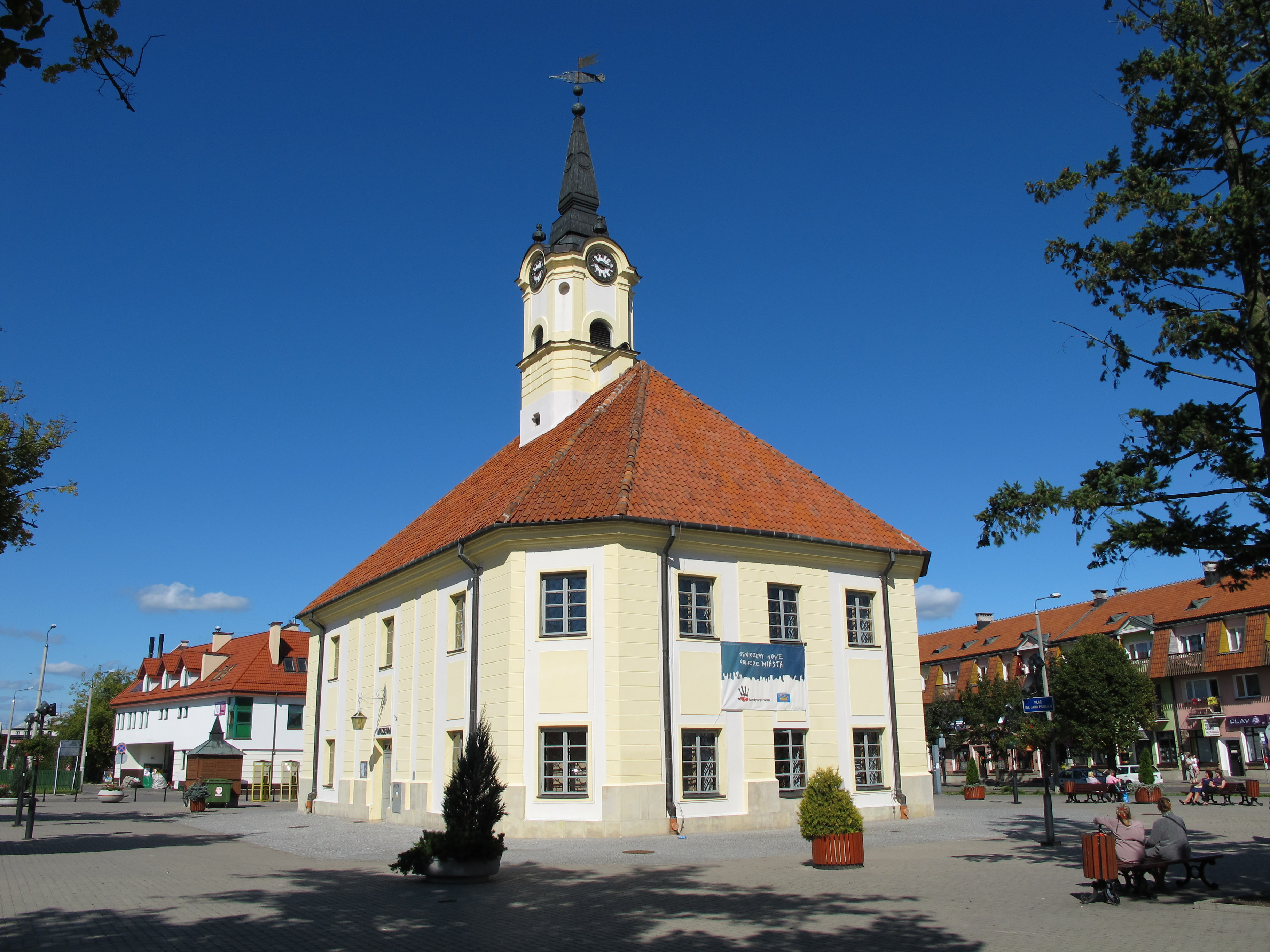
Bielsk Podlaski

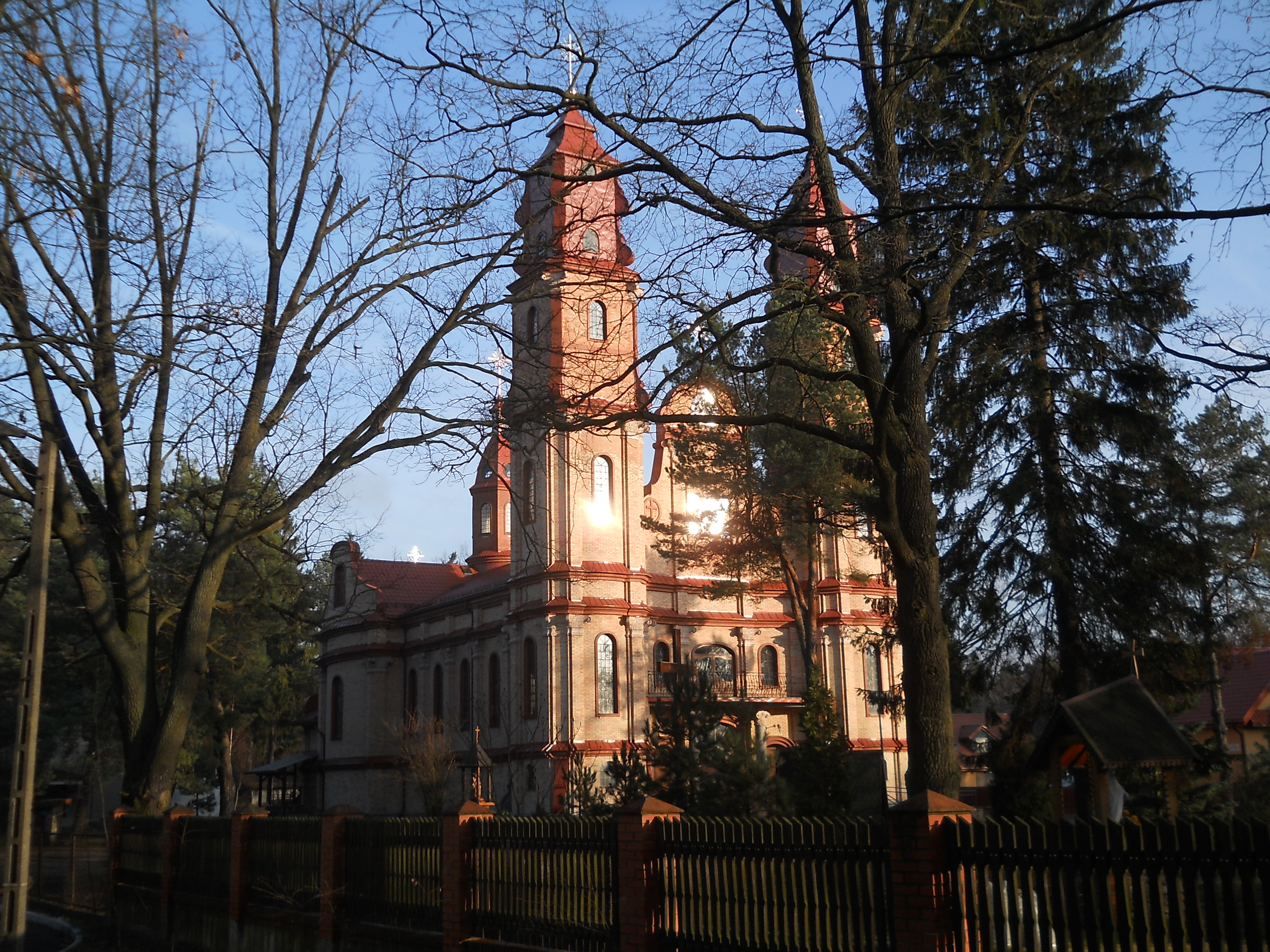
Hajnówka

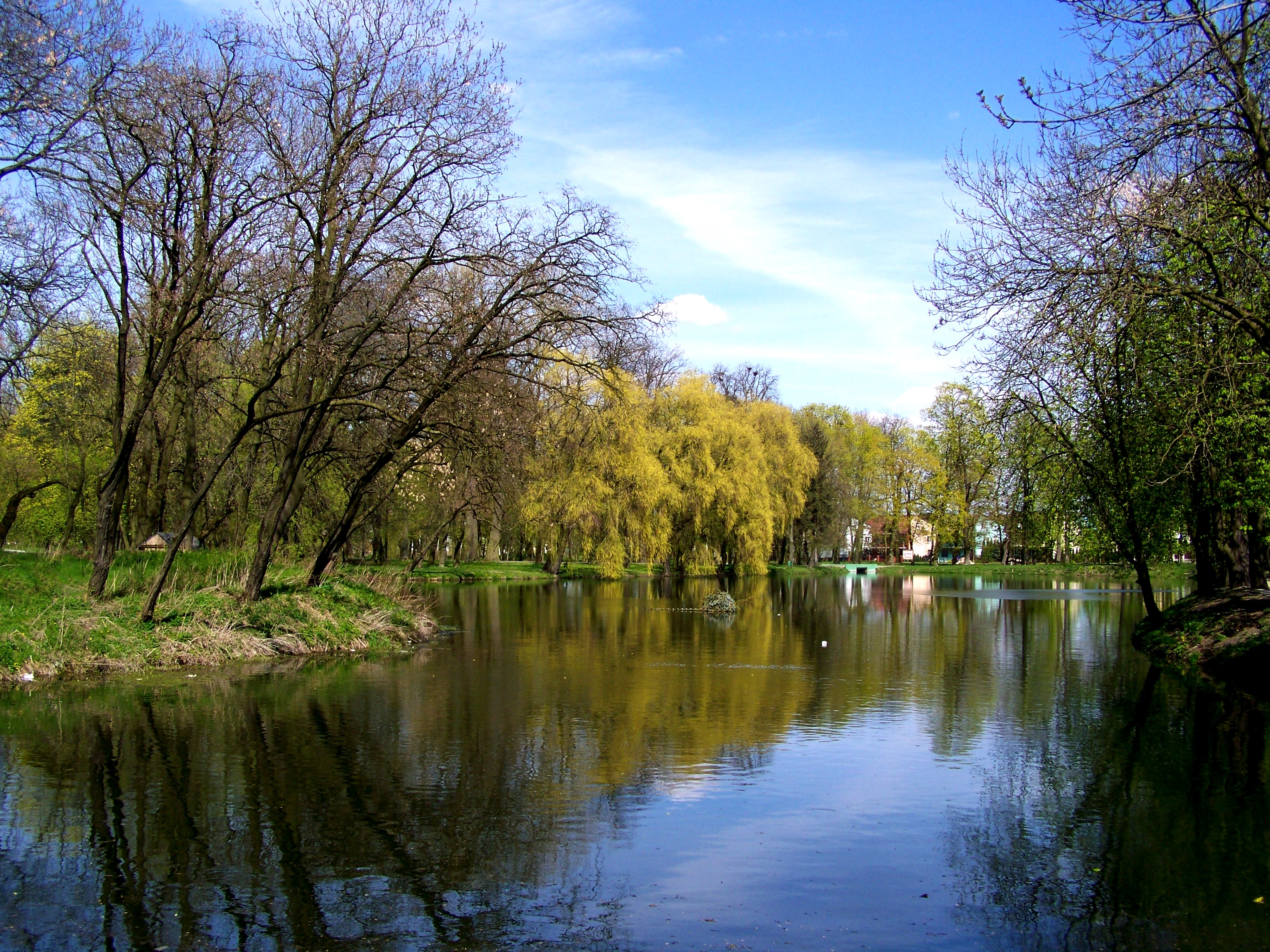
Sokołów Podlaski

Dawne przekształcenia administracyjne spowodowały duże zmiany w określaniu granic Podlasia. Po rozbiorach Polski i kongresie wiedeńskim Podlasiem zaczęto określać obszary, które nie znajdowały się w województwie podlaskim czasów I Rzeczypospolitej, szczególnie zaś obszar województwa, później guberni podlaskiej z czasów Królestwa Polskiego. Stąd też poniższy podział odróżnia miasta znajdujące się na Podlasiu właściwym (określonym granicami województwa podlaskiego I Rzeczypospolitej) od miast, które z powodu zmian administracyjnych po rozbiorach Polski zaczęły być określane jako również podlaskie.

### Miasta Podlasia właściwego
| - Augustów - Białystok - Bielsk Podlaski - Brańsk - Choroszcz - Ciechanowiec - Drohiczyn - Goniądz | - Hajnówka (część) - Kleszczele - Knyszyn - Kosów Lacki - Łapy - Łosice - Mońki - Mordy | - Rajgród - Siemiatycze - Sokołów Podlaski - Suraż - Szepietowo - Tykocin - Węgrów - Wysokie Mazowieckie |

#### Dawne miasta Podlasia właściwego
| - Boćki - Drohiczyn Lewobrzeżny - Grodzisk - Jasionówka - Konstantynów - Leśna Podlaska - Miedzna - Mielnik | - Mokobody - Narew - Niemirów - Orla - Osowiec-Twierdza - Rudka - Sarnaki | - Skrzeszew - Sokoły - Starosielce - Sterdyń - Trzcianne - Waniewo - Wyszonki Kościelne |

### Miasta Podlasia do 1566 roku

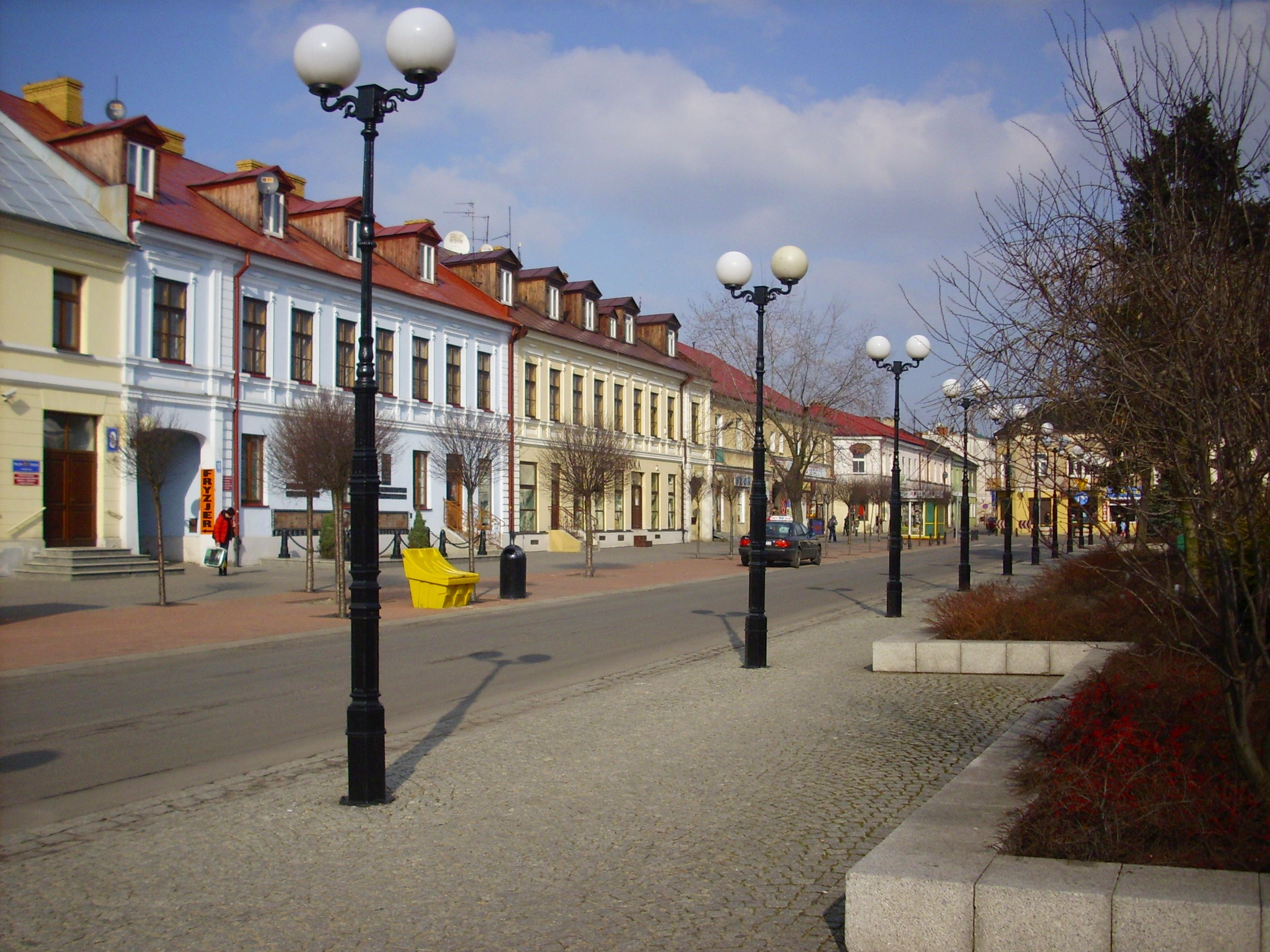
Biała Podlaska

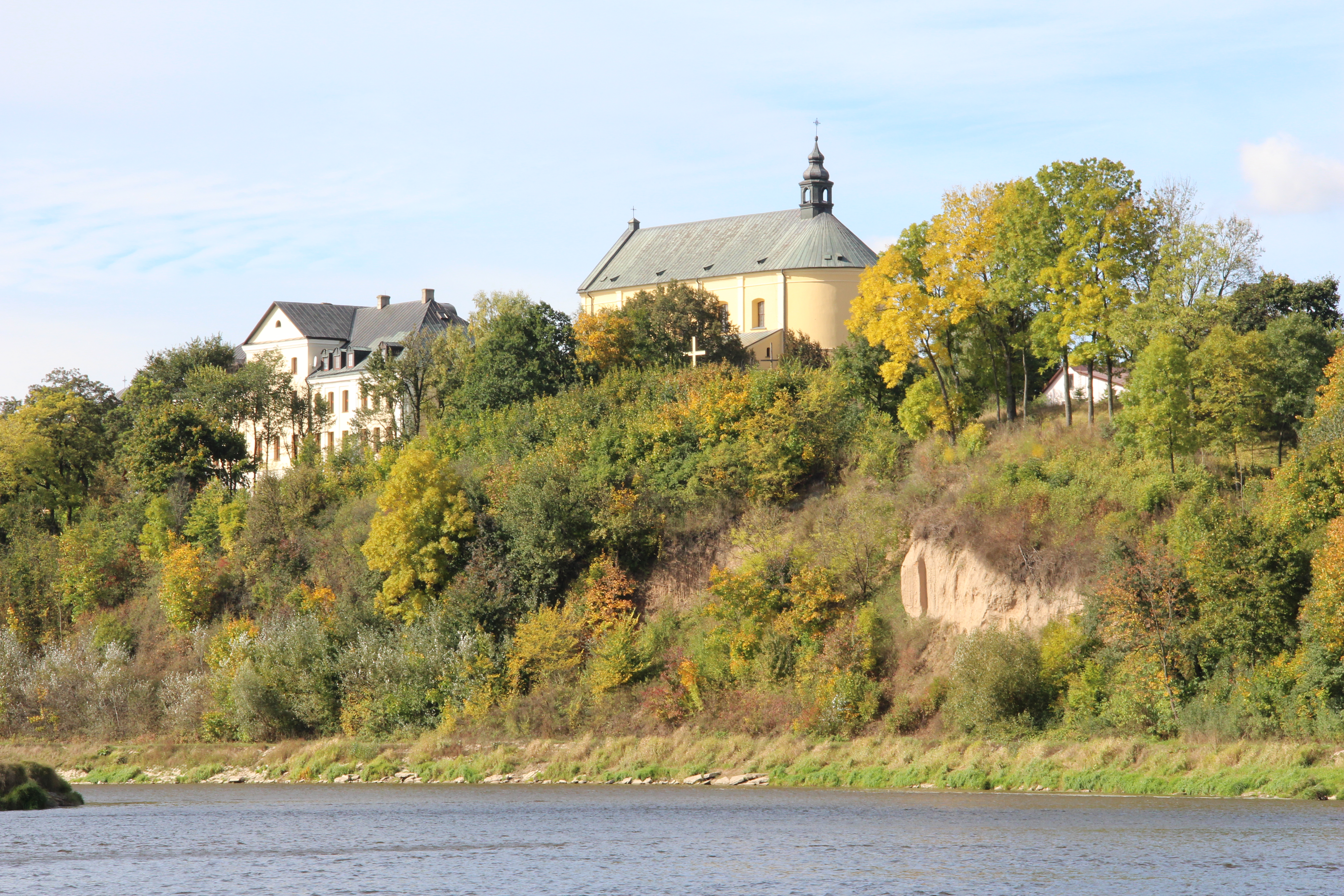
Drohiczyn – historyczna stolica Podlasia

Miasta leżące w obrębie Podlasia do 1566, następnie włączone do województwa brzeskolitewskiego, utożsamianego z Polesiem z podziałem na:
– leżące w obrębie województwa i guberni podlaskiej Królestwa Polskiego w l. 1816–1844 (współcześnie w granicach Polski, utożsamiane z Podlasiem Południowym):
- Biała Podlaska
- Międzyrzec Podlaski[d]
- Terespol
- Włodawa

– leżące poza województwem i gubernią podlaską w l. 1816–1844 (współcześnie w granicach Białorusi):
| - Bereza - Brześć - Kamieniec - Kobryń | - Małoryta - Prużana - Wysokie - Żabinka | - Antopol - Domaczewo - Szereszów |

– dawne miasta współcześnie w granicach Polski:
| - Dokudów Pierwszy - Hanna - Horodyszcze - Janów Podlaski - Kodeń - Komarówka Podlaska - Łomazy | - Międzyleś - Międzyrzec Podlaski Nowe Miasto - Milejczyce - Narewka - Orchówek - Piszczac | - Pratulin - Rossosz - Różanka - Sławatycze - Wisznice - Wohyń |

### Miasta poza Podlasiem właściwym
Poniżej znajdują się miasta nienależące do właściwego Podlasia. Te po lewej stronie Liwca bywają błędnie określane jako podlaskie z powodu przynależności do województwa podlaskiego w granicach utworzonego w 1809 r. departamentu siedleckiego. Miasta leżące na historycznej Grodzieńszczyźnie należały do 1795 roku do Wielkiego Księstwa Litewskiego – od 1569 jednej z dwóch części Rzeczypospolitej Obojga Narodów. W Wielkim Księstwie Litewskim położone były też miasta Suwalszczyzny (Lipsk, Sejny i Suwałki), należące do współczesnego województwa podlaskiego.
| Grodzieńszczyzna: - Czarna Białostocka - Dąbrowa Białostocka - Krynki - Michałowo - Sokółka - Suchowola - Supraśl - Wasilków - Zabłudów | Małopolska: - Dęblin - Kock - Łaskarzew - Łuków - Ostrów Lubelski - Parczew - Radzyń Podlaski - Ryki - Siedlce - Żelechów | Mazowsze: - Czyżew - Garwolin - Grajewo - Jedwabne - Kałuszyn - Kolno - Łochów - Łomża - Nowogród - Pilawa - Stawiski - Stoczek Łukowski - Szczuczyn - Zambrów | Suwalszczyzna: - Lipsk - Sejny - Suwałki |